# Toruń
Toruńⓘ (niem. Thorn, łac. Thorunia, Torunium) – miasto na prawach powiatu w północnej Polsce, jedna z dwóch stolic województwa kujawsko-pomorskiego – siedziba marszałka, zarządu i sejmiku województwa oraz jednostek im podporządkowanych. Jest również siedzibą władz powiatu toruńskiego i stolicą rzymskokatolickiej diecezji toruńskiej, jednym z miast centralnych Bydgosko-Toruńskiego Obszaru Funkcjonalnego. Drugie co do wielkości miasto w województwie kujawsko-pomorskim. Położone jest nad Wisłą i Drwęcą. Jego prawobrzeżna część leży na ziemi chełmińskiej, zaś lewobrzeżna znajduje się na Kujawach.
Toruń jest jednym z najstarszych miast Polski (prawa miejskie uzyskał w 1232 roku). W czasach Rzeczypospolitej Obojga Narodów Toruń był jednym z najbogatszych i zarazem jednym z czterech największych miast Królestwa Polskiego, miastem królewskim i hanzeatyckim, które uzyskało w 1365 roku prawo składu; miastem mającym autonomiczne uprawnienia polityczne, w tym m.in. prawo do czynnego uczestnictwa w akcie wyboru króla. Obywatelstwo Torunia dawało przywilej do posiadania ziemi. Toruń to miejsce urodzenia Mikołaja Kopernika.
W 1997 roku Zespół Staromiejski został wpisany na Listę Światowego Dziedzictwa Kulturowego UNESCO. Patronem Torunia jest św. Jan Chrzciciel, a święto miasta obchodzone jest 24 czerwca.
Według danych Głównego Urzędu Statystycznego z 31 grudnia 2024 roku Toruń zamieszkiwało 193 717 osób. Powierzchnia wynosiła 115,72 km².

## Położenie
Toruń położony jest w północnej Polsce, w środkowej części województwa kujawsko-pomorskiego. Ulokowany jest po obu stronach Wisły, w widłach Wisły i Drwęcy, we wschodniej części Kotliny Toruńskiej. Pod względem geograficznym obszar północny miasta należy do Pojezierza Chełmińskiego, wschodni do Pojezierza Dobrzyńskiego, a południowy leży w dolinie Wisły, zwanej Kotliną Toruńską, stanowiącą część Pradoliny Toruńsko-Eberswaldzkiej. Większa część miasta położona jest po prawej stronie Wisły, historycznie, a przez to kulturowo i cywilizacyjnie należy do Pomorza, a lewobrzeżna zaś do Kujaw.

## Środowisko przyrodnicze

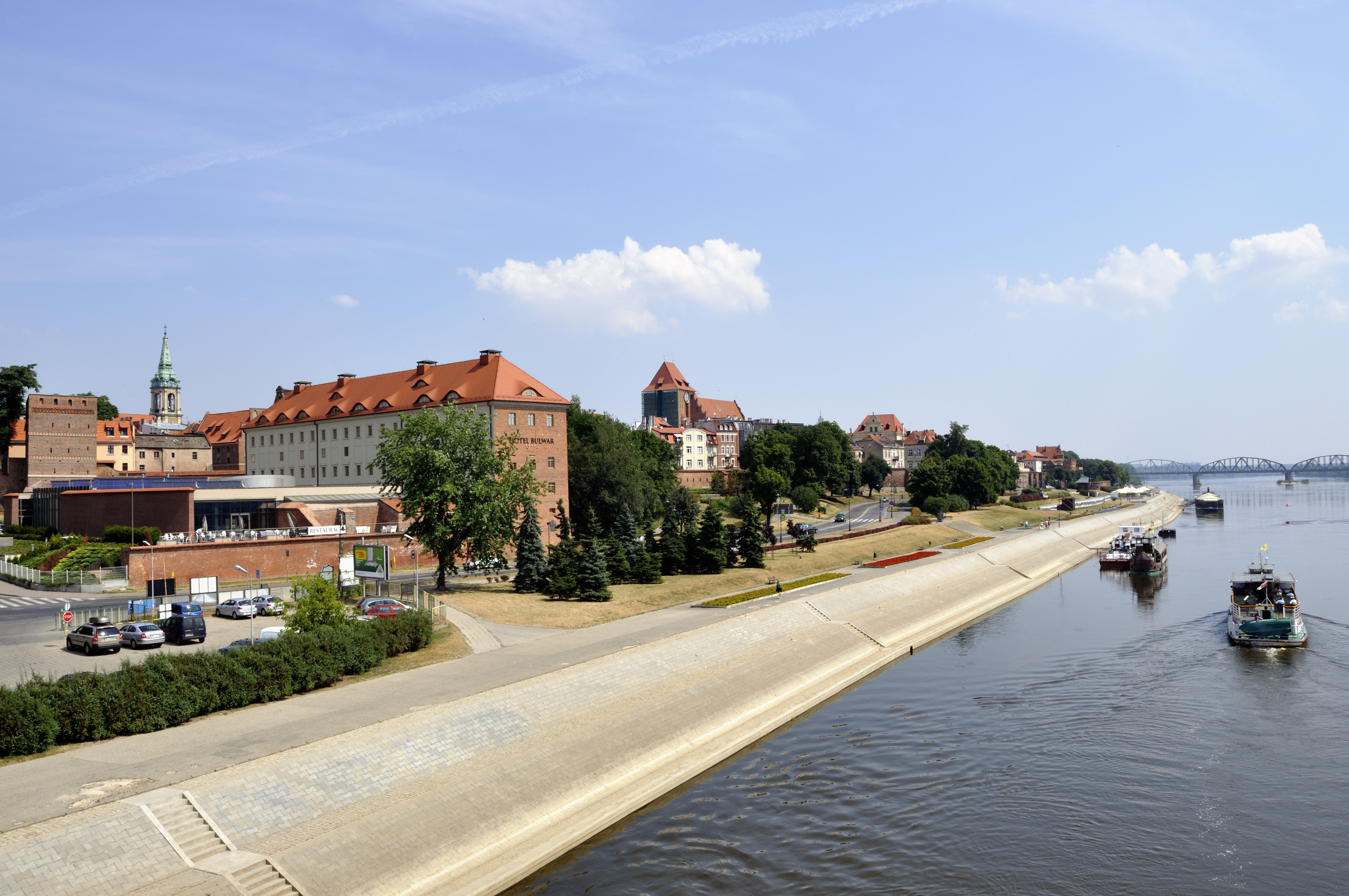
Bulwar Filadelfijski usytuowany nad Wisłą

Średnia wysokość nad poziomem morza wynosi 65 m, brzeg Wisły 42 m n.p.m.
Toruń znajduje się w strefie klimatu umiarkowanego ciepłego. Klimat Torunia wyróżnia się dużą zmiennością. Wynika ona ze zmienności wywoływanej przez zderzenie się mas powietrza oceanicznego z zachodu i kontynentalnego ze wschodu. Wpływ na klimat ma położenie miasta w Kotlinie Toruńskiej od południa i w dolinie Wisły od północy. Największa intensywność opadów przypada na lato. Średnia temperatura roczna powietrza w latach 1871–2010 wynosiła 7,7 °C. Najzimniejszym w analizowanym okresie miesiącem był styczeń (–2,5 °C), a najcieplejszym lipiec (18,2 °C). Najniższa średnia temperatura roczna we wskazanym okresie została odnotowana w 1871 roku (4,9 °C), a najwyższa w 2000 roku (9,7 °C). Średnia roczna suma opadów w latach 1871–2010 wyniosła 517,6 mm. Najwyższe sumy opadów odnotowano w lipcu (76,8 mm), a najniższe w lutym (24,6 mm). W półroczu ciepłym, obejmującym okres od 1 kwietnia do 30 września, przypadało średnio ok. 64% opadów rocznych. W mieście najczęściej występuje wiatr zachodni i południowy, a najrzadziej wieje z północy. Najbardziej deszczowym miesiącem w ciągu roku w Toruniu jest lipiec.
Największą rzeką przepływającą przez Toruń jest Wisła. Prawobrzeżnymi dopływami Wisły w rejonie Torunia są: Drwęca, Kanał Górny ze Strugą Łysomicką, Kanał Dolny oraz Struga Toruńska, a lewobrzeżnymi dopływami Wisły: Zielona i Kanał Nieszawski.
W okresie powojennym najwyższy stan Wisły w Toruniu wynosił 867 cm w czerwcu 1962 roku, natomiast najniższy miał miejsce 17 sierpnia 2015 roku i wynosił 107 cm.

### Parki i tereny zielone

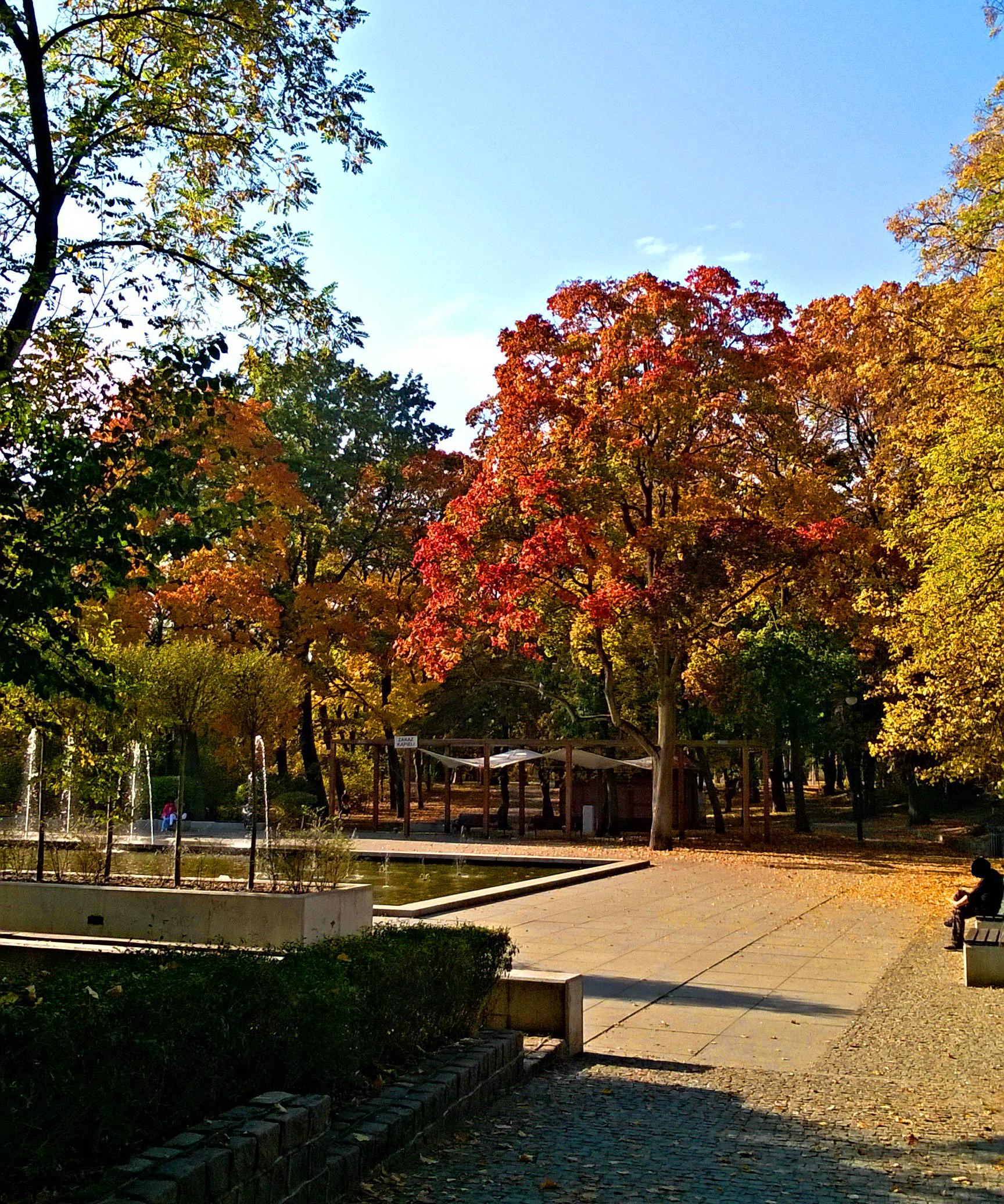
Park na Bydgoskim Przedmieściu

30% powierzchni Torunia zajmują tereny zielone: lasy, ogrody działkowe oraz tereny zielony urządzonej (parki, zieleńce, skwery, zieleń osiedlowa i przydomowa itp.). Miasto prawie ze wszystkich stron jest otoczone lasami. Większość lasów to lasy państwowe, należące do nadleśnictw: Cierpiszewo, Dobrzejewice, Gniewkowo i Toruń. Na Barbarce, Bielanach, Czerniewicach, Kępie Bazarowej, Na Skarpie i Rudaku oraz przy Szosie Bydgoskiej i ul. Bema lasy należą do miasta. Charakterystyczna dla Torunia jest zieleń forteczna, towarzysząca obiektom Twierdzy Toruń.
W Toruniu występuje kilka rodzajów parków:
- miejskie (np. Park na Bydgoskim Przedmieściu, Park Tysiąclecia, Park na Jakubskim Przedmieściu, Planty)[31];
- dworskie (np. park podworski na Bielawach, park na Bielanach, park sąsiadujący z dawnym folwarkiem Geretowo)[31];
- leśne (np. Zajęcze Góry, Kępa Bazarowa, Rudelka)[31].

Na terenie miasta znajdują się 72 pomniki przyrody: 58 pojedynczych drzew, 13 grup drzew i jeden głaz narzutowy.

## Historia

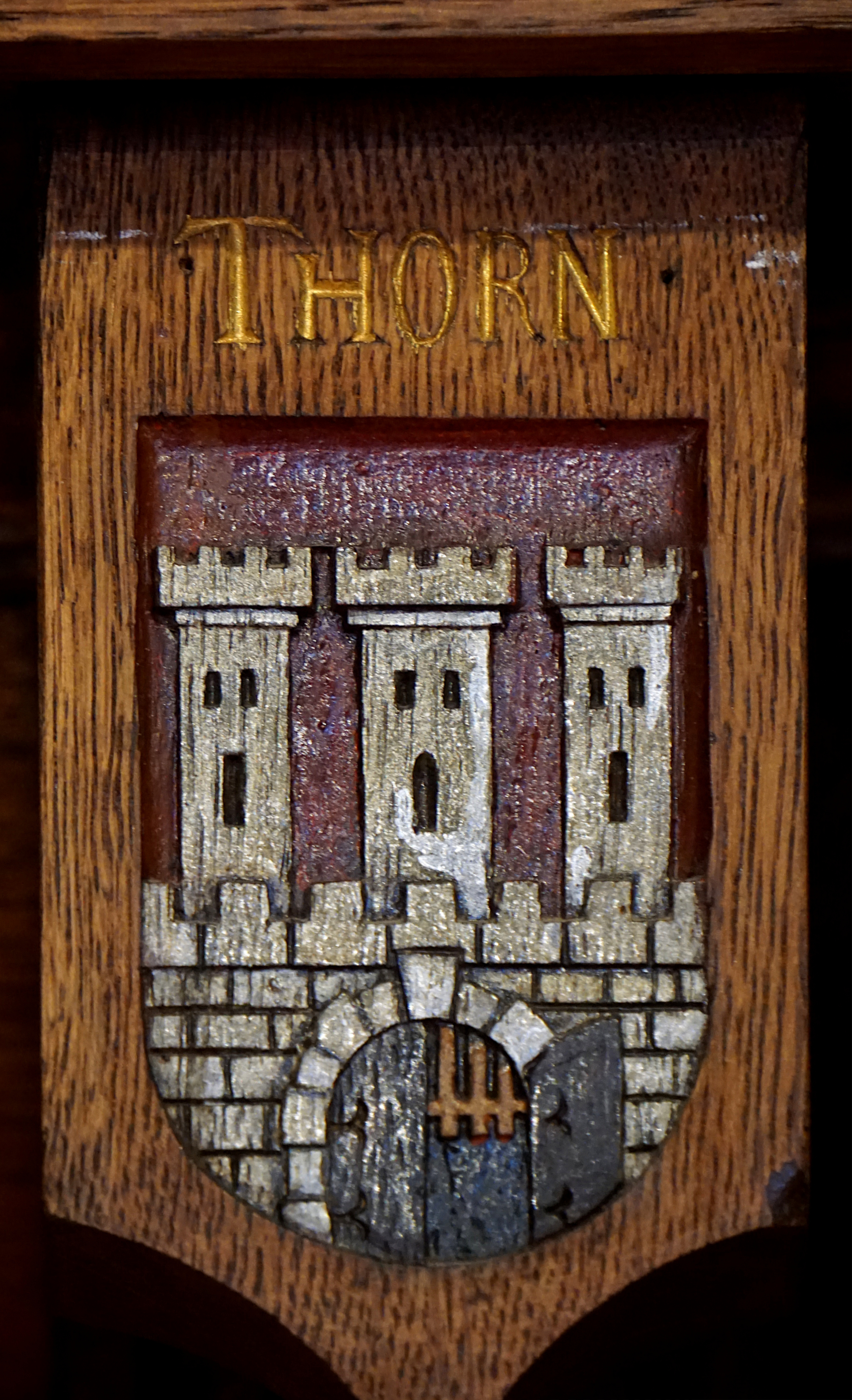
Herb Torunia w sali plenarnej staromiejskiego ratusza w Gdańsku

### Czasy najdawniejsze
Pierwsi ludzie na terenie dzisiejszego Torunia pojawili się ok. XI tysiąclecia p.n.e. Przybyli tutaj poszukując reniferów, stanowiących ich główne pożywienie. Renifery zabijano również w celu pozyskania z nich kości i skóry. Na Rudaku odnaleziono skupiska narzędzi krzemiennych, półwytworów i materiału odpadowego. Nowe grupy ludzi przybyły ok. VIII stulecia p.n.e. Osady wznoszono nad Wisłą lub jeziorami. Nowi przybysze wyrabiali narzędzia z drewna i krzemieni oraz zajmowali się rybołówstwem. W okresie epoki żelaza na terenie Torunia istniało osadnictwo kultury łużyckiej w miejscu zamku krzyżackiego i prezbiterium kościoła św.św. Janów. W VII wieku n.e. w okolicach Torunia zamieszkały ludy słowiańskie.
Miasto rozpoczęto budować w I poł. XIII wieku. Miasto lokowano na prawie chełmińskim 28 grudnia 1233 roku. W pierwszej kolejności rozplanowano ulice wokół ul. św. Anny (dziś. ul. Kopernika). Było to pierwsze miasto wzniesione przez Krzyżaków na ziemi chełmińskiej.

### W państwie krzyżackim (1233–1454)

I pokój toruński: Henryk von Plauen, wielki mistrz zakonu krzyżackiego, zawiera pokój z Władysławem Jagiełłą, królem polskim i Witoldem, wielkim księciem litewskim

W 1236 roku, z powodu częstych powodzi nawiedzających te nisko położone tereny, miasto przeniesiono w górę rzeki, w miejsce jego obecnego położenia. Pierwotnego miasta poszukiwano od lat 1970., jednak dopiero na podstawie badań opublikowanych w 2018 roku ustalono, że owa pierwotna lokalizacja miasta położona była ok. 10 km na zachód od obecnej starówki, nad dogodną przeprawą przez Wisłę, na południe od współczesnej wsi Stary Toruń. Prawdopodobnie część mieszkańców pozostała w dotychczasowym miejscu, ponieważ folwark i kościół zostały zniszczone dopiero podczas wojny trzynastoletniej, a w XVII wieku na polach w tym miejscu znajdowano ludzkie czaszki. W 1251 roku odnowiono akt lokacyjny miasta. 1264 roku nadano prawa miejskie drugiej osadzie – Nowemu Miastu, od wschodu stykającemu się ze Starym Miastem. 8 marca 1454 roku oba miasta połączono.
Przed 1280 rokiem Toruń stał się członkiem Hanzy. XIII–XIV wiek to pierwszy okres szybkiego rozwoju miasta. Toruń stał się dużym ośrodkiem handlowym w Prusach, liczącym pod koniec XIV wieku ok. 20 tysięcy mieszkańców.
1 lutego 1411 roku w Toruniu zawarto I pokój toruński, kończący tzw. wielką wojnę polsko-krzyżacką 1409–1411. W 1440 roku Toruń był jednym z głównych organizatorów Związku Pruskiego i siedzibą jego Tajnej Rady.

### W granicach Korony Królestwa Polskiego i I Rzeczypospolitej (1454–1793)

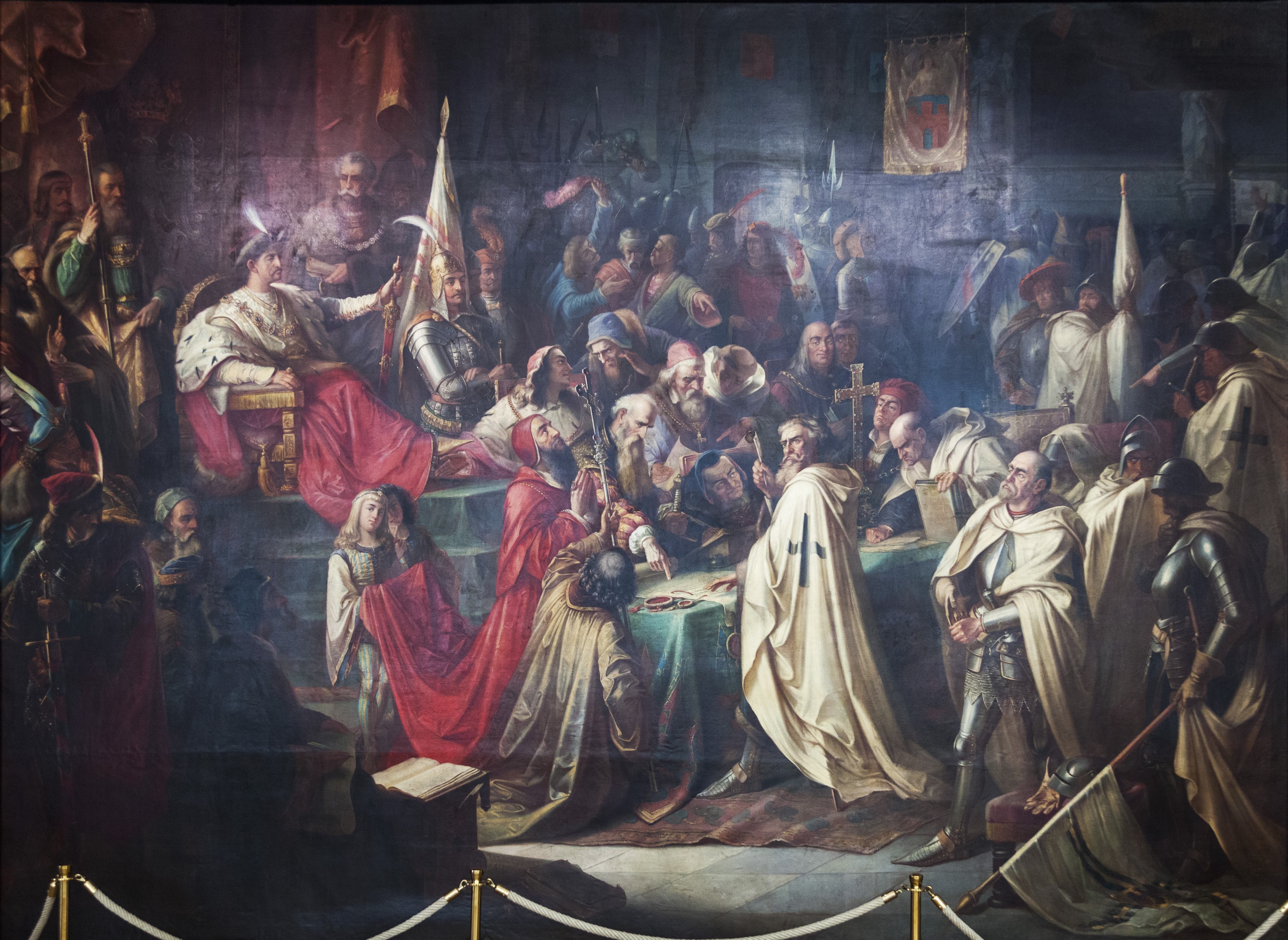
Marian Jaroczyński – II Traktat toruński, obraz z 1873 r. (ze zbioru Muzeum Okręgowego w Toruniu)

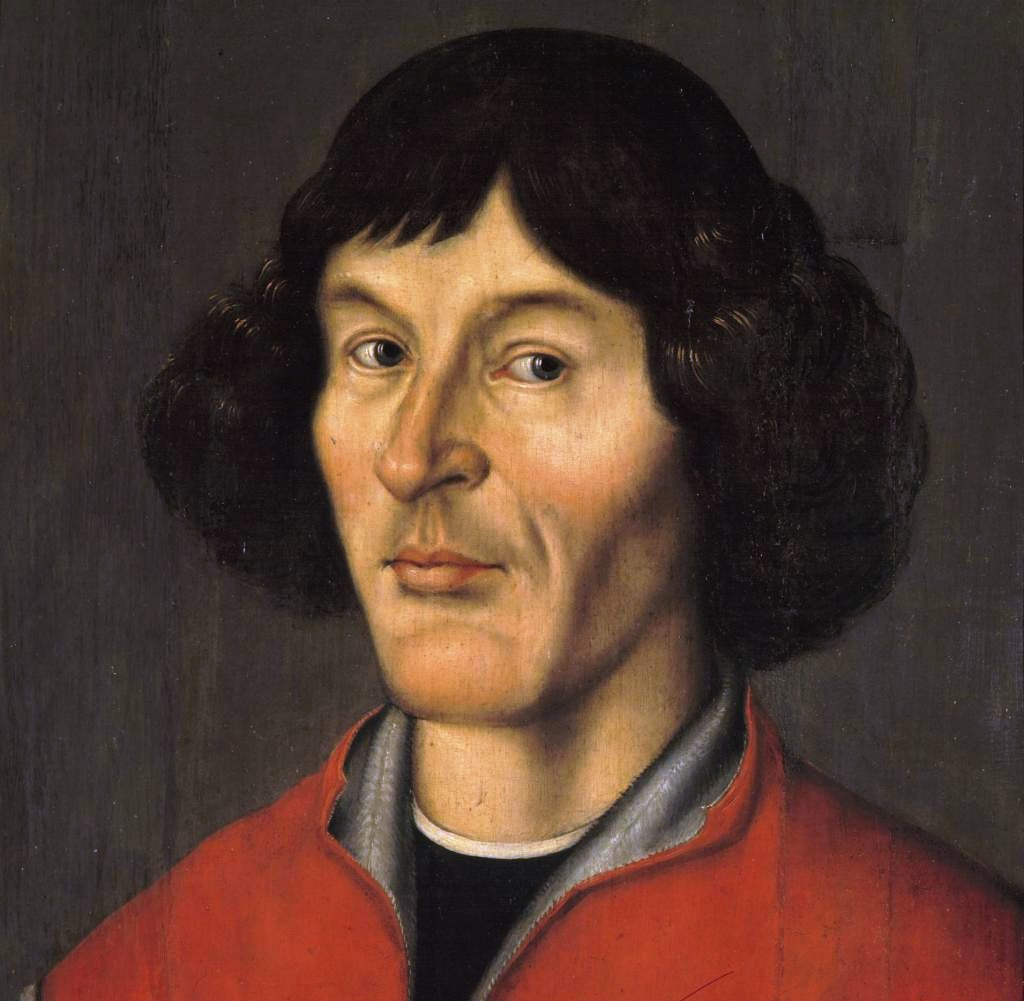
Mikołaj Kopernik na portrecie nieznanego autora, obraz ze zbioru Muzeum Okręgowego w Toruniu

W 1454 roku wybuchło powstanie antykrzyżackie, zburzono zamek krzyżacki. Był to początek polsko-krzyżackiej wojny trzynastoletniej. 6 marca 1454 roku król Kazimierz IV Jagiellończyk na wniosek poselstwa Związku Pruskiego wydał akt inkorporacji ziemi chełmińskiej, Pomorza Gdańskiego oraz Warmii do Królestwa Polskiego i wcielił Toruń do Polski. 19 października 1466 roku II pokój toruński zakończył wojnę trzynastoletnią. W wyniku jego postanowień Toruń wraz z tzw. Prusami Królewskimi wszedł ponownie w skład państwa polskiego, uzyskując w nim wraz z Gdańskiem i Elblągiem pozycję uprzywilejowaną. W 1500 roku oddano do użytku most drewniany.
19 lutego 1473 roku w Toruniu urodził się Mikołaj Kopernik, astronom, matematyk, lekarz, prawnik, ekonomista, autor teorii heliocentrycznej, jeden z XVI-wiecznych prekursorów nauki nowożytnej. Studiował na Akademii Krakowskiej, Uniwersytecie Bolońskim i Padewskim. W latach 1515–1530 tworzył De revolutionibus orbium coelestium. Swoje dzieło wydał w 1543 roku. Ponadto w latach 1523–1526 zaprezentował projekt reformy monetarnej Monetae cudendae ratio. 24 maja 1543 zmarł we Fromborku.
W sierpniu 1528 roku w Toruniu pracę rozpoczęła mennica królewska. W pierwszej połowie XVI w. rozpowszechniła się w Toruniu reformacja. Na przestrzeni lat Toruń stał się jednym z ważniejszych ośrodków protestantyzmu w Rzeczypospolitej. W 1568 nastąpiło otwarcie Gimnazjum Toruńskiego, a w 1598 roku uroczyste podniesienie go do rangi Gimnazjum Akademickiego. W 1595 roku z inicjatywy burmistrza Heinricha Strobanda rozpoczęto starania o założenie w Toruniu wyższej szkoły protestanckiej (być może uniwersytetu) dla protestantów. W pierwszej połowie XVII w. Toruń był jednym z największych i najbogatszych miast Rzeczypospolitej Obojga Narodów, zamieszkiwało, w zależności od szacunków, od ok. 12 tys.
W XVII wieku od 50 do 60% męskiej populacji miasta umiało przynajmniej czytać, a językiem polskim posługiwało się od 50 do 60% mieszkańców. Drugim głównym językiem w mieście był niemiecki.

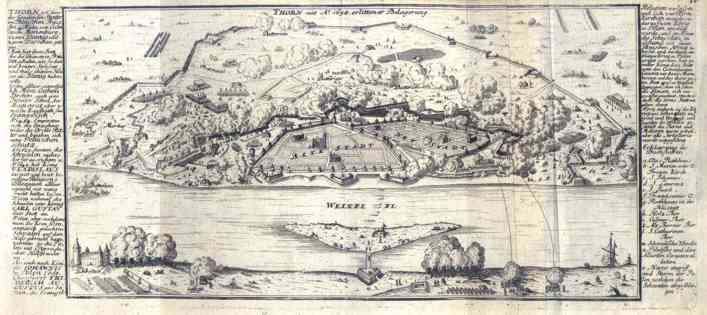
Plan oblężenia Torunia w 1658

Druga połowa XVII wieku to czas osłabienia miasta ze względu na toczące się w jego rejonie wojny. 16 lutego 1629 roku miasto odparło pierwsze oblężenia Szwedów. Rozpoczęto budowę fortyfikacji bastionowych. W 1645 roku w mieście odbyło się Colloquium charitativum, spotkanie ekumeniczne w celu pogodzenia katolików i protestantów. Na przełomie listopada i grudnia 1655 roku Toruń zajęły wojska Karola X Gustawa, króla Szwecji. 2 lipca 1658 roku wojska polsko-litewskie rozpoczęły oblężenie Torunia, które miało na celu zmusić wojska szwedzkie do opuszczenia miasta. 30 grudnia 1658 roku wojska szwedzkie poddały się, a 1 stycznia 1659 roku w Toruniu odbył się uroczysty wjazd Jana II Kazimierza Wazy. Od 24 września do 9 października 1703 roku doszło do bombardowania miasta przez wojska szwedzkie, dowodzone przez Karola XII. Spłonęła znaczna część Rynku Staromiejskiego, ratusz i kościoły. W 1708 roku ludność miasta została zdziesiątkowana przez wielką epidemię dżumy. W 1737 roku prawie cała ludność miasta zachorowała na nieznaną zarazę (prawdopodobnie była to grypa).

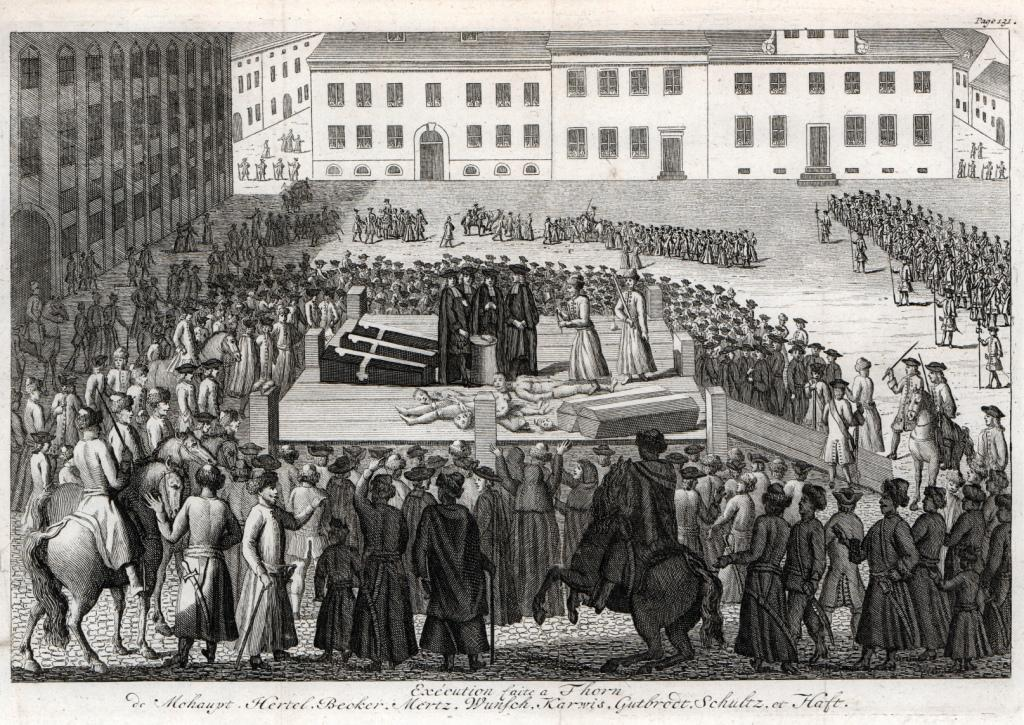
Tumult toruński – egzekucja protestantów skazanych wyrokiem sądu królewskiego

Na tle zaostrzających się w Rzeczypospolitej konfliktów religijnych 16 lipca 1724 roku doszło do tzw. tumultu toruńskiego, zakończonego surowym wyrokiem sądu królewskiego i ścięciem protestanckiego burmistrza miasta Jana Gotfryda Rösnera, co odbiło się głośnym echem poza granicami kraju. W rezultacie wydarzeń katolicy weszli do rady miasta, zajmując w niej połowę miejsc.
I rozbiór Rzeczypospolitej w 1772 roku pozostawił Toruń przy Polsce. Wywierana przez Prusy presja ekonomiczna na Toruń i Gdańsk, pozostające wciąż w granicach Rzeczypospolitej, przyniosła miastu straty gospodarcze. Ludność zmniejszyła się z 10 tys. mieszkańców około roku 1771 do ok. 5,5-6 tysięcy mieszkańców w 1794 roku.

### W Królestwie Prus (1793–1806)
II rozbiór włączył Toruń w skład Królestwa Prus – Prus Zachodnich ze stolicą w Gdańsku. 24 stycznia 1793 roku około godz. 13 regiment gen. Wilhelma Friedricha Karla von Schwerina wkroczył do miasta.

### W Księstwie Warszawskim (1807–1815)
Na mocy traktatu z Tylży 7 lipca 1807 roku Toruń znalazł się w Księstwie Warszawskim. W 1809 roku na pewien czas Toruń stał się stolicą Księstwa Warszawskiego, będąc miejscem rezydowania ewakuowanego z Warszawy rządu. W czerwcu 1812 roku kilka dni w mieście spędził Napoleon Bonaparte. W latach 1813–1815 Toruń znajdował się pod wojskową władzą rosyjską. Miasto było bronione przez wojska francuskie, polskie i bawarskie. Podczas wojny miasto popadł w ruinę.

### Okres zaboru pruskiego (1815–1920)

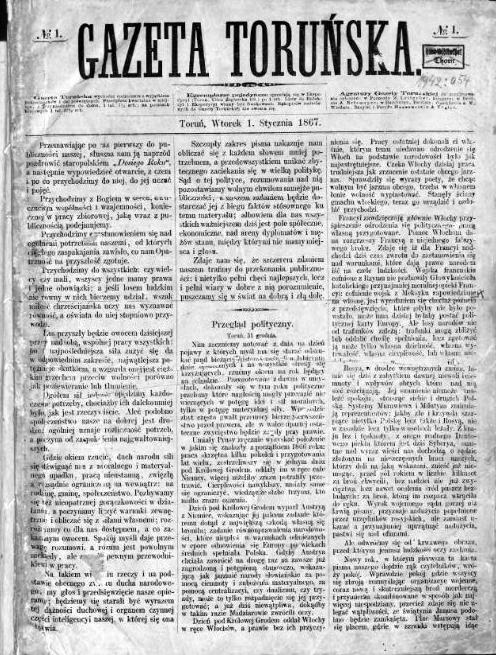
Nr 1 „Gazety Toruńskiej” z 1 stycznia 1867

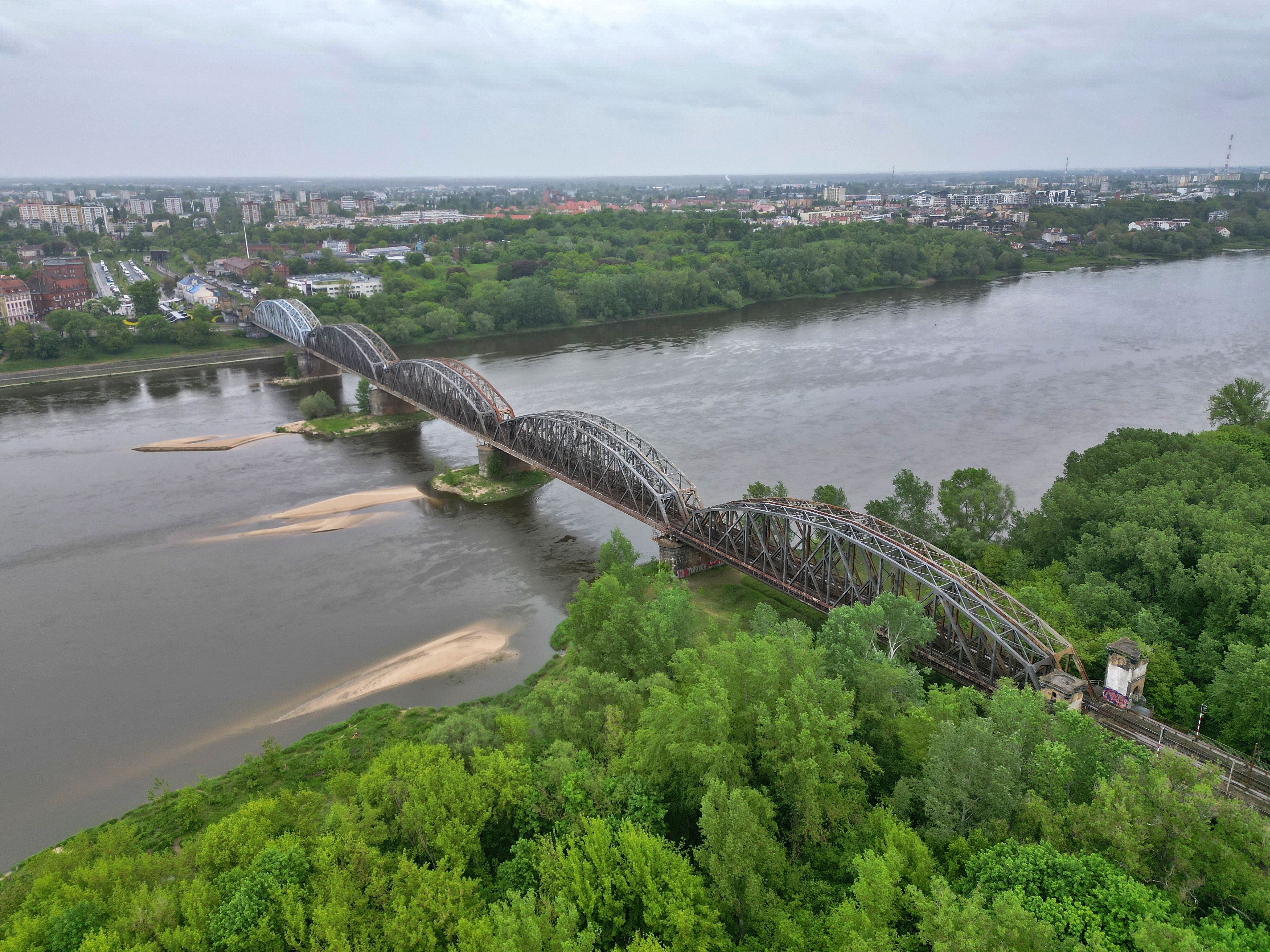
Most kolejowy im. Ernesta Malinowskiego, oddany do użytku w 1873 roku

Po przegranej Napoleona 22 września 1815 roku na mocy postanowień kongresu wiedeńskiego Toruń wrócił w granice Królestwa Prus (zaboru pruskiego). Po 1817 roku władze pruskie rozpoczęły budowę Twierdzy Toruń, która pod koniec wieku stała się jedną z największy twierdz w Europie.
W latach 60. XIX wieku Toruń stał się największym na Pomorzu ośrodkiem polskości. W 1867 roku w Toruniu rozpoczęto wydawanie „Gazety Toruńskiej”. Było to czołowe pismo polskie na Pomorzu Gdańskim. W tym samym roku powołano też Toruńskie Towarzystwo Pożyczkowe, będące instytucją finansowo-kredytową dla ludności polskiej. W 1874 roku zorganizowano Polską Wystawę Rolniczo-Przemysłową. Było to wydarzenie gospodarze propagujące polskich producentów i rolników. 16 grudnia 1875 roku w hotelu Pod Trzema Koronami powołano do życia Towarzystwo Naukowe w Toruniu.
12 października 1861 roku oddano do użytku połączenie kolejowe z Berlinem i Gdańskiem, rok później także połączenie z Warszawą. Dzięki połączeniom kolejowym doszło do ożywienia gospodarczego Torunia. W latach 1870–1873 wybudowano most drogowo-kolejowy, później przekształcony w most kolejowy. Stanowił on element linii kolejowej na trasie Poznań-Toruń-Istenburg. W tym samym roku wybudowano także linię kolejową do Królewca. W 1889 roku oddano do użytku dworzec kolejowy Toruń Miasto, a tuż po nim również Toruń Mokre (później Toruń Wschodni).
W 1891 roku uruchomiono konną linię tramwajową. Osiem lat później linia przeszła na napęd elektryczny.
W okresie zaboru pruskiego wybudowano także m.in.: budynek Policji Miejskiej i aresztu przy Wałach Generała Sikorskiego (1902), Sąd Okręgowy przy ulicy Piekary (przed 1864), Bank Rzeszy (1906), Teatr Miejski (1904), Pocztę na Rynku Staromiejskim (1893), przebudowany Dwór Artusa na Rynku Staromiejskim (1891), szpital miejski przy ulicy Przedzamcze (przełom XIX i XX wieku), szpital obywatelski przy ulicy Słowackiego (1909), szpital diakonisek przy ulicy Batorego (1910), szkołę średnią dla chłopców przy placu św. Katarzyny (1901), Collegium Maius, szkołę powszechną na Bydgoskim Przedmieściu (I połowa lat 80. XIX wieku), katolickie seminarium nauczycielskie i ewangelickie seminarium nauczycielskie przy ulicy Sienkiewicza (1909 i 1910), Młyn Richtera (lata 80. XIX wieku), Gazownię Miejską (1859). W latach 1873–1889 zburzono większość murów miejskich, bram i baszt.
Podczas I wojny światowej Toruń nie był objęty działami zbrojnymi. W tym okresie miasto borykało się z głębokim kryzysem gospodarczym. Miasto borykało się z trudnościami aprowizacyjnymi oraz brakiem pracowników w fabrykach przemysłowych. Aby zmniejszyć brak do pracy zatrudniano kobiety i jeńców wojennych. W 1915 roku wprowadzono kartki na żywność. Wzrost płac nie nadążał ze wzrostem cen.

### Powrót do Polski (1920–1939)

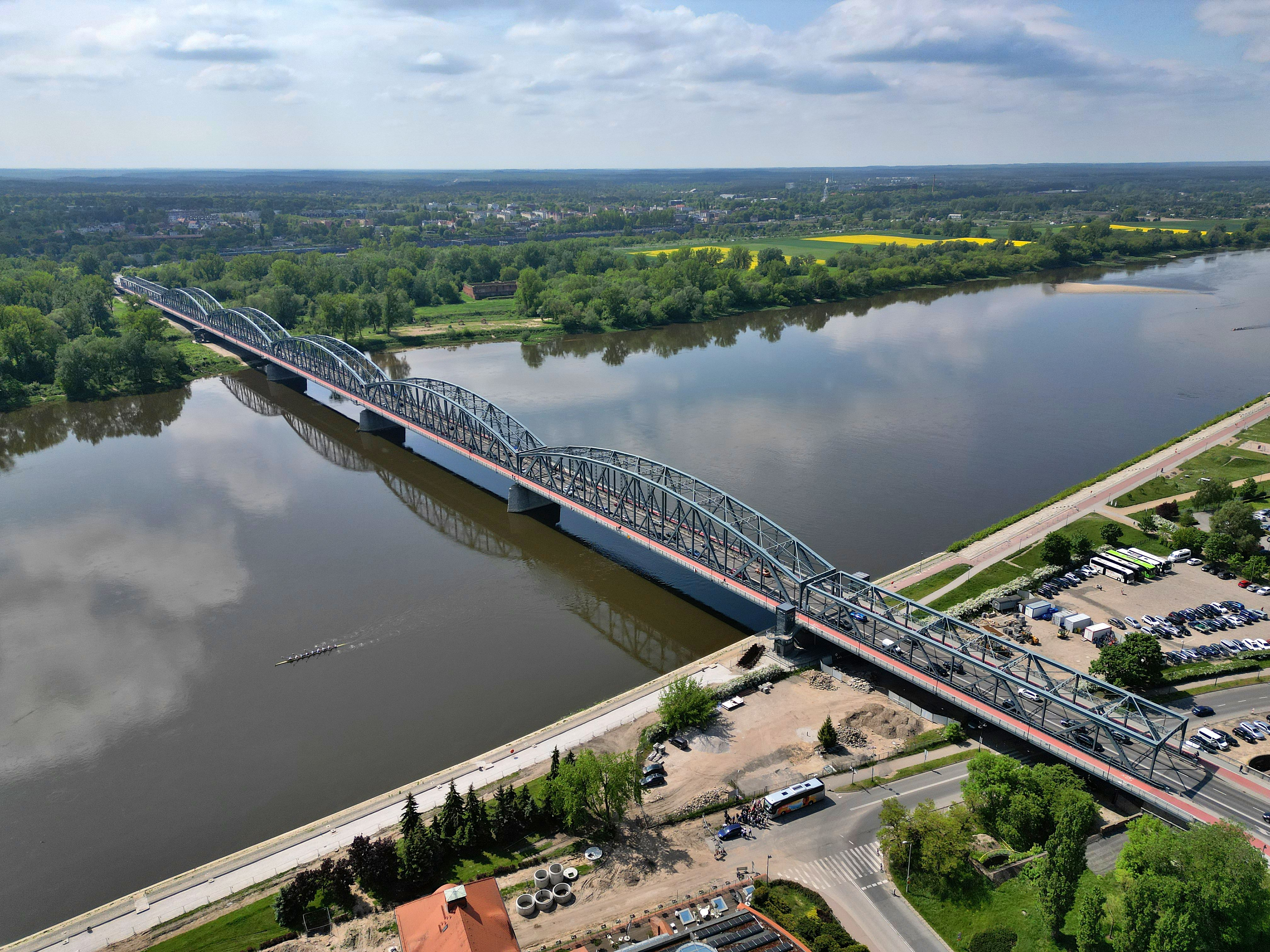
Most drogowy im. Józefa Piłsudskiego, oddany do użytku w 1933 roku

Po I wojnie światowej w wyniku postanowień traktatu wersalskiego Toruń został przyznany odrodzonej Polsce. 18 stycznia 1920 roku wojska niemieckie opuściły Toruń. Koloniści niemieccy z okresu zaborów Polski opuścili Toruń, a przybyli dodatkowi Polacy z ziem pozostawionych w granicach Niemiec. Miasto, będące siedzibą oddziałujących na całe Pomorze i Warmię polskich organizacji społecznych i naukowych, liczące w 1921 roku 37 356 mieszkańców, zostało stolicą województwa pomorskiego i zaczęło odzyskiwać dawną, przedrozbiorową pozycję. Powstały nowe zakłady pracy np. Zakłady Nawozów Fosforowych „Polchem” oraz gmachy użyteczności publicznej, takie jak: Dyrekcja Pomorskiej Kolei Państwowej, Komunalnej Kasy Oszczędności (harmonijka), Bank Rolny, Dyrekcja Lasów Państwowych, Ubezpieczalnia Społeczna, Dom Społeczny i inne. W 1933 roku nastąpiło otwarcie drugiego mostu przez Wisłę. W 1938 roku zapadła decyzja o utworzeniu w 1940 roku uniwersytetu w Toruniu, jako filii Uniwersytetu im. Adama Mickiewicza w Poznaniu. W 1939 roku populacja Torunia wynosiła około 80 tysięcy mieszkańców (z czego 95% Polaków); była trzecią spośród populacji miast w województwie pomorskim, po Bydgoszczy (przyłączonej do województwa w 1938 roku, ok. 142 tys. mieszkańców) oraz Gdyni (ok. 127 tys. mieszkańców). W 1938 roku Toruń powiększył swój obszar o położony na lewym brzegu Wisły Podgórz.

### II wojna światowa (1939–1945)

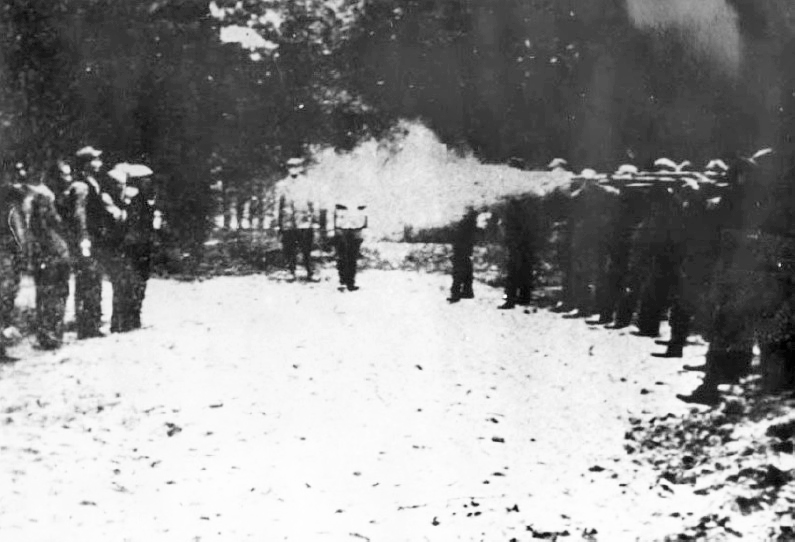
Egzekucja w Barbarce, jesień 1939

7 września 1939 roku do Torunia wkroczyły oddziały Wehrmachtu. Masowe aresztowania ludności polskiej zamieszkałej w Toruniu oraz w powiecie toruńskim odbyły się w dniach od 17 do 21 października 1939 roku. Więźniowie byli kierowani do Fortu VII, przekształconego w główne więzienie dla Polaków z Torunia i okolic. Łącznie uwięziono ok. 1200 osób. Polska ludność cywilna była mordowana przez samodzielny pluton egzekucyjny Einsatzkommando 16, powołanej 12 września 1939 roku. W dniach od 28 października do (prawdopodobnie) 6 grudnia 1939 roku w podmiejskim lesie Barbarka Niemcy zamordowali ok. 600 Polaków. Do marca 1941 roku z Torunia wysiedlono ok. 5 tys. Polaków. Nieliczna ludność żydowska została wywieziona do Łodzi jesienią 1939 roku. Jednocześnie w Toruniu osiedliło się ok. 16 tys. Niemców (do 1944 roku). 1 lutego 1945 roku do Torunia wkroczyły oddziały wojsk radzieckich.
W 1939 roku Toruń liczył ok. 79 tys. mieszkańców. 75,2 tys. mieszkańców (95,6%) stanowili Polacy, 2,5 tys. (3,2%) Niemcy, 857 (1,2%) Żydzi. Na początku 1945 roku w Toruniu mieszkało niecałe 84 tys. osób. Na skutek eksterminacji i wysiedlenia ludności polskiej i sprowadzenia ludności niemieckiej z Rzeszy, Gdańska i krajów nadbałtyckich pod koniec II wojny światowej Niemcy stanowili ok. 23 tys. (ok. 27%) mieszkańców Torunia. ok. 17 tys. stanowiła ludność napływowa, ok. 5,4 tys. osoby figurujące na Volksliście. Większość ludności niemieckiej opuściła miasto na początku 1945 roku. Jesienią 1944 roku w Toruniu mieszkało ok. 61 tys. Polaków. Większość z nich pod groźbą represji przystąpiło do Volkslisty (w połowie 1944 roku do III grupy przynależało 44,2 tys. osób). Polacy należący do Volkslisty nadal utożsamiali się z państwem polskim. Według stanu z 14 czerwca 1945 roku w Toruniu mieszkało 60 793 obywateli, z czego ponad 55 tys. identyfikowało się jako Polacy.

### Okres PRL (1945–1989)

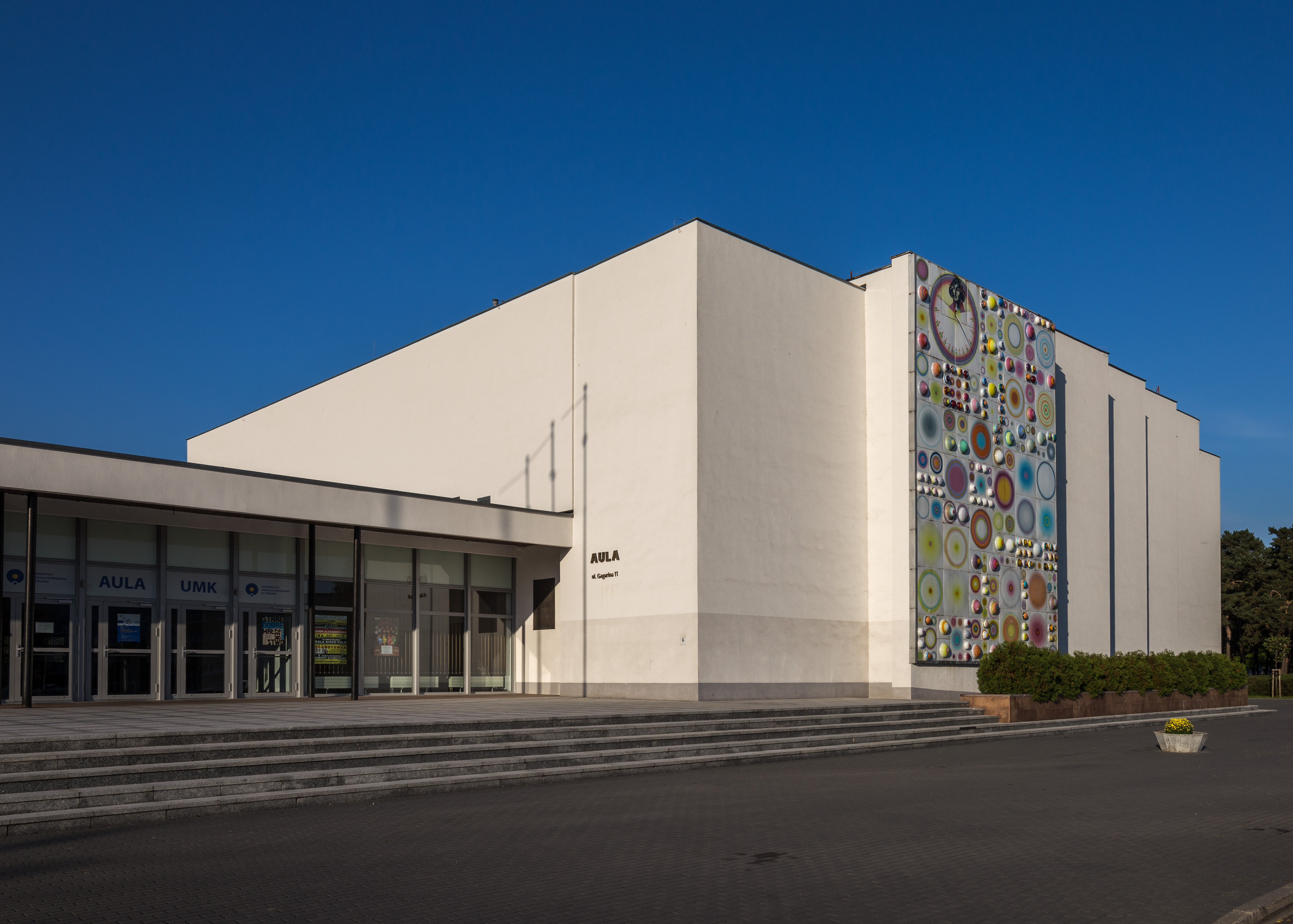
Aula Uniwersytetu Mikołaja Kopernika w Toruniu

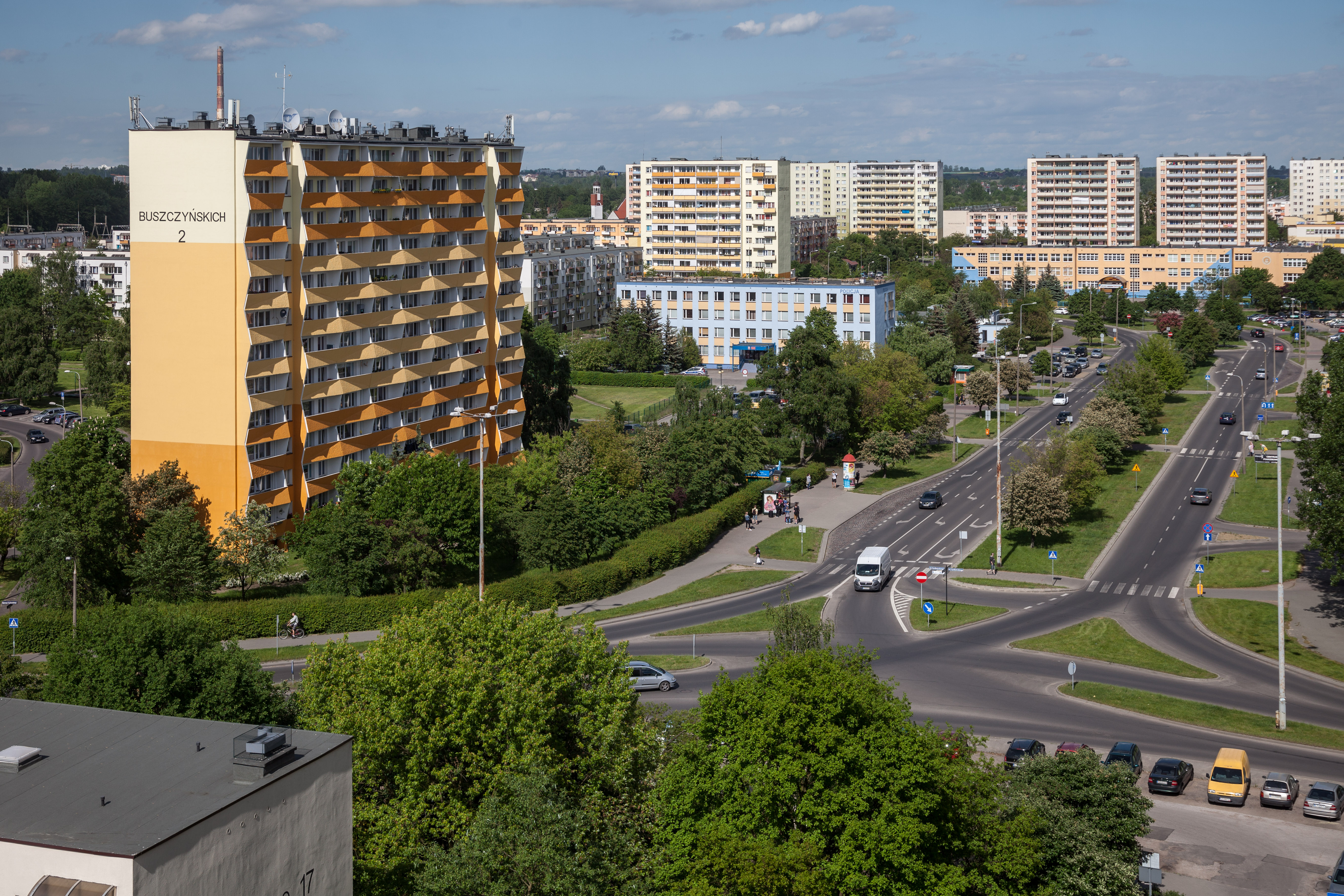
Rubinkowo

Poza niewiele znaczącymi epizodami Toruń nie został dotknięty zniszczeniami wojennymi, będącymi udziałem tak wielu polskich miast. Po zakończeniu wojny Toruń przestał być twierdzą. Od tego czasu nastąpił rozwój urbanistyczny miasta, przede wszystkim na Koniuchach i Rubinkowie.
8 lutego 1945 roku do miasta przybywa grupa operacyjna Rządu Tymczasowego przejmując władzę. Tego też dnia ukazuje się pierwszy numer „Słowa Pomorskiego”.
Po wkroczeniu wojsk sowieckich do Torunia władze administracyjne polskie i sowieckie organa wojskowe utworzyły na Stawkach i Rudaku specjalne obozy pracy, w których uwięziono osoby zaliczone do narodowości niemieckiej. Ze względu na brak rozeznania w niemieckiej polityce narodowościowej w obozach osadzano zarówno faktycznych Niemców, jak i Polaków, którzy pod groźbą represji zostali zmuszeni do przyjęcia niemieckiej listy narodowościowej. W marcu 1945 roku w obozach na Stawkach i Rudaku przebywało 847 osób, do 11 marca 1946 roku liczba ta zmniejszyła się do 138. 23 marca 1945 roku na mocy okólnika wydanego przez tymczasowego wojewodę pomorskiego Henryka Świątkowskiego z obozów zwolniono osoby przynależące do III i IV grupy Volkslisty, którego według ww. okólnika miały być traktowane jako pełnoprawni Polacy Obóz pracy na Rudaku zamknięto 24 września 1946 roku, jej więźniów przeniesiono do obozu pracy w Potulicach.
W wyniku decyzji Rządu Tymczasowego Rzeczypospolitej Polskiej w połowie marca 1945 roku władze nowego województwa pomorskiego przeniesiono do Bydgoszczy. W konsekwencji tego Toruń został pozbawiony na rzecz Bydgoszczy części instytucji-czynników miastotwórczych, jak np. Pomorskiej Rozgłośni Polskiego Radia, dowództwa okręgu wojskowego, prasy codziennej, związków i stowarzyszeń branżowych, Kuratorium Okręgu Szkolnego, Wojewódzkiej Biblioteki Pedagogicznej, orkiestry symfonicznej.
24 sierpnia 1945 roku powołano Uniwersytet Mikołaja Kopernika, kontynuujący tradycje Uniwersytetu Stefana Batorego w Wilnie. Wykorzystując przypadający na rok 1973 jubileusz 500-lecia urodzin Mikołaja Kopernika, rozbudowano uczelnię jego imienia, zakładając kampus akademicki na Bielanach.
Powojenna intensywna industrializacja kraju sprawiła, że Toruń stał się ośrodkiem przemysłu chemicznego, elektronicznego, metalowego i włókienniczego. Rozbudowano i zmodernizowano (1950–1955 r.) istniejące już od okresu międzywojennego zakłady przemysłowe („Polchem”, Fabrykę Maszyn Budowlanych, Zakłady Urządzeń Młyńskich) i wybudowano nowe. W 1951 roku powstały w mieście Pomorskie Zakłady Drobiowe jako pierwsze w kraju rozpoczynając tego typu działalność na skale przemysłową. Do największych w kraju należały Zakłady Włókien Sztucznych „Chemitex-Elana” (1963 r.) zatrudniające w szczytowym okresie prawie 7000 pracowników i Toruńska Przędzalnia Czesankowa „Merinotex” (1965 r.) Rozpoczęto rozbudowę Zakładów Urządzeń Okrętowych (1960 r.), czyli istniejący do dziś „Towimor”. W latach 60. powstało Centralne biuro Konstrukcji Urządzeń Chemicznych – jedyna w kraju placówka naukowo-badawcza zajmująca się aparaturą służącą do produkcji tworzyw sztucznych i gumy. W 1972 roku powołano Toruńskie Przedsiębiorstwo Budownictwa Przemysłowego, które miało realizować centralnie projekty inwestycyjne w mieście.
W 1949 roku utworzono Zakład Osiedli Robotniczych, które tuż po założeniu rozpoczęło budowę osiedla Przy Kaszowniku. W następnych latach wybudowano: Osiedle Zjednoczenia (1958–1961), Osiedle Młodych (1958–1966), Osiedle Bema (1961), Osiedle Tysiąclecia (1961–1964), Osiedle Reja (1961–1966), biurowce przy ul. Nowickiego (1965–1976), bloki na osiedlu „Chrobrego” (1966–1969), Rubinkowo (1968–1980), Na Skarpie (przełom lat 70. i 80.). Osiedla te budowano początkowo z elementów prefabrykowanych, później za pomocą technologii wielkopłytowej. Nowo oddawane bloki charakteryzowały się niską jakością oraz niewielką powierzchnią mieszkań. Stosowana technika miała w założeniu przyspieszyć termin ukończenia inwestycji oraz zapewnić szybszy przyrost substancji mieszkaniowej, jednak faktycznie proces budowy był drogi i materiałochłonny.
24 lutego 1945 roku miał miejsce pierwszy seans kinowy, a 16 czerwca pierwsza uroczysta premiera w teatrze miejskim. W październiku 1945 roku rozpoczął działalność Teatr Lalki i Aktora „Baj Pomorski”.
W okresie PRL rozbudowano bazę sportową w mieście. Powstały m.in.: dwa zimowe baseny wioślarskie (1955−1958), sztuczne lodowisko „Tor-Tor” i stadion miejski (1957–1962), Międzyszkolny Ośrodek Sportowy (1967), basen (1966), basen kryty (1968), stadion żużlowy (1969), stadion na osiedlu Hanki Sawickiej (1976).
W 1975 roku Toruń stał się stolicą województwa toruńskiego.

### Po 1989 roku

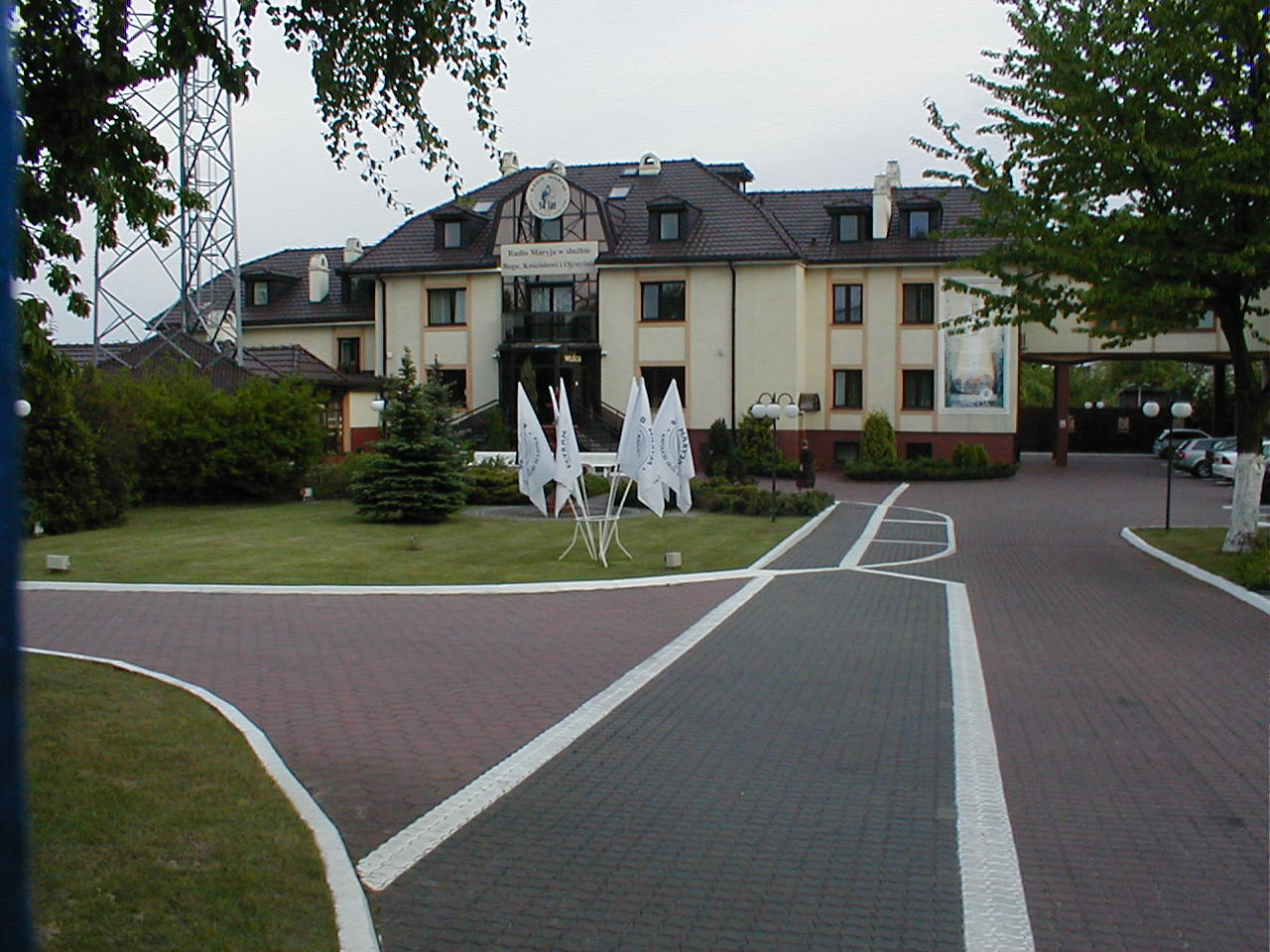
Dziedziniec przed siedzibą Radia Maryja

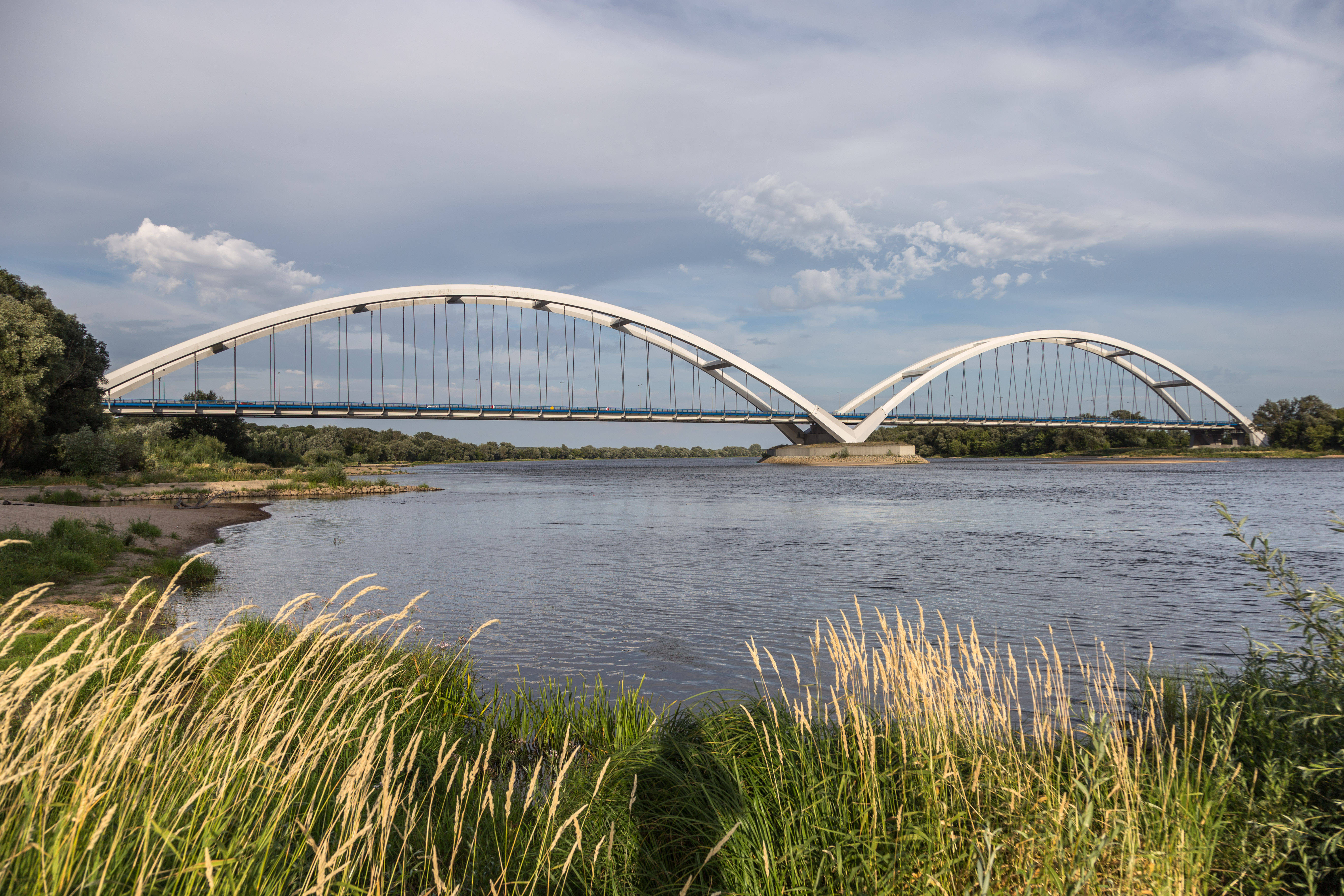
Most gen. Elżbiety Zawackiej

W lipcu 1991 roku wojska sowieckie opuściły Toruń. W grudniu 1991 roku w mieście założono Radio Maryja, pierwszą polską rozgłośnię katolicką. 25 marca 1992 roku na mocy bulli papieża Jana Pawła II powołano diecezję toruńską. Rok później utworzono Wyższe Seminarium Duchowne. 16 września 1994 roku prezydent Rzeczypospolitej Polskiej Lech Wałęsa nadał Zespołowi staromiejskiemu Torunia status pomnika historii. 4 grudnia 1997 roku Zespół staromiejski Torunia wpisano na Listę światowego dziedzictwa UNESCO.
Na początku lipca 1998 roku w Grabowcu pod Toruniem pierwszą nitkę Mostu autostradowego im. Armii Krajowej oraz fragment Transeuropejskiej Autostrady Północ-Południe, stanowiącej wschodnią obwodnicę miasta. W tym samym roku w Toruniu powołano Zespół Szkół Uniwersytetu Mikołaja Kopernika Gimnazjum i Liceum Akademickie w Toruniu oraz Wyższą Szkołę Bankową. 1 stycznia 1999 roku utworzono województwo kujawsko-pomorskie. Toruń stał się siedzibą wojewódzkich władz samorządowych. 7 czerwca 1999 roku Jan Paweł II odbył podróż apostolską do Polski. Podczas pielgrzymki odwiedził Toruń, gdzie beatyfikował ks. Stefana Wincentego Frelichowskiego oraz wziął udział w spotkaniu rektorów wszystkich polskich szkół wyższych w Auli Uniwersyteckiej. W 2000 roku w Toruniu odbyły się uroczyste obchody 80. rocznicy powrotu Pomorza i Torunia do miasta, a rok później obchody 500. rocznicy śmierci króla Jana I Olbrachta. Pod koniec 2000 roku liczba mieszkańców Torunia wyniosła 206,1 tys.
W grudniu 2001 roku Toruń otrzymał Flagę Honorową Rady Europy. W tym samym roku z inicjatywy o. Tadeusza Rydzyka założono Wyższą Szkołę Kultury Społecznej i Medialnej. Dwa lata później z inicjatywy o. Tadeusza Rydzyka uruchomiono Telewizję Trwam. W 2004 roku Akademia Medyczna w Bydgoszczy została włączona do Uniwersytetu Mikołaja Kopernika jako Collegium Medicum. Rok później oddano do użytku południową obwodnicę Torunia (tzw. trasę poligonową). Według stanu z 31 grudnia 2005 roku liczba mieszkańców Torunia wyniosła 208 tys.
W 2006 roku Toruń ubiegał się o uzyskanie tytułu Europejskiej Stolicy Kultury 2016. W 2008 roku oddano do użytku Centrum Sztuki Współczesnej Znaki Czasu i fontannę Cosmopolis, a rok później Motoarenę. W 2011 roku po 622 latach działalności zamknięto Aptekę Królewską. W tym samym roku oddano do użytku odcinek autostrady A1 Toruń-Gdańsk oraz wybudowano drugą nitkę Mostu autostradowego im. Armii Krajowej. 9 grudnia 2013 roku otwarto most drogowy im. gen. Elżbiety Zawackiej.

## Administracja

Części urzędowe Torunia: 1. Starotoruńskie Przedmieście 2. Barbarka 3. Bielany 4. Bydgoskie Przedmieście
5. Wrzosy
6. Koniuchy
7. Chełmińskie Przedmieście
8. Rybaki
9. Stare Miasto
10. Katarzynka
11. Mokre
12. Jakubskie Przedmieście
13. Rubinkowo
14. Winnica
15. Grębocin nad Strugą
16. Bielawy
17. Na Skarpie
18. Kaszczorek
19. Piaski
20. Podgórz
21. Glinki
22. Stawki
23. Rudak
24. Czerniewice

### Stan obecny
Od czasu reformy administracyjnej z 1999 roku prawie całe byłe województwo toruńskie (oprócz gmin powiatu nowomiejskiego) weszło w skład nowo powstałego województwa kujawsko-pomorskiego, a Toruń został jego stolicą. Po trwających kilka miesięcy rozmowach polityków, samorządowców i przedstawicieli lokalnych elit zdecydowano o ulokowaniu Urzędu Wojewódzkiego w Bydgoszczy, zaś Urzędu Marszałkowskiego w Toruniu. W mieście zlokalizowane są zarówno instytucje podległe samorządowi województwa, jak i wojewodzie.

### Samorząd miejski
Organem ustawodawczym samorządu miejskiego jest licząca 25 radnych Rada Miasta Torunia. Obecnie trwa jej IX kadencja (2024–2029). Organem wykonawczym samorządu jest Prezydent Miasta Torunia. Od 2024 roku funkcję tę sprawuje Paweł Gulewski. Siedziba władz miasta mieści się w budynku przy ulicy Wały gen. Sikorskiego 8.

### Samorząd wojewódzki
Toruń oraz dwa powiaty: toruński i chełmiński stanowią okręg wyborczy numer 4, z którego wybiera się pięciu radnych do 30-osobowego Sejmiku Województwa Kujawsko-Pomorskiego. Siedziba Urzędu Marszałkowskiego województwa kujawsko-pomorskiego znajduje się przy placu Teatralnym 2 w Toruniu.

### Podział miasta
Toruń nie ma oficjalnie wyznaczonych dzielnic. Od 2005 roku miasto dzieli się na 24 części (jednostki pomocnicze) wykorzystywane przez władze samorządowe do celów strategicznych. Inny podział zastosowany został przy tworzeniu jednostek pomocniczych gminy, które w Toruniu nazywają się okręgami. Obecnie istnieje 13 Rad Okręgów (Podgórz, Stawki, Rudak, Czerniewice, Kaszczorek, Bielawy-Grębocin, Skarpa, Rubinkowo, Jakubskie-Mokre, Wrzosy, Chełmińskie, Staromiejskie, Bydgoskie), których przedstawicieli wybierają mieszkańcy danego obszaru. Rady danych okręgów stanowią ciała opiniodawcze dla Rady Miasta Torunia.
| Nazwa jednostki urbanistycznej | Liczba osób zameldowanych na pobyt stały | Liczba osób zameldowanych na pobyt czasowy |
| ------------------------------ | ---------------------------------------- | ------------------------------------------ |
| Barbarka                       | 5                                        | 0                                          |
| Bielany                        | 4196                                     | 377                                        |
| Bielawy                        | 3085                                     | 48                                         |
| Bydgoskie Przedmieście         | 20870                                    | 726                                        |
| Chełmińskie Przedmieście       | 30947                                    | 1537                                       |
| Czerniewice                    | 2147                                     | 17                                         |
| Grębocin nad Strugą            | 3046                                     | 79                                         |
| Grębocin przy lesie            | 1448                                     | 22                                         |
| Jakubskie Przedmieście         | 8677                                     | 299                                        |
| Kaszczorek                     | 2434                                     | 33                                         |
| Katarzynka                     | 34                                       | 1                                          |
| Mokre                          | 12697                                    | 495                                        |
| Na Skarpie                     | 21131                                    | 265                                        |
| Podgórz                        | 10194                                    | 259                                        |
| Rubinkowo                      | 22151                                    | 509                                        |
| Rudak                          | 846                                      | 20                                         |
| Stare Miasto                   | 4714                                     | 602                                        |
| Starotoruńskie Przedmieście    | 174                                      | 11                                         |
| Stawki                         | 10917                                    | 249                                        |
| Wrzosy                         | 15746                                    | 378                                        |
| Razem                          | 175459                                   | 5927                                       |

## Demografia
Od 2013 roku przeważa liczba zgonów nad urodzeniami. Faktyczne spadki liczby ludności trwają (z przerwami) od 1991 roku. Przyczyną tego stanu rzeczy jest ujemne saldo migracji. Od 2000 do 2016 i od 2018 roku następuje nadwyżka salda ujemnego migracji nad przyrostem naturalnym. Od 2001 roku liczba urodzeń w podokresach pięcioletnich wzrasta (z 9088 do 10 099). W tym samym okresie liczba zgonów wzrosła z 8530 do 10 489. Przyrost naturalny Torunia jest hamowany głównie przez odpływ osób w wieku 20–39 lat. Według danych GUS najwyższą liczbę ludności Torunia odnotowano 30 czerwca 1999: 211 993 osób.
| Liczba ludności Torunia w latach 1946–2020 |
| --- |
| - 1946: 72 tys. - 1947: 74 tys. - 1948: 76 tys. - 1949: 78,5 tys. - 1950: 81 tys. - 1951: 83 tys. - 1952: 85 tys. - 1953: 87,5 tys. - 1954: 90 tys. - 1955: 92,5 tys. - 1956: 96 578 - 1957: 98 814 - 1958: 101 301 - 1959: 103 659 - 1960: 106 133 - 1961: 106 970 - 1962: 108 457 - 1963: 110 475 - 1964: 112 666 - 1965: 114 500 - 1966: 118 800 - 1967: 124 300 - 1968: 125 200 - 1969: 127 884 - 1970: 130 000 - 1971: 132 000 - 1972: 135 000 - 1973: 140 000 - 1974: 143 872 - 1975: 149 000 - 1976: 152 904 - 1977: 159 359 - 1978: 165 289 - 1979: 169 214 - 1980: 173 474 - 1981: 177 814 - 1982: 180 818 - 1983: 183 161 - 1984: 186 954 - 1985: 189 145 - 1986: 192 469 - 1987: 194 825 - 1988: 197 081 - 1989: 198 347 - 1990: 199 743 - 1991: 199 542 - 1992: 200 129 - 1993: 201 477 - 1994: 202 320 - 1995: 203 131 - 1996: 204 048 - 1997: 204 828 - 1998: 205 351 - 1999: 205 843 - 2000: 205 786 - 2001: 205 713 - 2002: 205 278 - 2003: 204 442 - 2004: 203 441 - 2005: 202 747 - 2006: 201 707 - 2007: 200 902 - 2008: 200 418 - 2009: 200 131 - 2010: 199 725 - 2011: 199 517 - 2012: 199 194 - 2013: 198 445 - 2014: 198 019 - 2015: 197 756 - 2016: 197 683 - 2017: 197 743 - 2018: 197 370 - 2019: 196 834 - 2020: 195 947 |

### Rozwój terytorialny
Od blisko dekady, co jakiś czas, w lokalnych mediach trwa dyskusja na temat ewentualnego przyłączenia do obszaru administracyjnego Torunia niektórych gmin przylegających do miasta. W dyskusji przewija się propozycja, aby miasto powiększyło się o gminy i wsie, takie jak: Mała i Wielka Nieszawka, Przysiek, Rozgarty, Stary Toruń, Różankowo, Łysomice, Ostaszewo, Papowo Toruńskie, Grębocin, Rogowo, Rogówko, Lubicz oraz Złotoria. Jednak do tej pory żadna ze stron nie podjęła w tej kwestii czynności administracyjnych czy prawnych.

## Polityka

### Parlamentarzyści
Mieszkańcy Torunia wybierają posłów na Sejm Rzeczypospolitej Polskiej z okręgu wyborczego numer 5, do Senatu z okręgu wyborczego numer 11, natomiast do Parlamentu Europejskiego z okręgu wyborczego numer 2. W mieście znajdują się biura poselskie posłów zasiadających zarówno w parlamencie polskim, jak i europejskim.

#### Instytucje wyborcze
W Toruniu ma swą siedzibę delegatura Krajowego Biura Wyborczego oraz Okręgowa Komisja Wyborcza dla okręgu wyborczego nr 5 do Sejmu Rzeczypospolitej Polskiej, a także okręgów wyborczych nr 11, 12 i 13 do Senatu Rzeczypospolitej Polskiej.

### Konsulaty
W Toruniu znajduje się sześć konsulatów honorowych:
- Konsulat Republiki Peru – od 14 lipca 1998 roku[152]
- Konsulat Honorowy Republiki Słowenii – od 21 czerwca 2003 roku[153]
- Konsulat Honorowy Republiki Litewskiej – od 2006 do kwietnia 2022 roku oraz ponownie od 13 maja 2023 roku[154]
- Konsulat Honorowy Finlandii – od 29 maja 2014 roku[155]
- Konsulat Honorowy Mołdawii – od 23 czerwca 2014 roku[156]
- Konsulat Honorowy Tunezji – od 16 kwietnia 2019 roku[157]

## Gospodarka

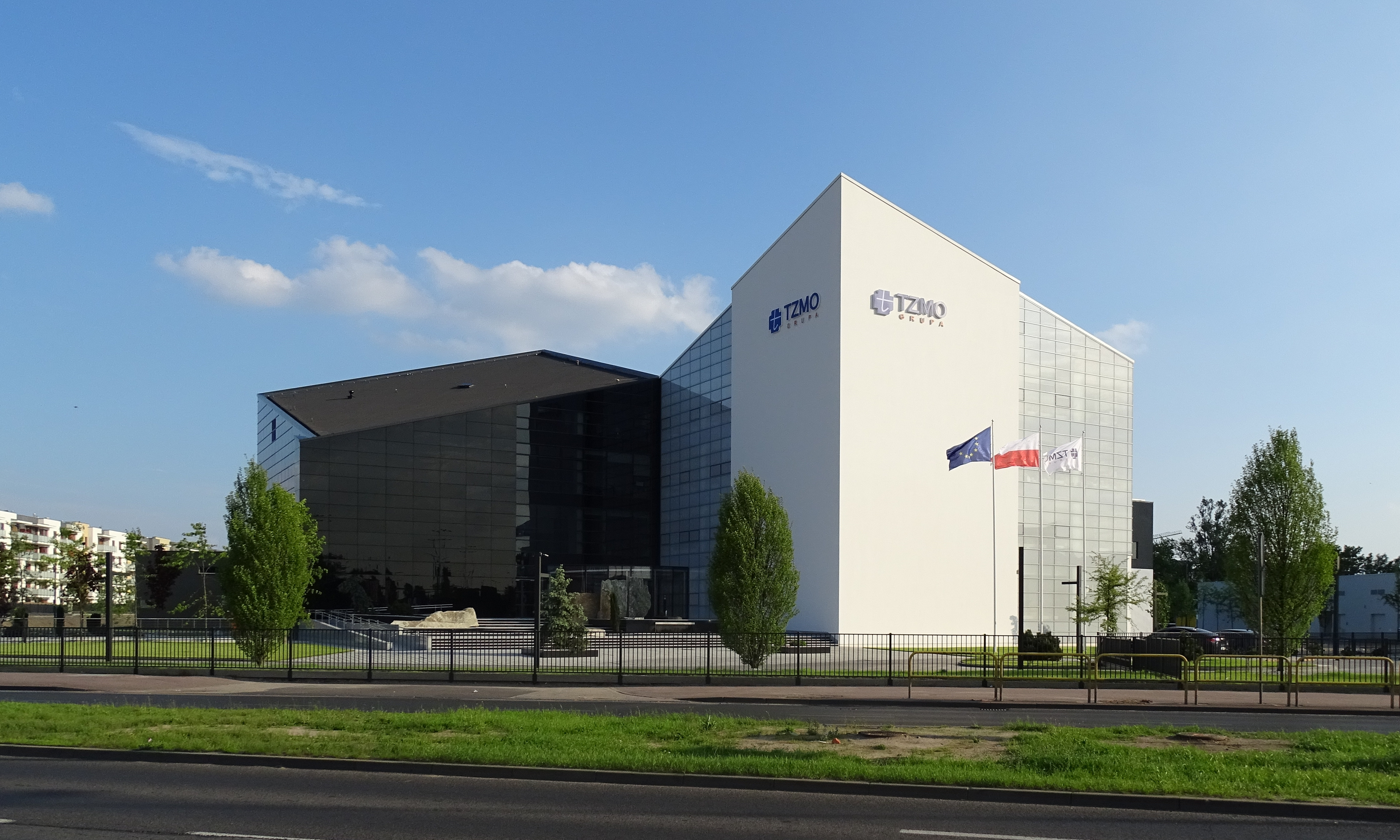
Toruńskie Zakłady Materiałów Opatrunkowych

Według danych Urzędu Statystycznego w Bydgoszczy w 2023 roku podregion bydgosko-toruński odpowiada za 47,3% produktu krajowego brutto (PKB) województwa kujawsko-pomorskiego. W 2021 roku PKB na osobę w podregionie bydgosko-toruńskim wyniosło 70 631 zł. Średnie wynagrodzenie w Toruniu w 2023 roku wyniosło 6 450,47 zł i było nieznacznie wyższe od średniego wynagrodzenia w Bydgoszczy, wynoszącego 6 435,59 zł. Stopa bezrobocia rejestrowanego w 2023 roku wyniosła 3,1%. Liczba osób fizycznych prowadzących działalność gospodarczą na 1000 ludności w 2023 roku wyniósł 98 osób.
Według danych zebranych przez Wydział Rozwoju i Programowania Edukacyjnego w Toruniu, w 2019 roku udział pracujących w sektorze prywatnym wyniósł 67,9%. Najwięcej osób jest zatrudnionych w przedsiębiorstwach zajmujących się handlem hurtowym i detalicznym, naprawami pojazdów, przetwórstwem przemysłowym, a także w edukacji.
Do największych przedsiębiorstw w Toruniu należą: Neuca, Toruńskie Zakłady Materiałów Opatrunkowych, Thyssenkrupp Materials Poland, Krajowa Spółka Cukrowa, Nova Trading, Apator, Cereal Partners Poland Toruń Pacific, United Beverages.

## Transport

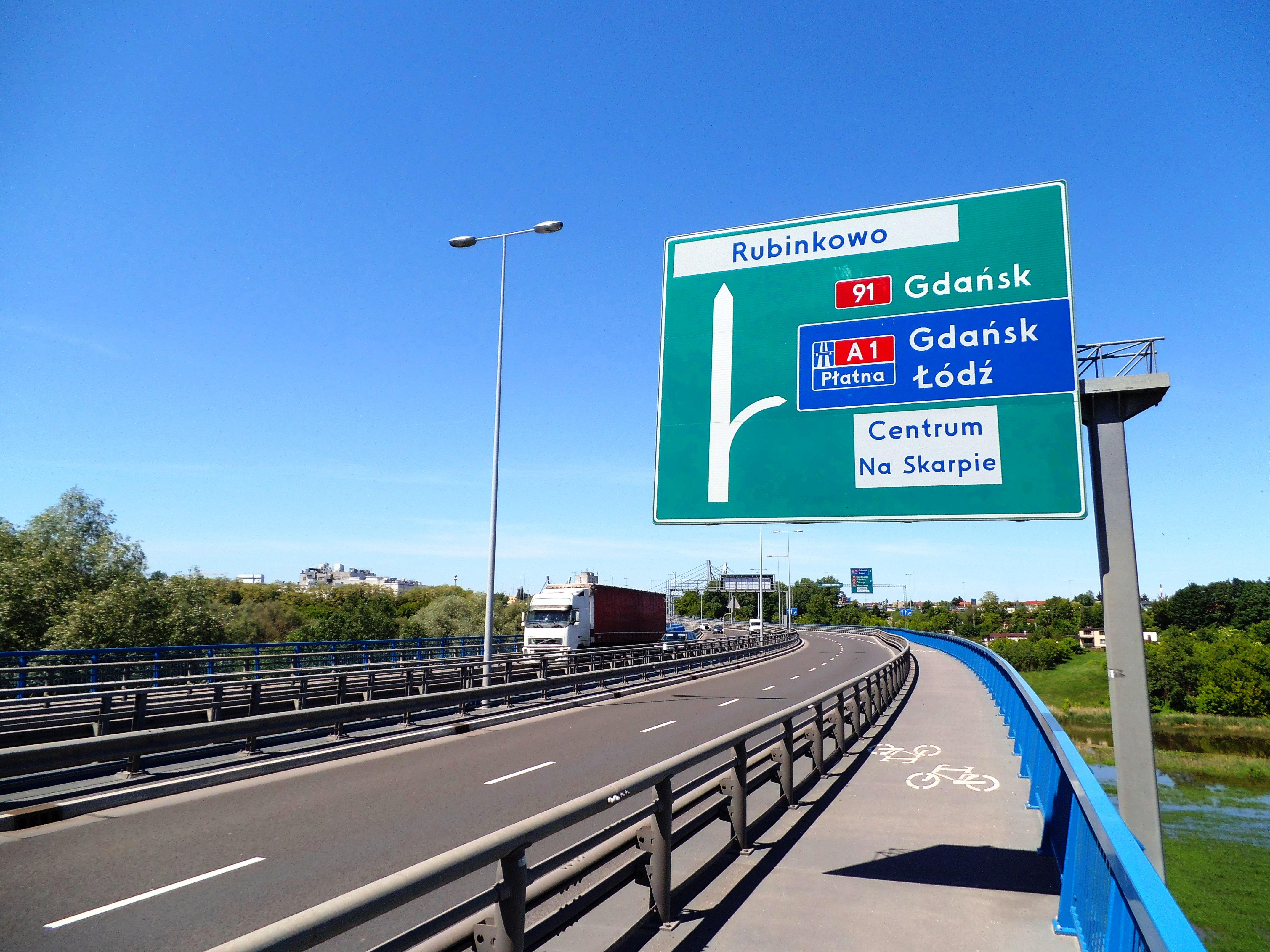
Trasa Wschodnia, odcinek w lewobrzeżnej części miasta

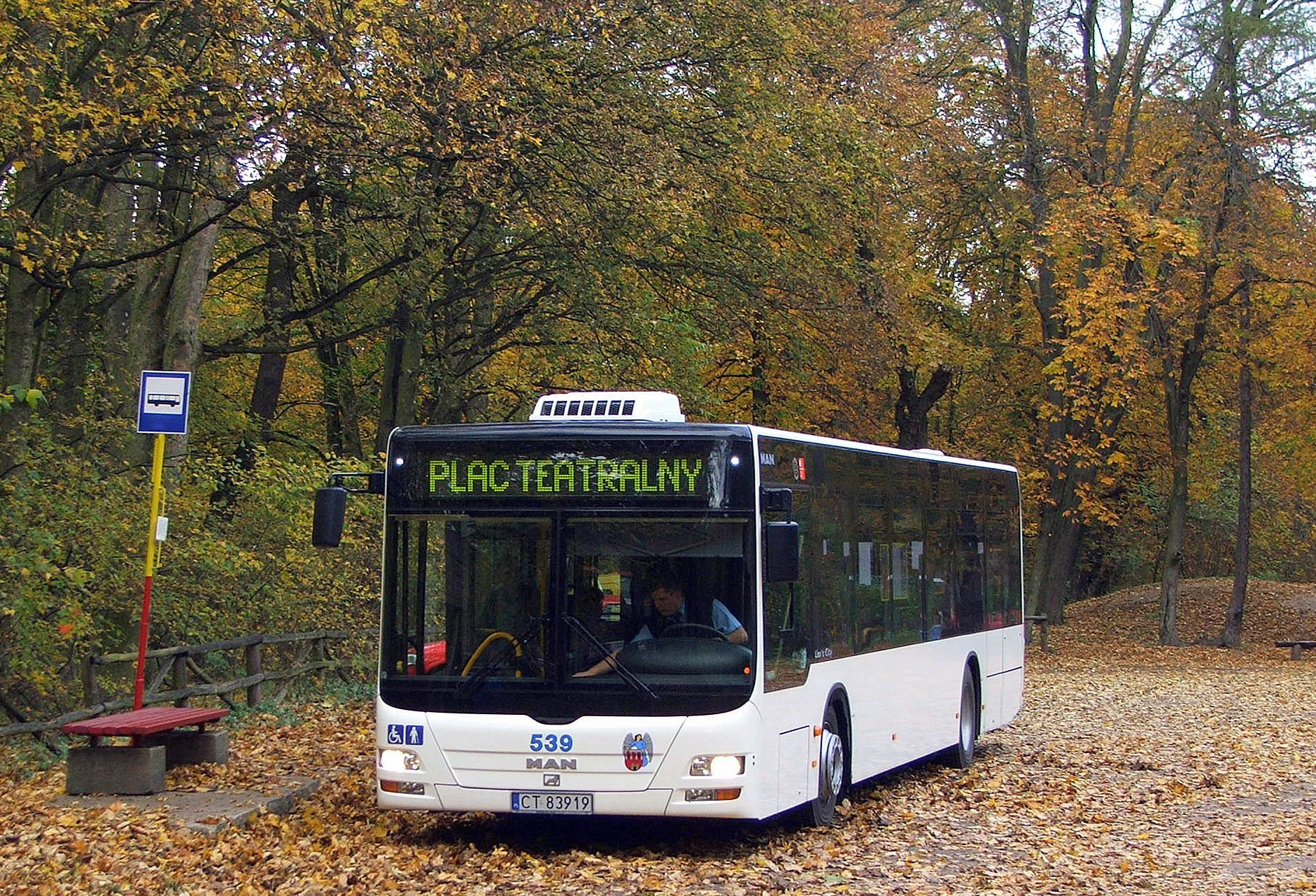
Niskopodłogowy MAN Lion’s City należący do MZK w Toruniu

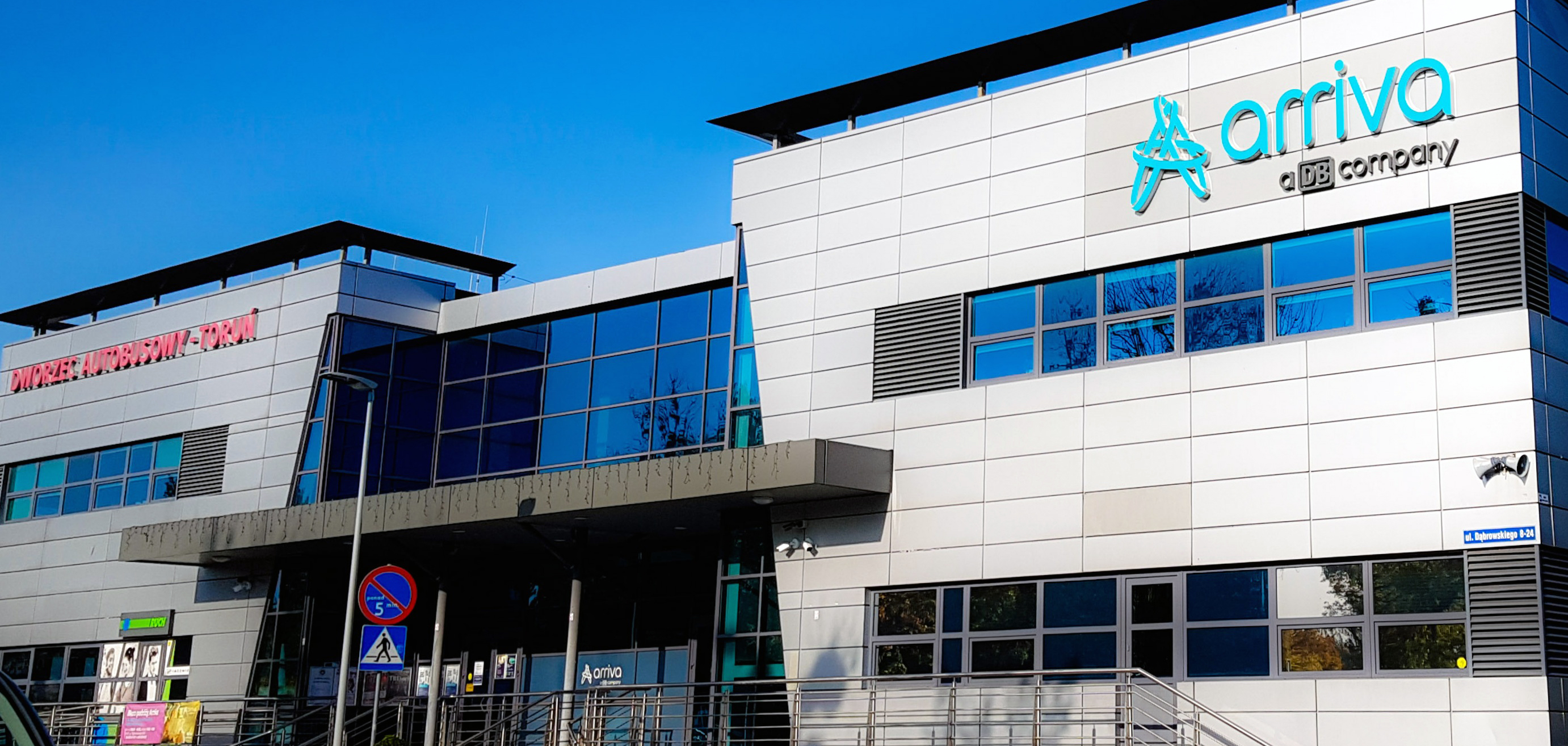
Dworzec autobusowy

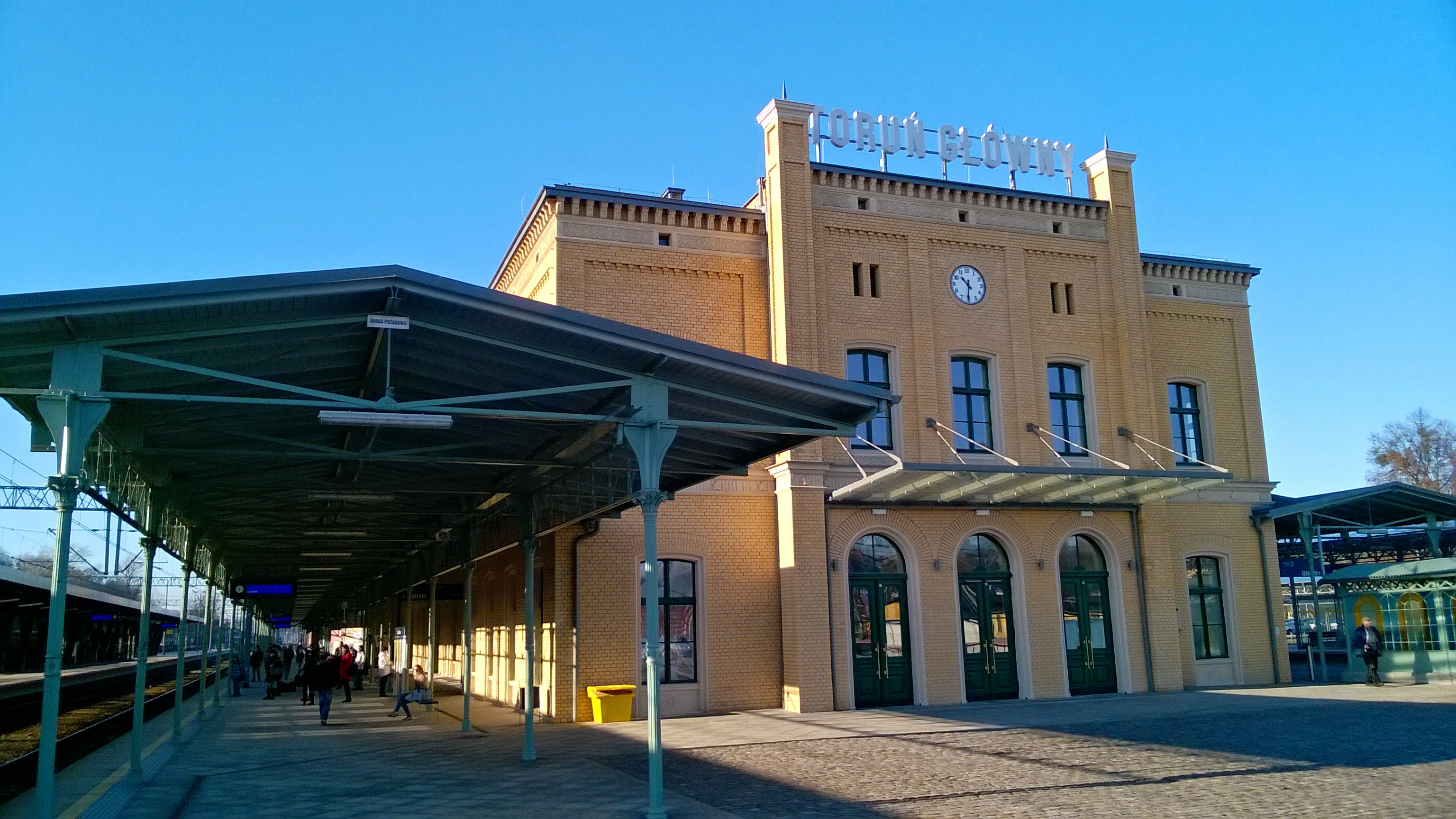
Toruń Główny

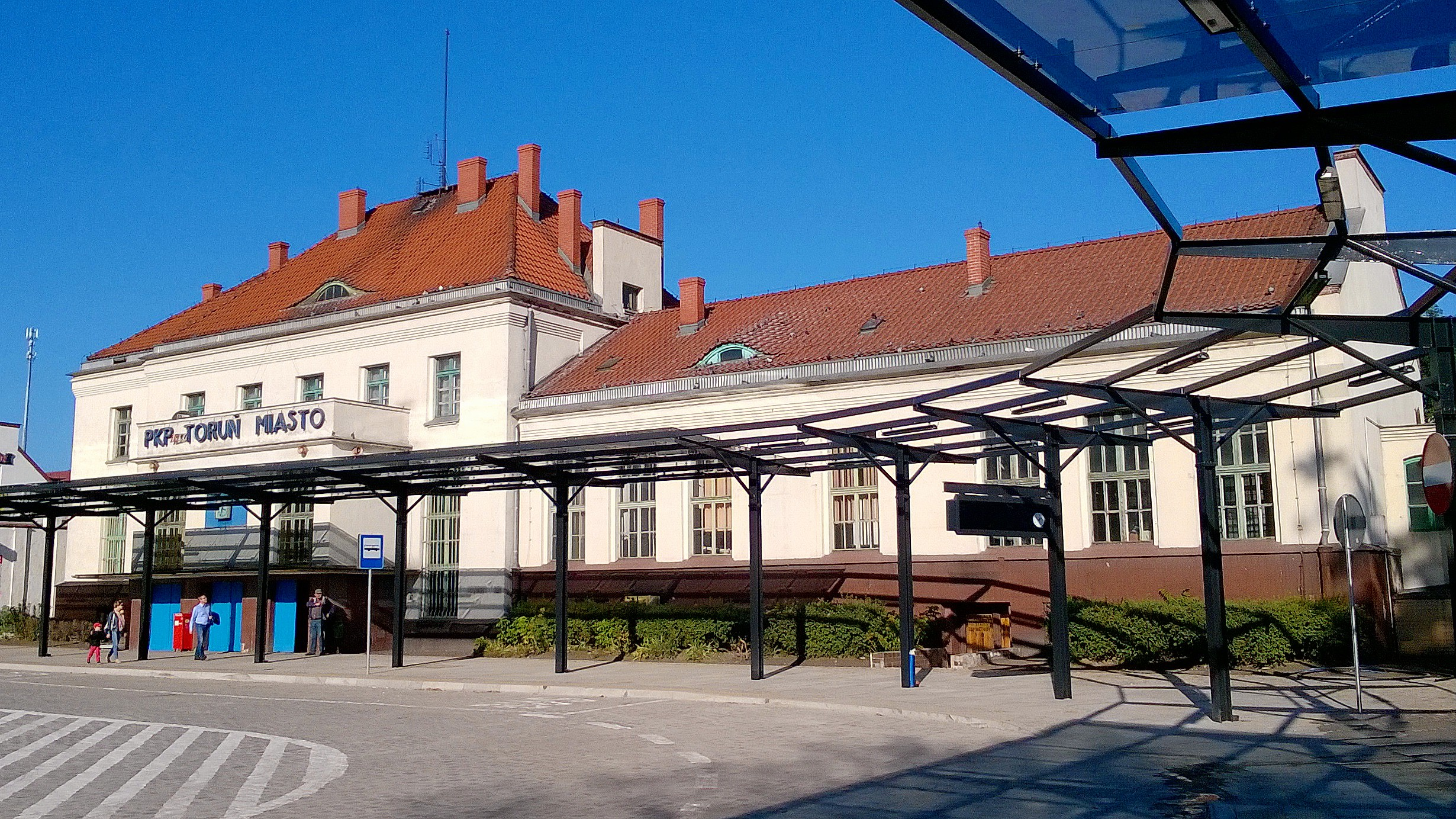
Toruń Miasto

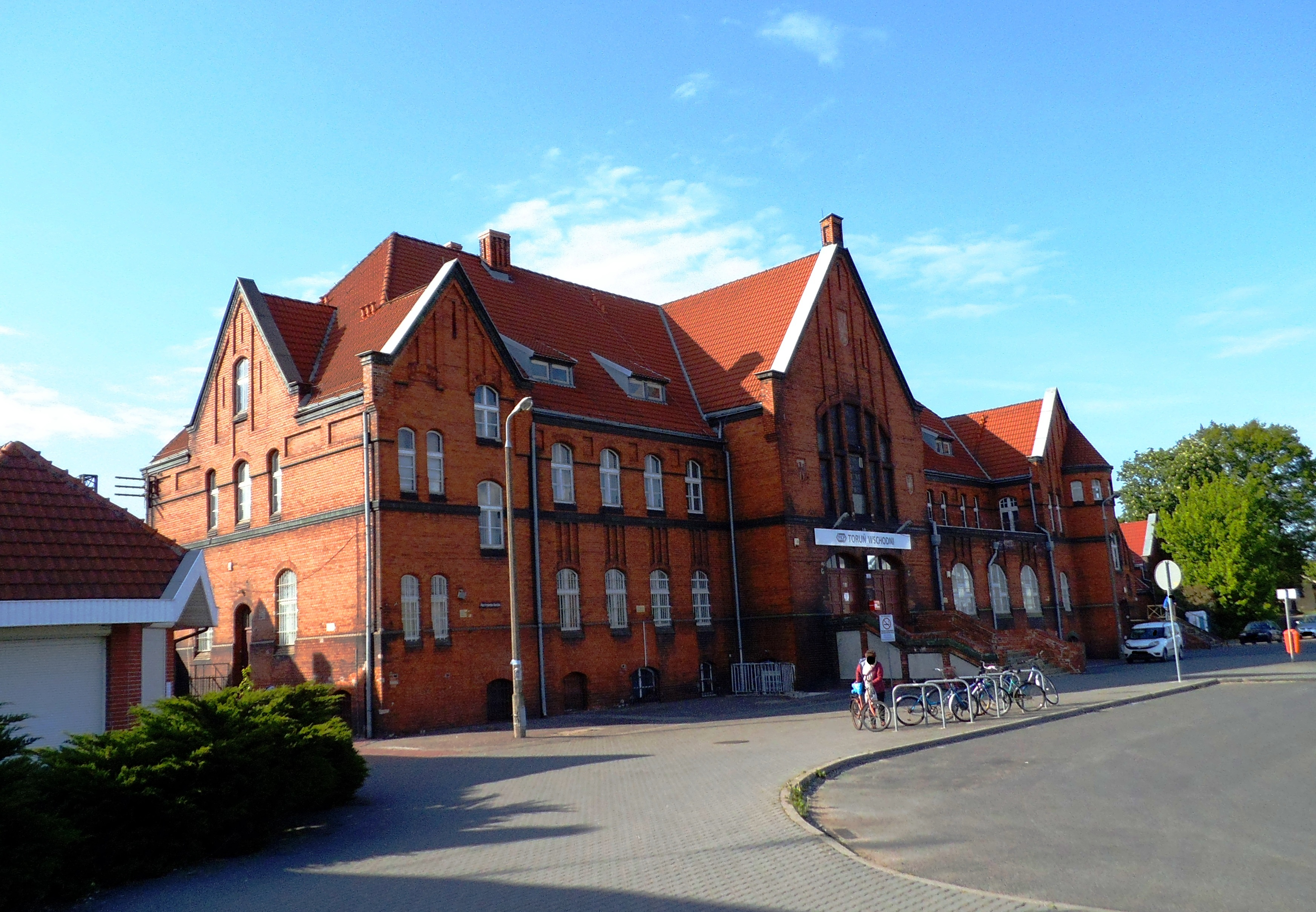
Toruń Wschodni

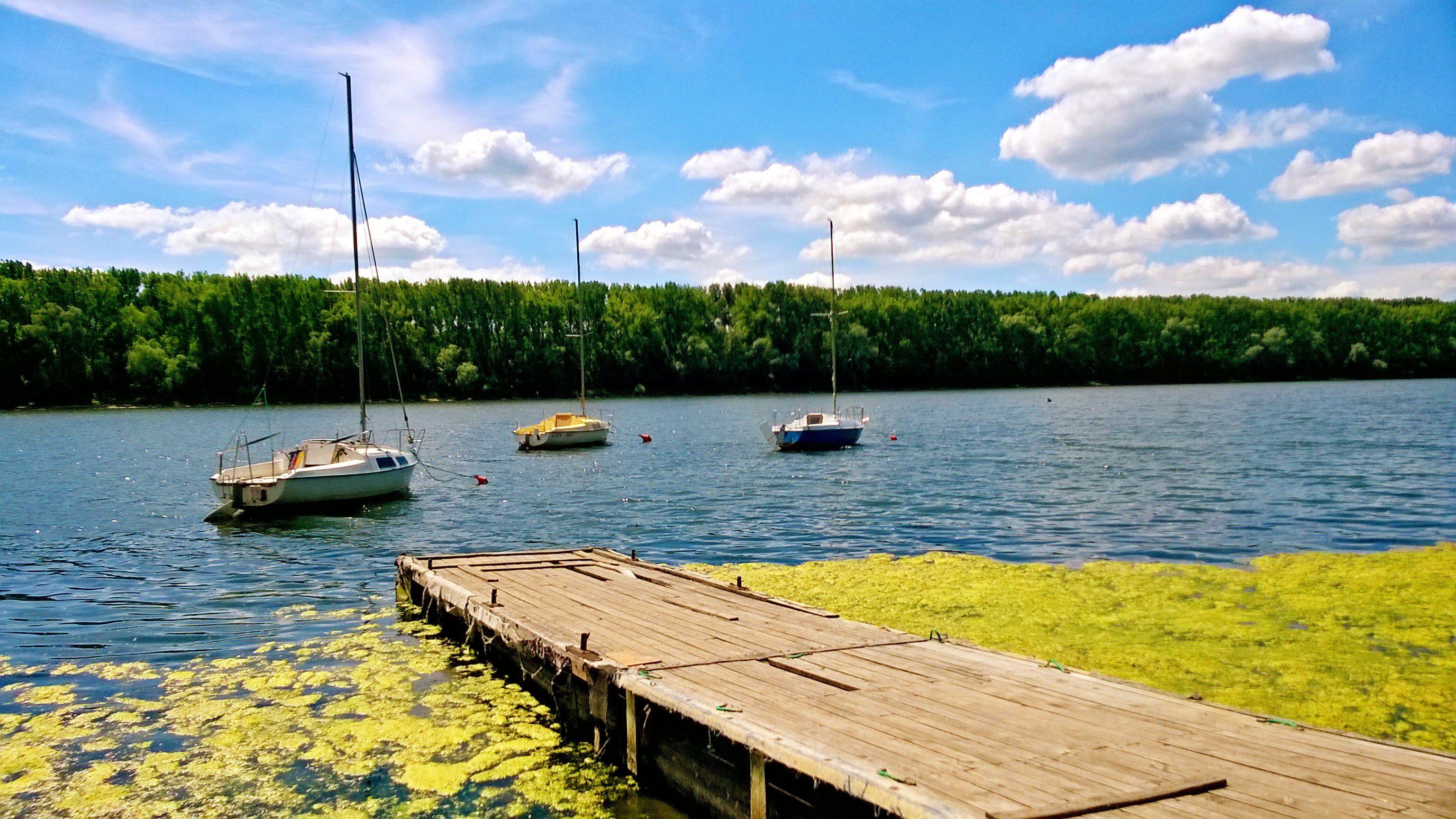
Port Drzewny

### Transport drogowy
Przez Toruń przechodzi Transeuropejski Korytarz Transportowy (VI korytarz TINA), który biegnie z Gdańska do Cieszyna i dalej przez Czechy i Słowację na Półwysep Bałkański. Przez korytarz biegną autostrada A1 (na wschodzie miasta) oraz droga krajowa nr 91 Gdańsk-Toruń-Cieszyn. Poza drogą krajową nr 91 przez Toruń przechodzą jeszcze drogi krajowe: S10 (droga ekspresowa Szczecin-Toruń-Warszawa), 15 (Wrocław-Toruń-Olsztyn) i 80 (Bydgoszcz – Toruń – węzeł autostradowy „Lubicz”).
W okolicach Torunia znajdują się cztery węzły drogowe: Toruń Południe, Lubicz, Turzno i Kluczyki.
Długość dróg w Toruniu wynosi 470 km. Większość z nich (320 km) stanowią drogi gminne. Ponad trzy czwarte dróg to drogi o nawierzchni utwardzonej. Główny układ drogowy, obsługujący większą część ruchu pojazdów, składa się między innymi z:
- Trasy Wschodniej (plac Daszyńskiego-most gen. Elżbiety Zawackiej-rondo płk. Pileckiego)[165][124][169][170];
- Trasy Prezydenta Władysława Raczkiewicza (ul. Olsztyńska-Wschodnia-Grudziądzka-Chełmińska-Okrężna-Szosa Bydgoska)[165][171];
- Trasy Staromostowej (węzeł Kluczyki-Trasa Średnicowa Podgórza-plac Armii Krajowej-most im. Józefa Piłsudskiego-plac Rapackiego-plac Niepodległości-Szosa Chełmińska-Polna-granice miasta)[165].

Innymi ważnymi drogami głównymi układu drogowego Torunia są ulice: Szosa Lubicka, Olsztyńska, Skłodowskiej-Curie, Łódzka, gen. Andersa (tzw. mała obwodnica południowa miasta), Okrężna, Polna i Równinna, plac bp. Chrapka oraz odcinek od ul. Kraszewskiego do ul. Broniewskiego.
Wszystkimi drogami w Toruniu zawiaduje Miejski Zarząd Dróg. W mieście swoją siedzibę ma także Rejon Dróg GDDKiA oraz Rejon Dróg Wojewódzkich, zarząd dróg wojewódzkich. Jednostka ta odpowiada za utrzymanie dróg w powiatach chełmińskim, toruńskim, golubsko-dobrzyńskim i części bydgoskiego.
Miasto jest także siedzibą Wojewódzkiego Ośrodka Ruchu Drogowego oraz Kujawsko-Pomorskiej Wojewódzkiej Rady Bezpieczeństwa Ruchu Drogowego.

### Komunikacja miejska
Obsługę komunikacji miejskiej w Toruniu zapewnia Miejski Zakład Komunikacji Sp. z o.o., będący głównym przewoźnikiem w mieście. Strefy dojścia do przystanków wynoszą od 500 do 1000 m w terenach o ekstensywnej zabudowie. W 2019 roku w Toruniu wyznaczono 94 przystanki tramwajowe oraz 491 przystanków autobusowych. W maju 2023 roku trasy tramwajowe liczyły 22 km, a autobusowe 147 km. Komunikację z innymi miejscowościami w regionie oferuje ReloBus Transport Polska, posiadająca swoją główną siedzibę na dworcu autobusowym przy ul. Dąbrowskiego.

### Transport kolejowy
Przez Toruń przebiegają linie kolejowe w czterech kierunkach: Kutno–Piła i Poznań-Skandawa. Są to linie pierwszorzędne, dwutorowe i zelektryfikowane. Ruch jest obsługiwany przez stacje Toruń Główny oraz (częściowo) Toruń Wschodni. W 2014 roku władze Torunia rozpoczęły dyskusję na temat utworzenia sieci miejskich pociągów.
Stacja Toruń Główny (pierwotnie: Toruń Przedmieście) została zbudowana w 1861 roku, obecny gmach wzniesiono w 1874 roku. Ze względu na system fortów wschodzących w skład Twierdzy dworzec został wzniesiony po lewej stronie Wisły. W 1888 roku w śródmieściu wzniesiono stację Toruń Miasto. W 1909 roku na Mokrem zlokalizowano stację Toruń Wschodni (do 1959 Toruń Mokre). Pod koniec 2015 roku dworzec Toruń Główny został wyremontowany.

### Lotnisko
W Toruniu znajduje się należące do Aeroklubu Pomorskiego lotnisko, które nie obsługuje regularnych połączeń lotniczych. Lotnisko w Toruniu wybudowano w latach 1912–1913. Najbliższe lotnisko od Torunia obsługuje regularne połączenia lotnicze mieści się w Bydgoszczy.

### Transport wodny
Transport wodny w Toruniu nie ma dużego znaczenia dla gospodarki i transportu miasta. Toruń znajduje się na międzynarodowej śródlądowej drodze wodnej nr E40, łączącej Morze Bałtyckie z Morzem Czarnym. W mieście znajdują się cztery porty rzecze: Port Drzewny, Port Zimowy, port Akademickiego Związku Sportowego UMK i port Budowlani. Łodzie można cumować również na nabrzeżu Bulwaru Filadelfijskiego.

### Komunikacja rowerowa
Na terenie Torunia w 2015 roku znajdowało się ok. 97 km dróg rowerowych. Od 18 kwietnia 2014 roku dostępny jest Toruński Rower Miejski.

## Turystyka

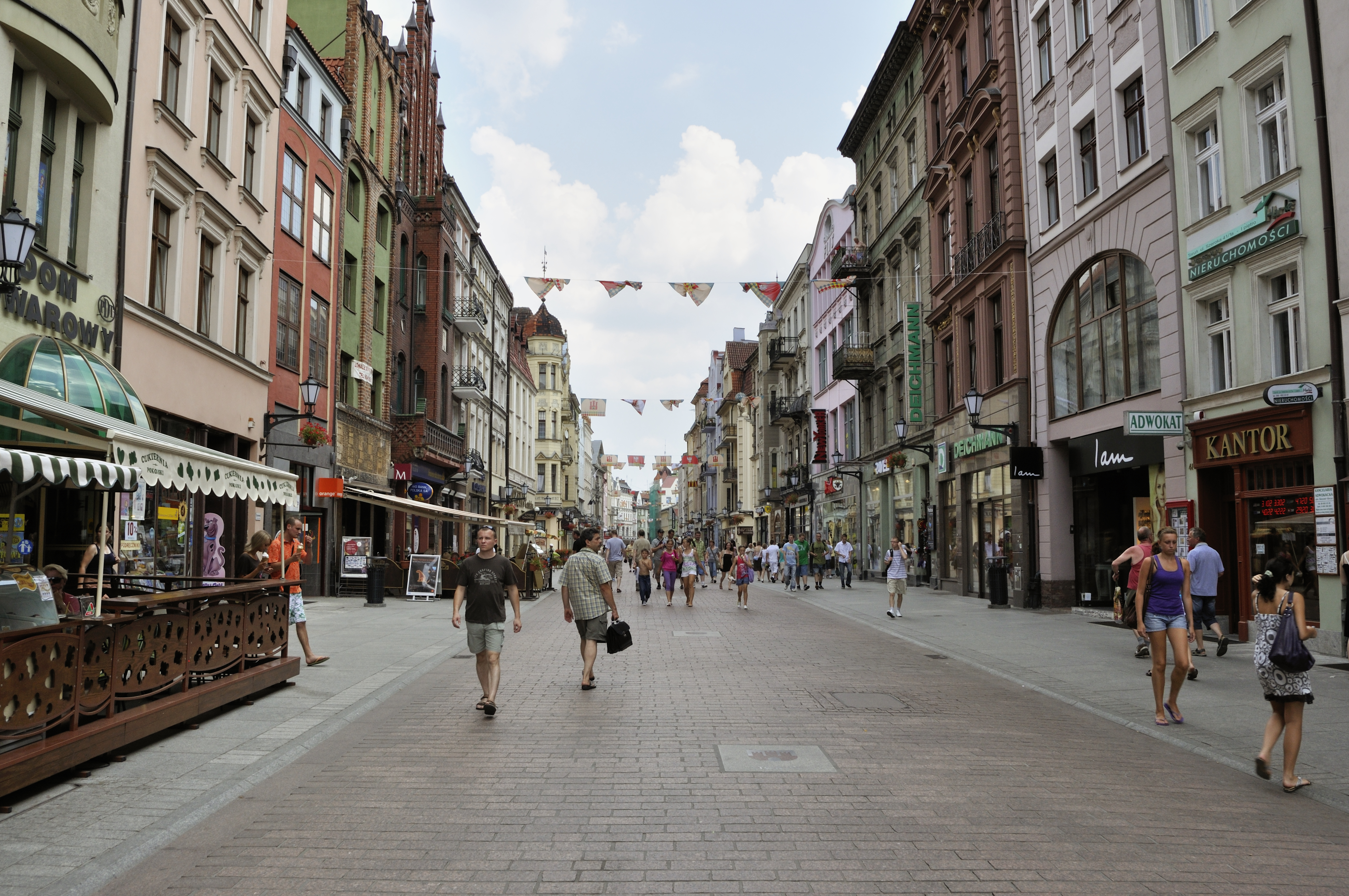
Ulica Szeroka

Czynnikami wyróżniający Toruń pod kątem turystycznym są: zabytkowa architektura, bogata historia oraz tradycja wyrobu pierników. Największą atrakcją turystyczną Torunia jest Stare Miasto, wpisane na Listę Światowego Dziedzictwa UNESCO. Największy ruch turystyczny przypada wiosną i latem. Ze względu na tradycje piwowarskie rozwinęła się również biroturystyka. W 2019 roku liczba turystów przekroczyła 2,5 mln osób. W 2020 roku w wyniku pandemii COVID-19 w Polsce liczba turystów spadła do ok. 900 tys. W 2021 roku liczba turystów wyniosła ok. 1,5 mln.
Hasłami reklamujące Toruń na arenie krajowej są: „Gród Mikołaja Kopernika”, „Gotyk na dotyk”, „Piernikowe miasto”.

## Zabytki

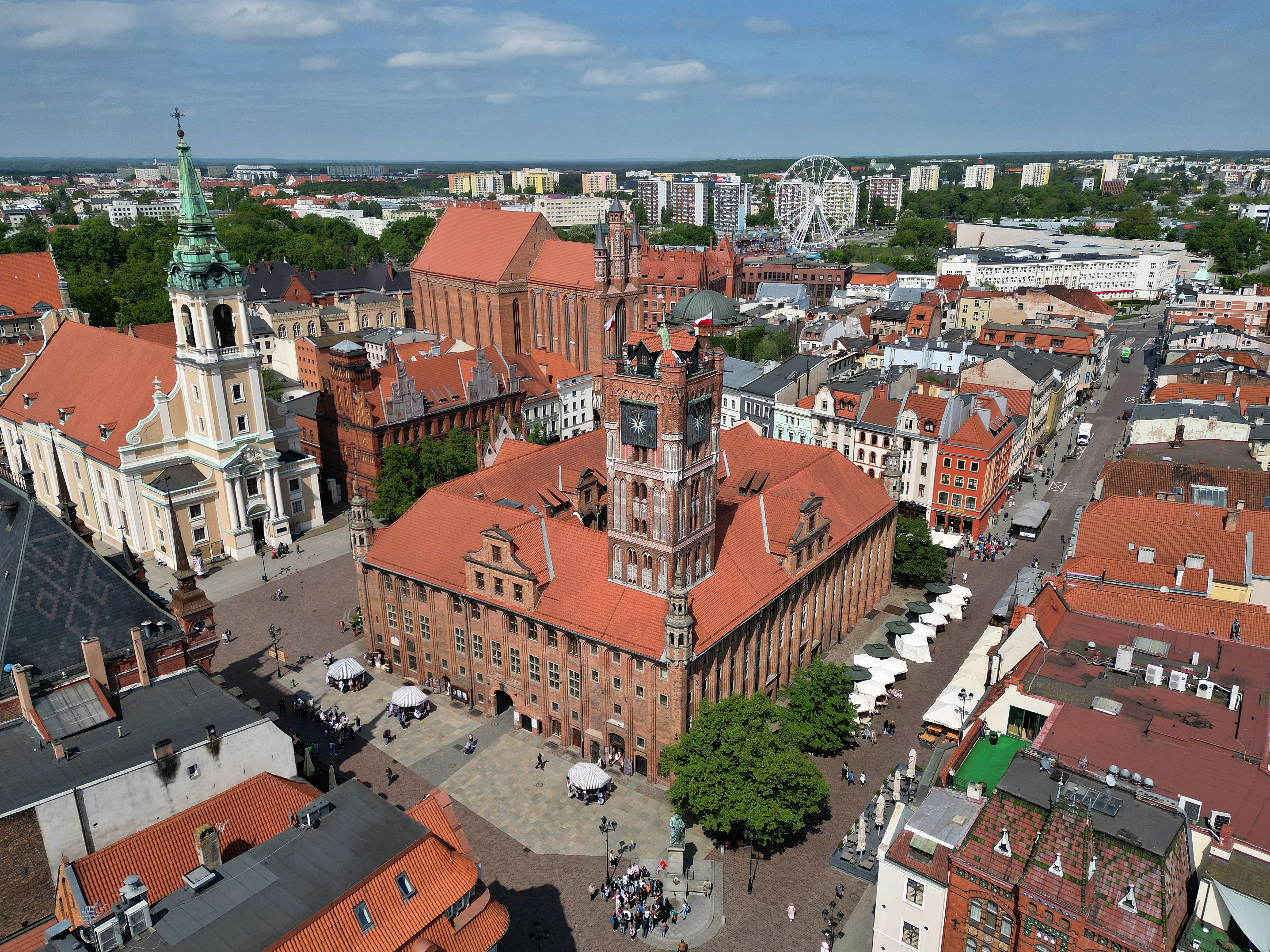
Rynek Staromiejski

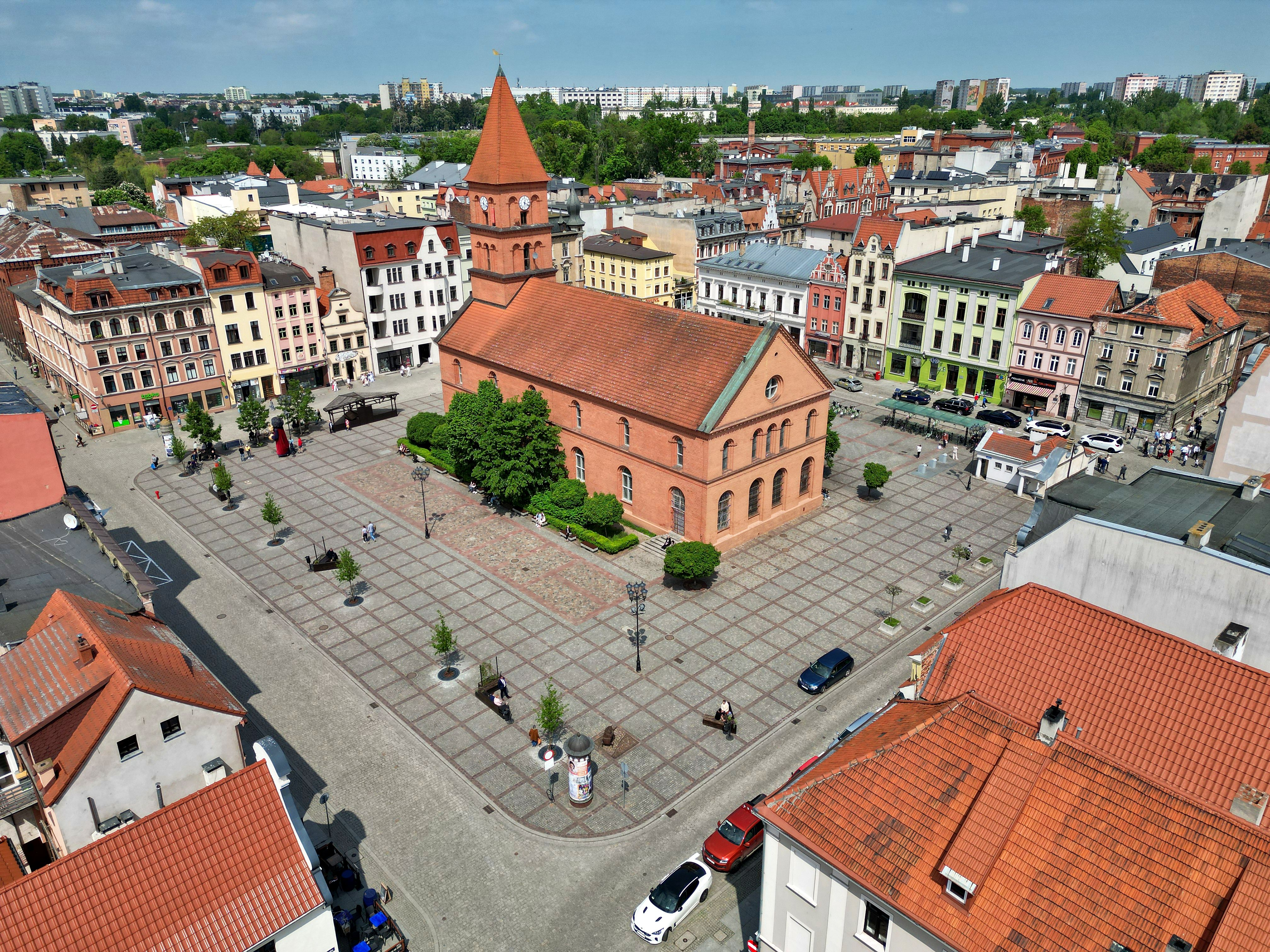
Rynek Nowomiejski

Gminny Program Opieki nad Zabytkami Miasta Torunia na lata 2022–2025 dzieli zabytki nieruchome na następujące kategorie: założenia urbanistyczne, budownictwo obronne, obiekty przemysłowe, gospodarcze i inżynieryjne, pałace i dwory, obiekty użyteczności publicznej, obiekty sakralne, zabudowa mieszkalna, cmentarze, parki i założenia zieleni, inne. Do 2021 roku rejestr obejmował 365 obszarów i obiektów wpisanych do rejestru zabytków.
Założenia urbanistyczne reprezentuje przede wszystkim Zespół Staromiejski. W skład zespołu wchodzą: Stare Miasto, Nowe Miasto i ruiny zamku krzyżackiego. Na obszarze Starego Miasta znajdują się: bazylika katedralna śś. Janów (pocz. XIII wieku), kościół Wniebowzięcia Najświętszej Maryi Panny, kościół św. Ducha, Rynek Staromiejski wraz z Ratuszem, Zespół Poczty Głównej oraz Urzędu Telekomunikacyjnego przy Rynku Staromiejskim 15, kamienice pochodzące z XV wieku, następnie przebudowywane na przestrzeni lat, np. Dwór Artusa, dom Kopernika przy ul. Kopernika 15/17, Dom Eskenów przy ul. Łaziennej 16, dawna bursa gimnazjum toruńskiego przy ul. Piekary 49, siedziba Kurii Diecezjalnej Toruńskiej przy ul. Łaziennej 18, Spichrz Szwedzki, kamienice przy ul. Chełmińskiej 28, Franciszkańskiej 12, Kopernika 19, Łaziennej 22, Panny Marii 9, Rabiańskiej 8, Rabiańskiej 11, Rynku Staromiejskim 4, Rynku Staromiejskim 35, Żeglarskiej 7, dziewięć baszt (spośród 30 w historii miasta) wchodzących w skład murów obronnychi (to są: Brama Klasztorna, Brama Mostowa, Brama Żeglarska, Baszta Żuraw, Krzywa Wieża, Basza Monstrancja, baszty przy ul. Podmurnej 26, 30, 60 i 74. Ratusz jest jednym z najbardziej znanych przykładów średniowiecznej architektury mieszczańskiej w Europie Środkowej. Nowe Miasto ulokowano na wschód od Starego Miasta. W jego centrum znajduje się Rynek Nowomiejski wraz z kościołem św. Trójcy w jego środku. Na terenie Nowego Miasta po 1309 roku wzniesiono kościół św. Jakuba. Zakon krzyżacki rozpoczął budowę zamku w latach 50. XIII wieku. Zamek został wyburzony tuż po szturmie toruńskich mieszczan w 1454 roku. Ruiny zamku odsłonięto w latach 60. XX wieku. Stare i Nowe Miasto zostały uznane za pomnik historii dnia 8 września 1994 roku, a cały Zespół Staromiejski od 4 grudnia 1997 roku widnieje na Liście Światowego Dziedzictwa Kulturowego i Naturalnego UNESCO.
Zabytkowy jest również historyczny układ urbanistyczny Bydgoskiego Przedmieścia i Rybaków. Oba osiedla do 2 połowy XIX wieku rozwijały się wolno, rozwój urbanistyczny tych części miasta ograniczała ustawa o ograniczeniach własności nieruchomej w okolicach twierdz z 1871 roku. Po nadaniu Toruniowi rangi twierdzy I stopnia (w 1872 roku) systematycznie uwalniano tereny pod zabudowę. Plan zabudowy Bydgoskiego Przedmieścia uchwalono w 1889 roku. Ograniczenia budowlane ostatecznie zniesiono w 1909 roku. Na Bydgoskim Przedmieściu znajduje się największy w mieście zespół budowlany z dwudziestolecia międzywojennego, reprezentujący nurty architektoniczne i urbanistyczne z tego okresu.
Jako zabytek zaliczono również układ urbanistyczny kampusu Uniwersytetu Mikołaja Kopernika, powstały w latach 1967–1977.
Po kongresie wiedeńskiej w 1815 roku rozpoczęto budowę fortyfikacji, wchodzących w skład Festung Thorn. Do 1871 roku wzniesiono obiekty tzw. wewnętrznego pierścienia fortyfikacyjnego (m.in. Fort św. Jakuba, Koszary Racławickie, Fort Kolejny, Fort Przyczółek Mostowy, szpital przy ul. Jęczmiennej), a do lat 90. XIX wieku pierścień zewnętrzny. W latach 1877–1884 wzniesiono forty: II Stefan Czarniecki (I – Bülow), IV Stanisław Żółkiewski (II – Yorck), V Karol Chodkiewicz (III – Scharnhorst), VII Tadeusz Kościuszko (IV – Friedrich der Grosse), IX Bolesław Chrobry (IVa – Heinrich von Plauen), XI Stefan Batory (V – Grosser Kurfürst), XII Władysław Jagiełło (Va – Ulrich von Jungingen), XV Jan Henryk Dąbrowski (VII – Hermann von Salza), a w latach 1888–1893: I Jan III Sobieski (Ia – König Wilhelm I), III Stanisław Jabłonowski (I-5 – Werk L’Estocq), VI Jarema Wiśniowiecki (IIIa – Dohna), VIII Kazimierz Wielki (IVb – Herzog Albrecht), X Bateria Nadbrzeżna (Batterie Grünthalmühte), XIII Karol Kniaziewicz (VI – Winrich von Kniprode), XIV Józef Dwernicki (VIa – Hermann Balk). Część średniowiecznych bastionów zburzono, na ich miejscu wzniesiono Przedmieście św. Katarzyny, w skład którego wchodzą zespoły koszarowe i reprezentacyjne obiekty mieszkalne. W sumie do 1914 roku wzniesiono ok. 200 budowli fortecznych, z czego do czasów współczesnych zachowało się ok. 150.
Spośród obiektów inżynieryjnych do zabytków zalicza się most im. Józefa Piłsudskiego (oddany do użytku 11 listopada 1934 roku) i most kolejowy im. Ernesta Malinowskiego (oddany do użytku 15 sierpnia 1873 roku).
Obok rejestru obszarów i obiektów wpisanych do rejestru zabytków w Toruniu obowiązuje również gminna ewidencja zabytków. Do 2022 roku w ewidencji ujęto 2587 obiektów i obszarów.

Wybrane zabytki zlokalizowane w Toruniu
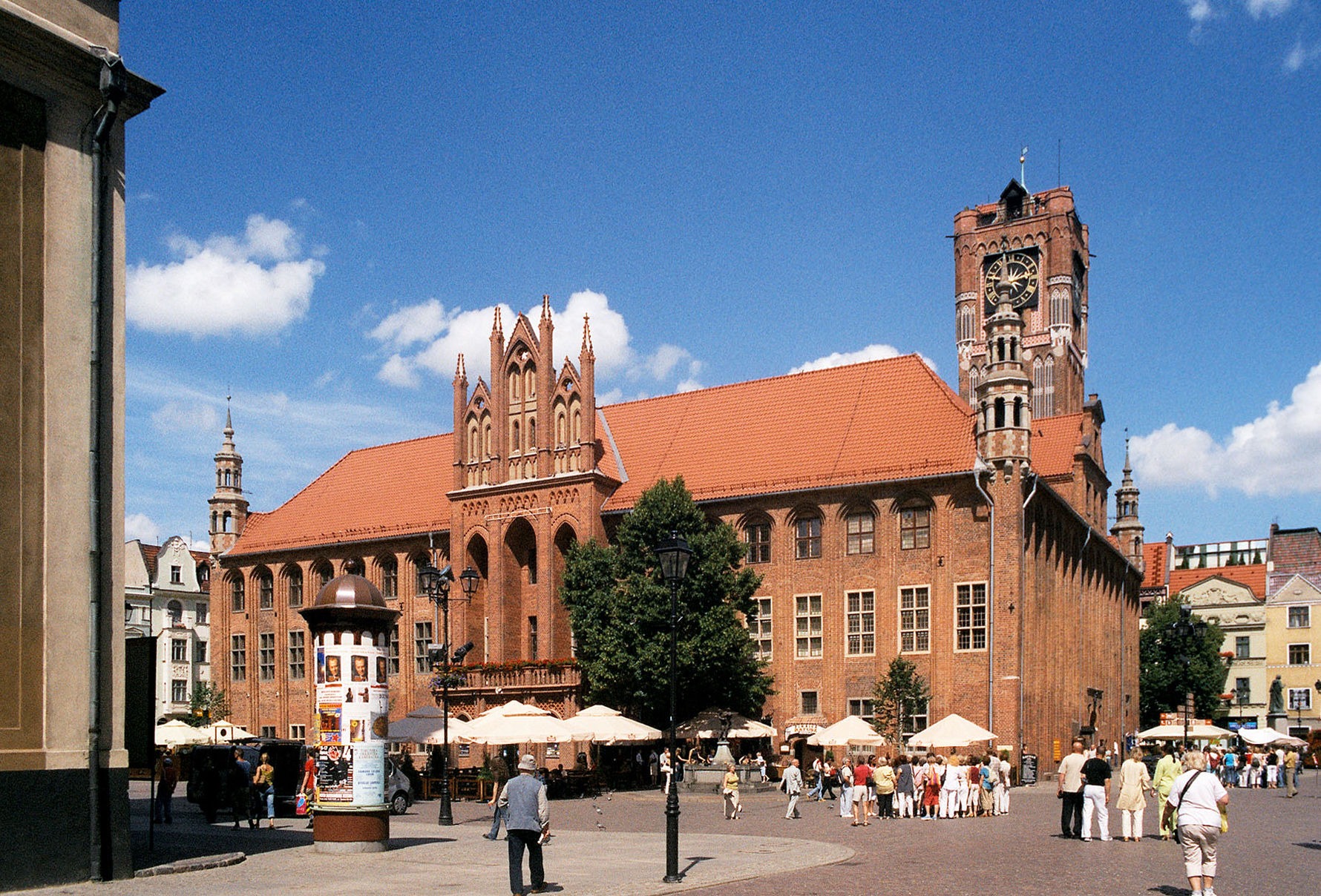
Ratusz Staromiejski
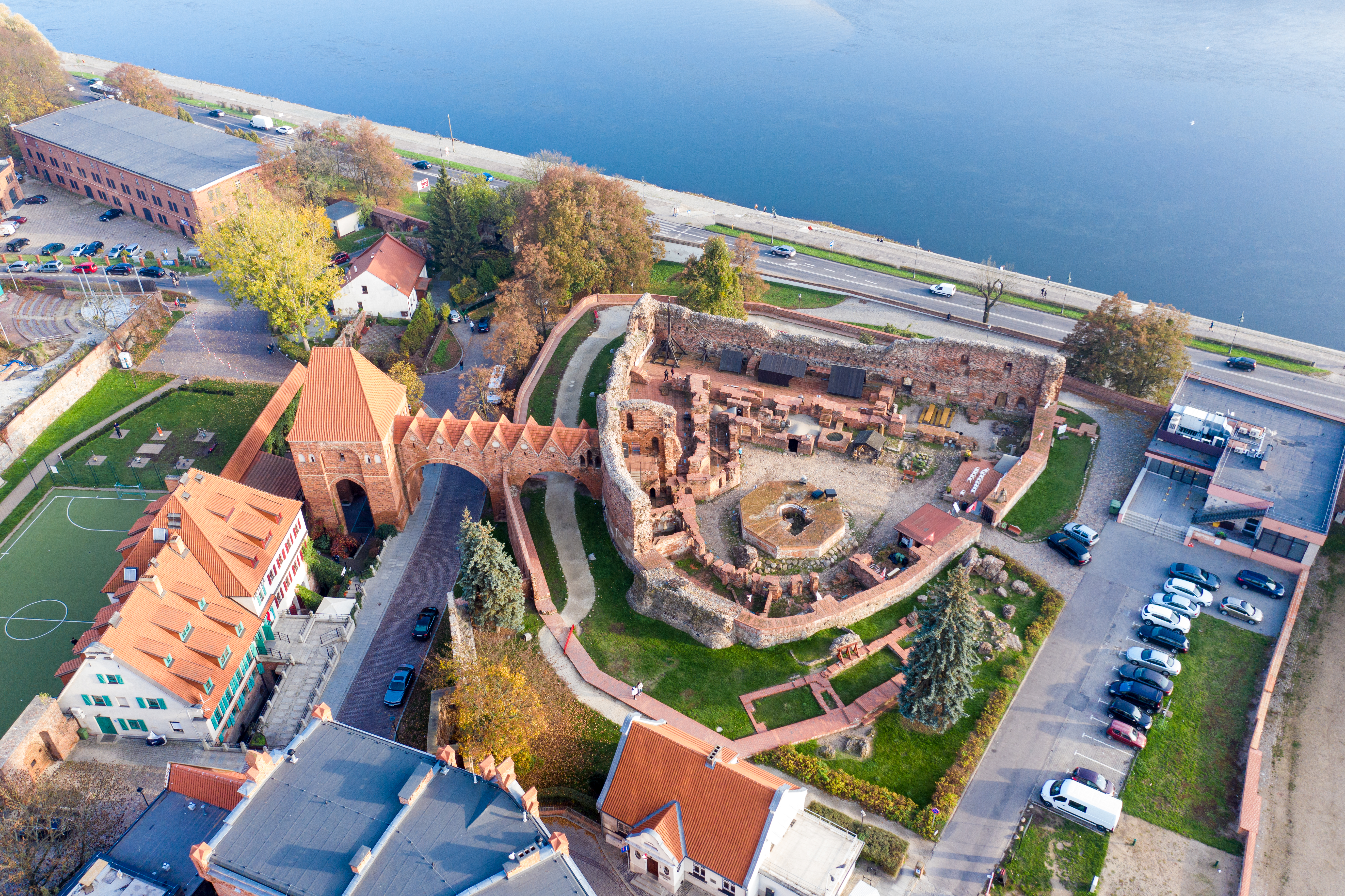
Ruiny zamku krzyżackiego
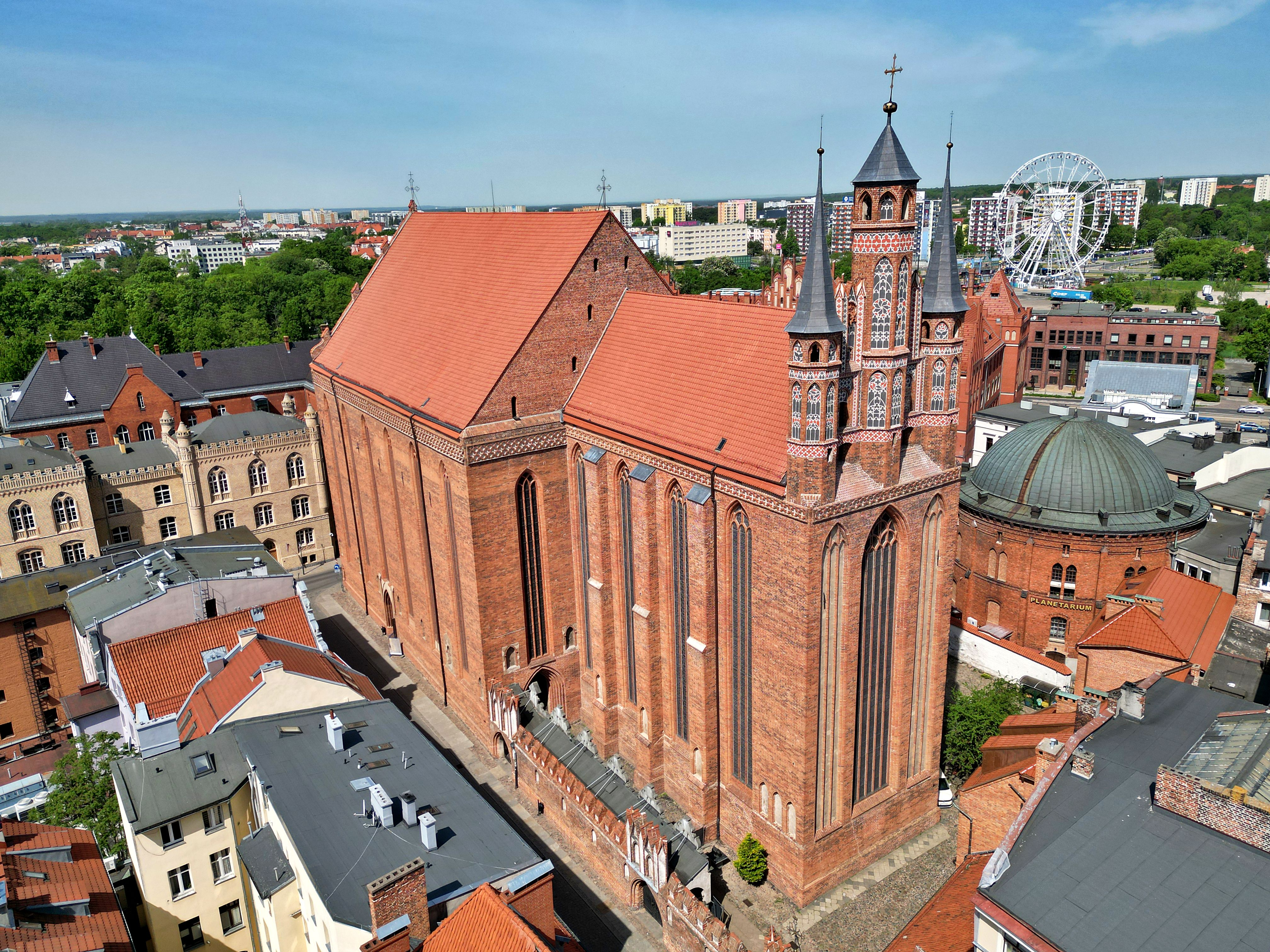
Kościół Wniebowzięcia Najświętszej Marii Panny
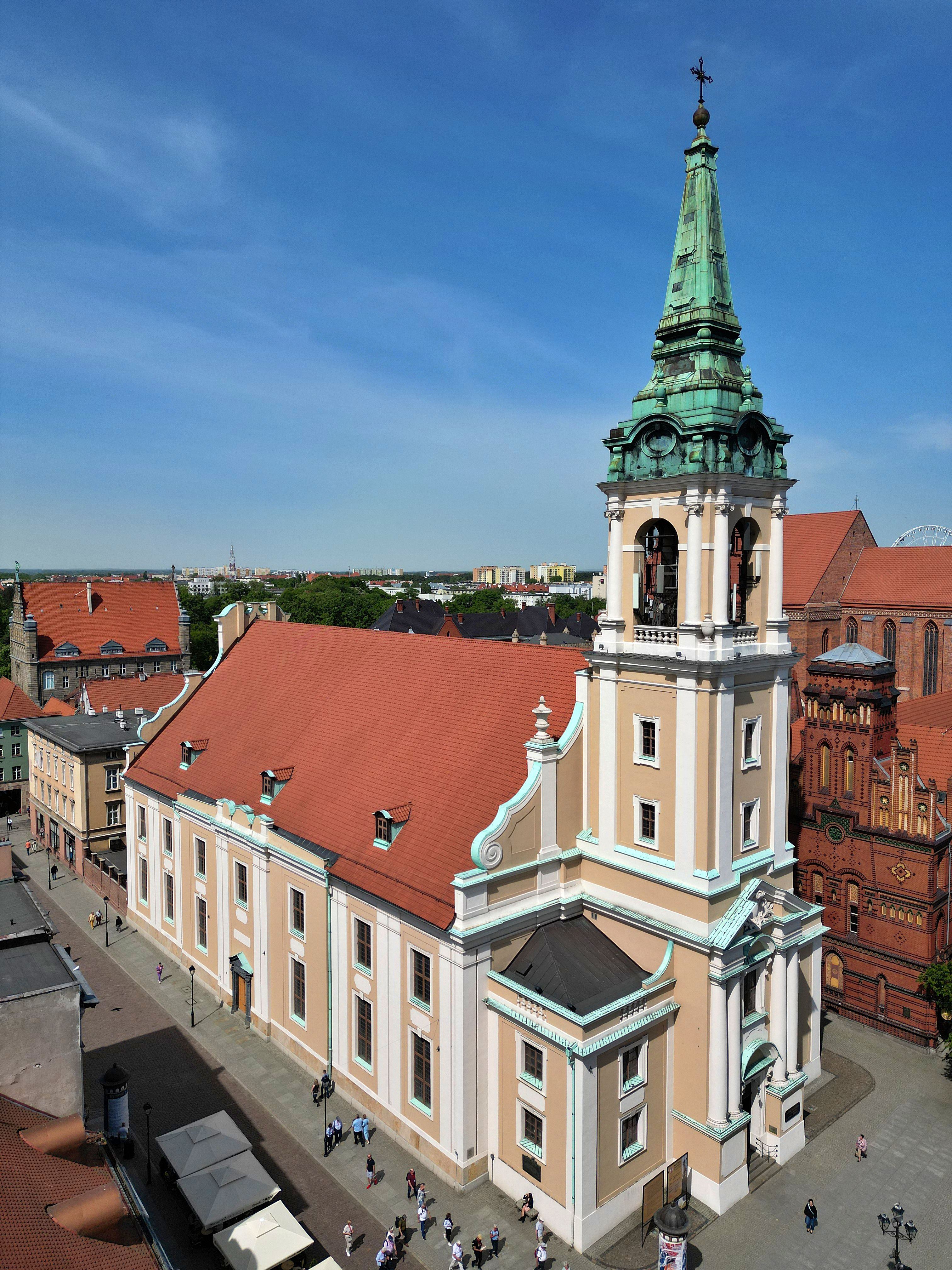
Kościół św. Ducha
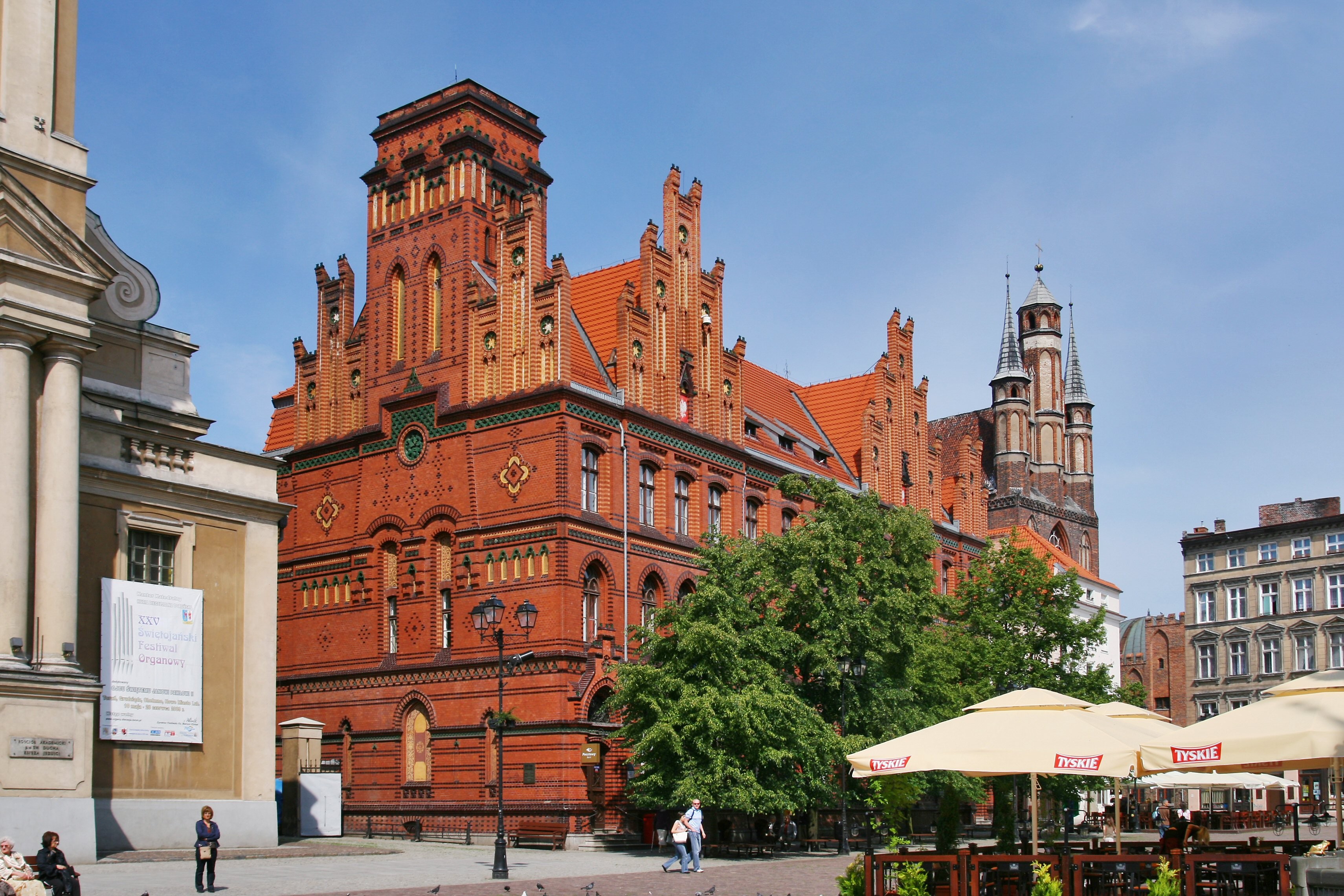
Poczta Główna
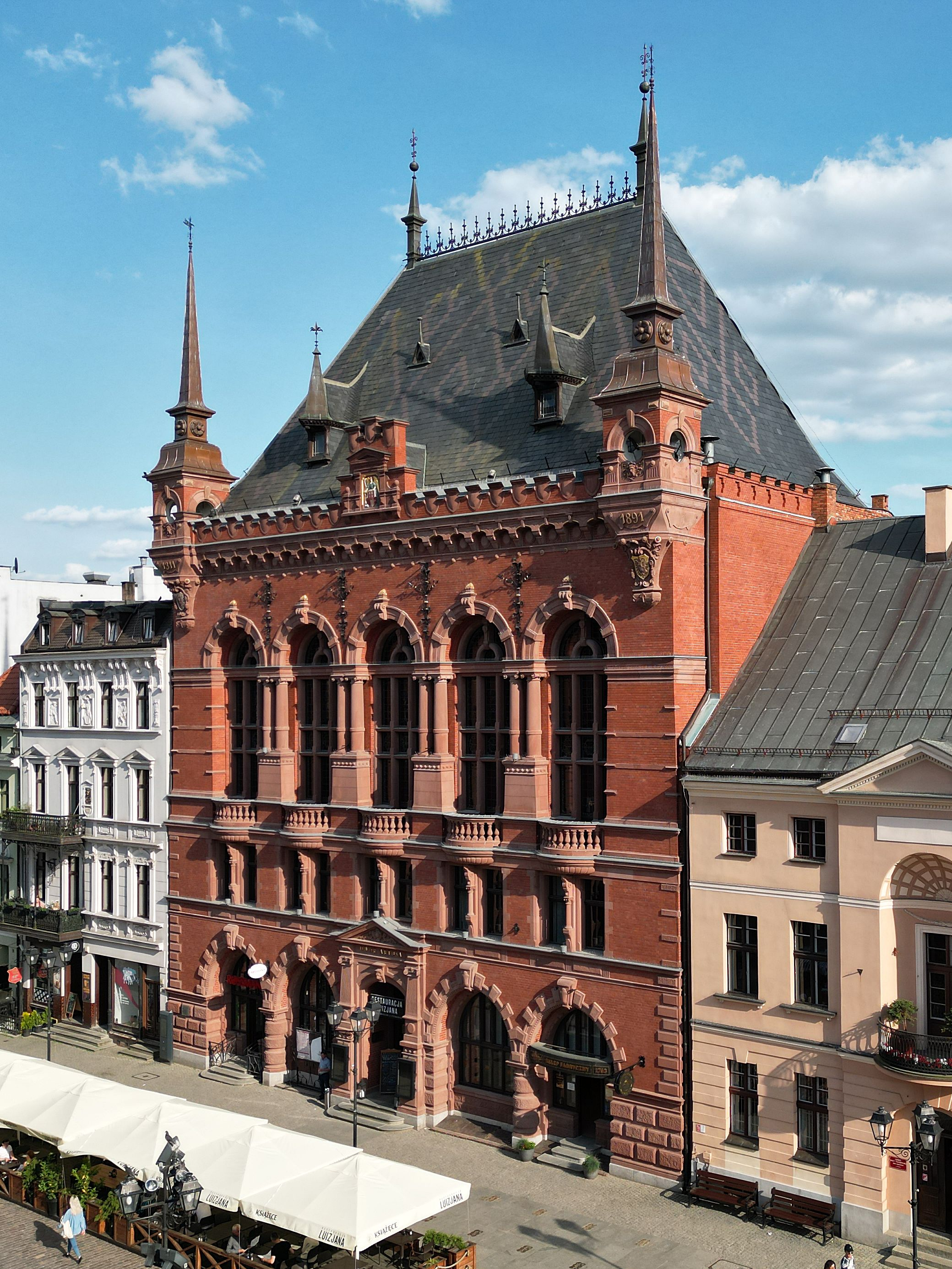
Dwór Artusa
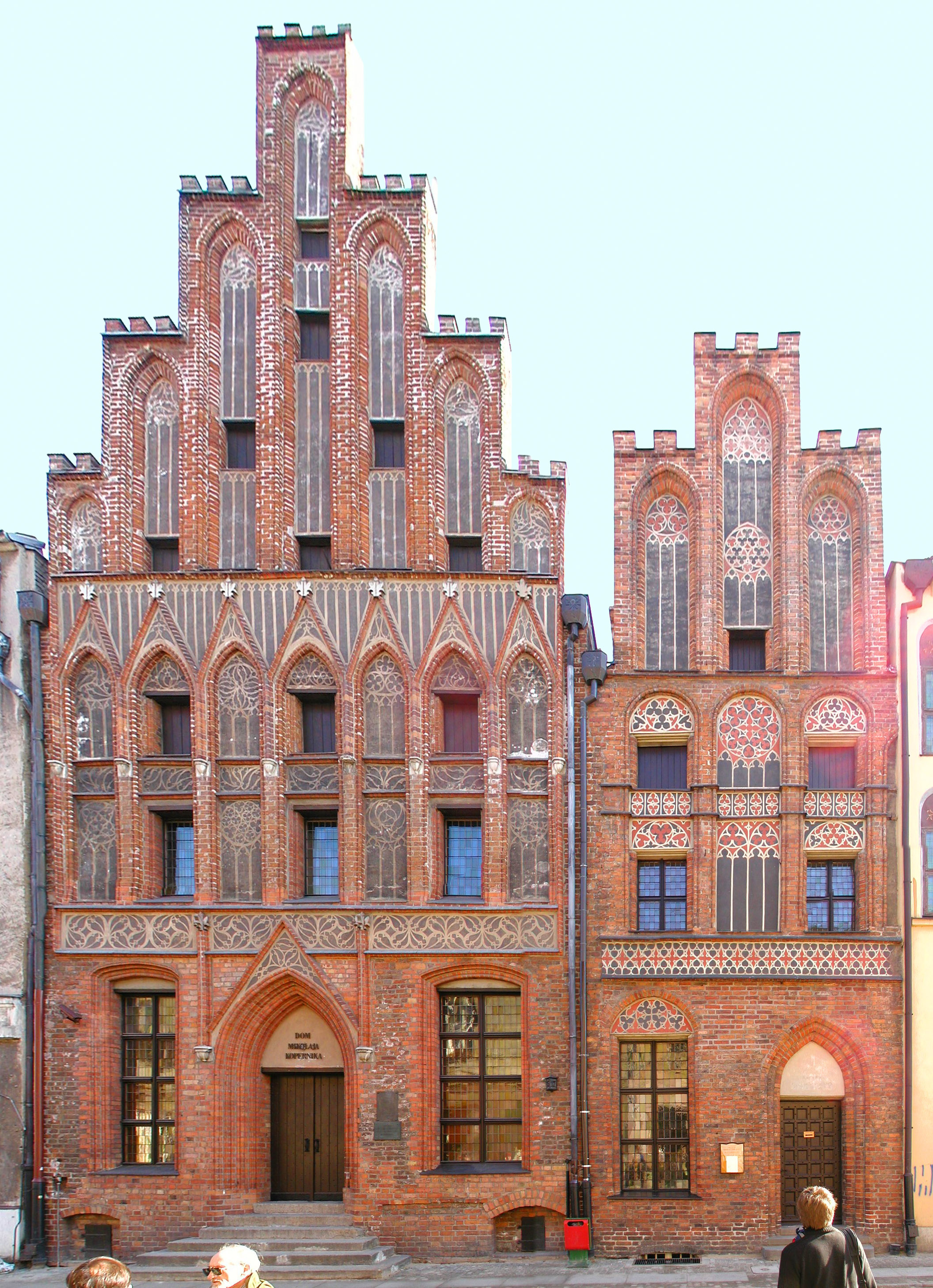
Dom Kopernika
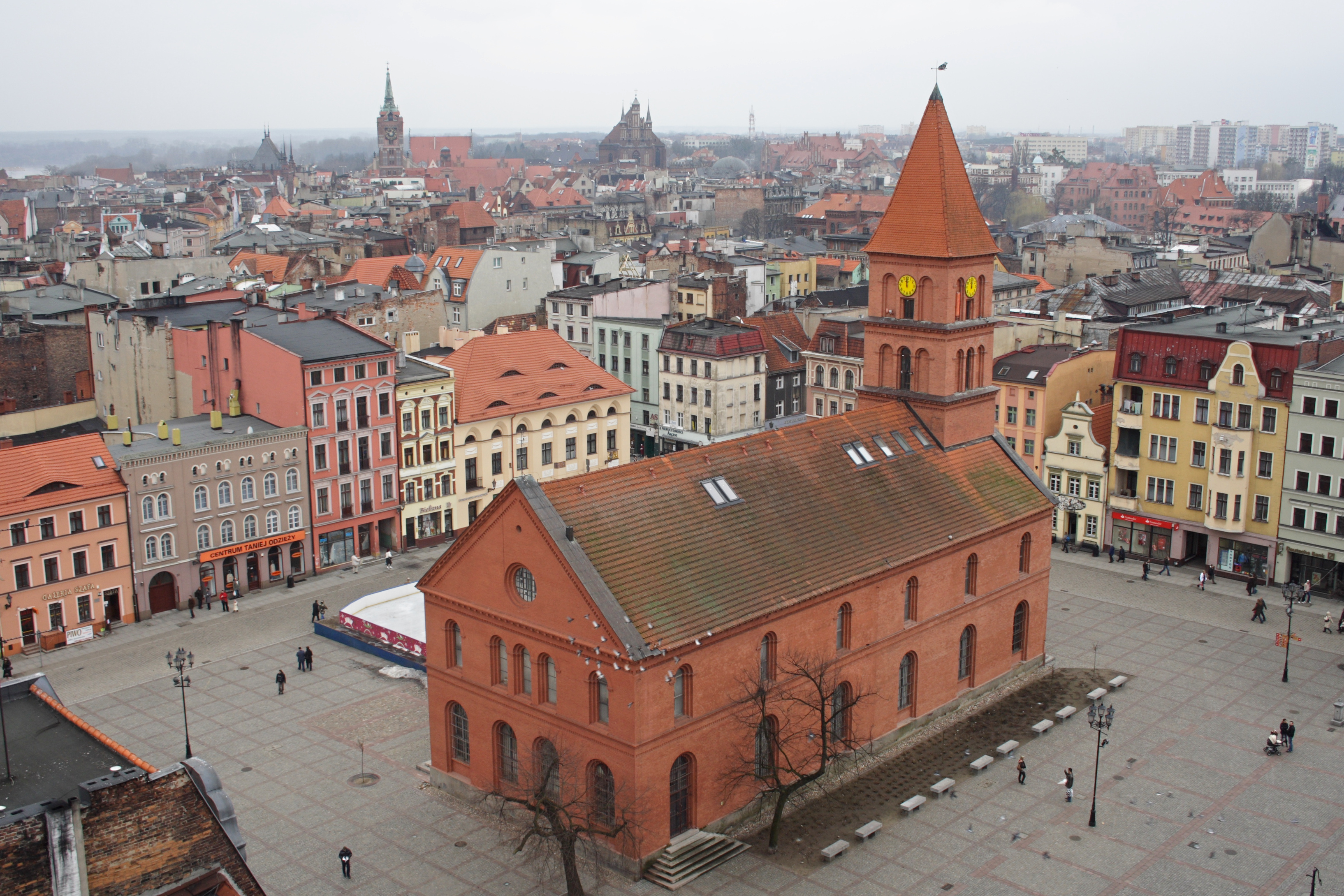
Kościół św. Trójcy
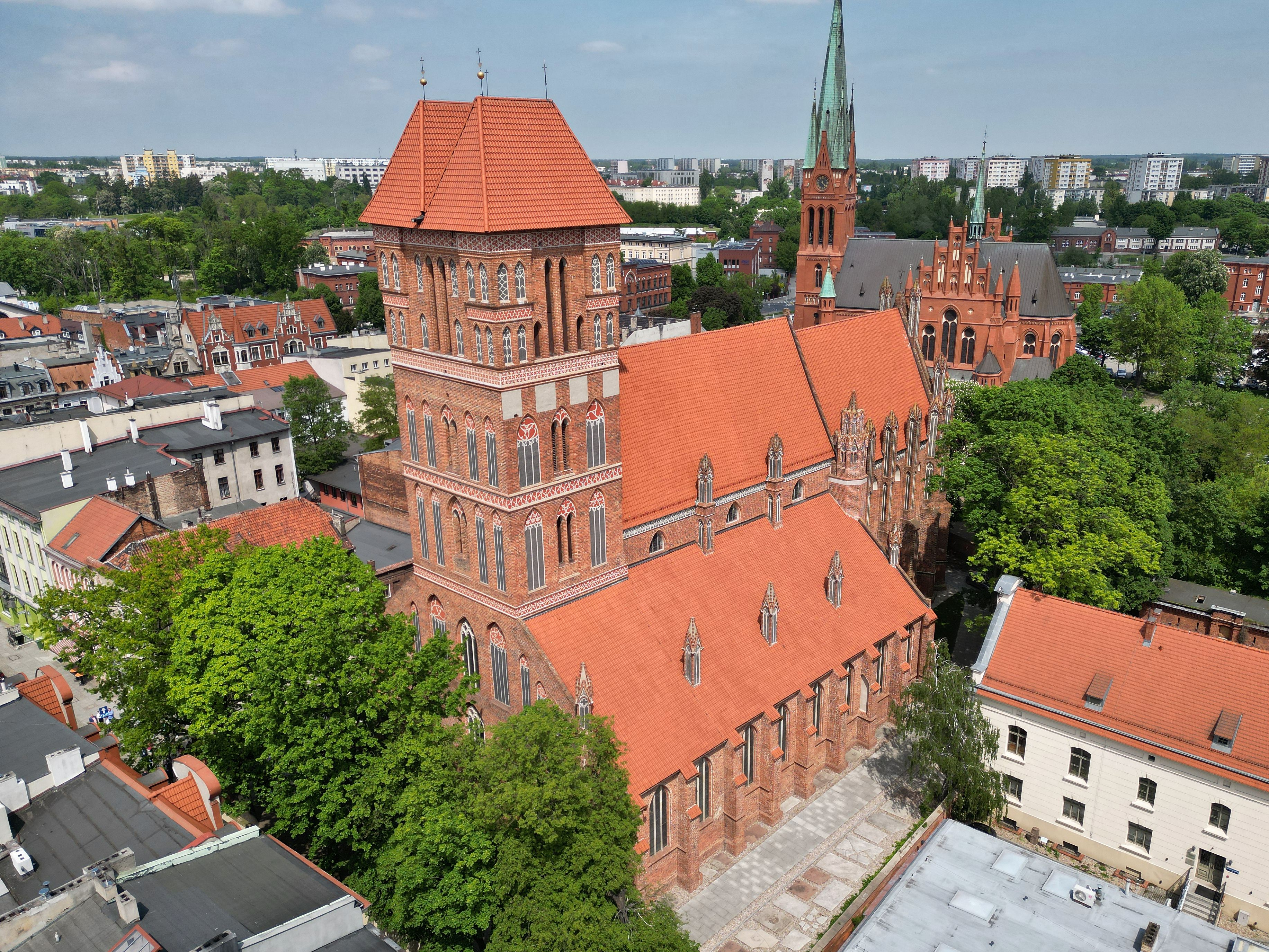
Kościół św. Jakuba
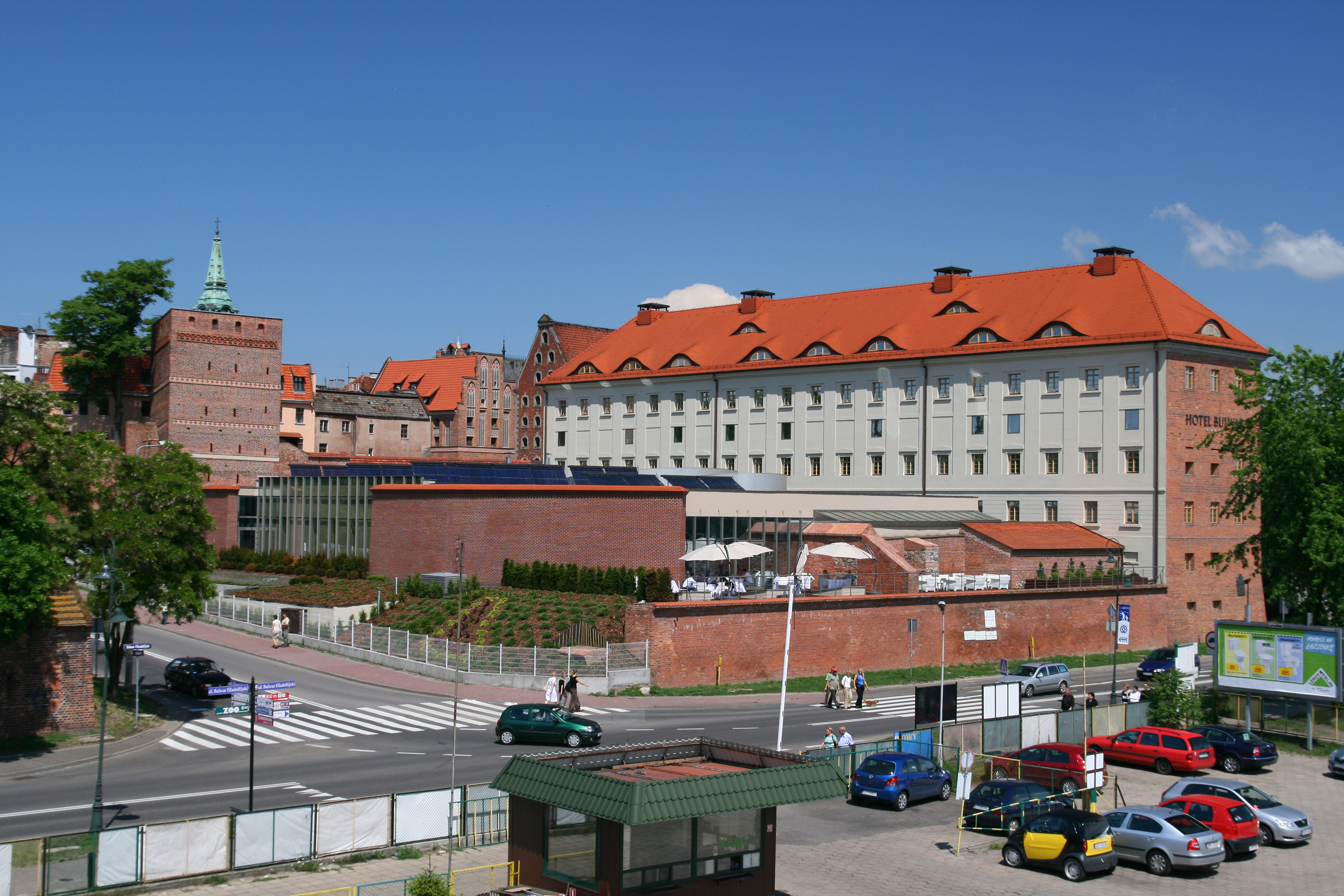
Koszary Racławickie

## Kultura i sztuka

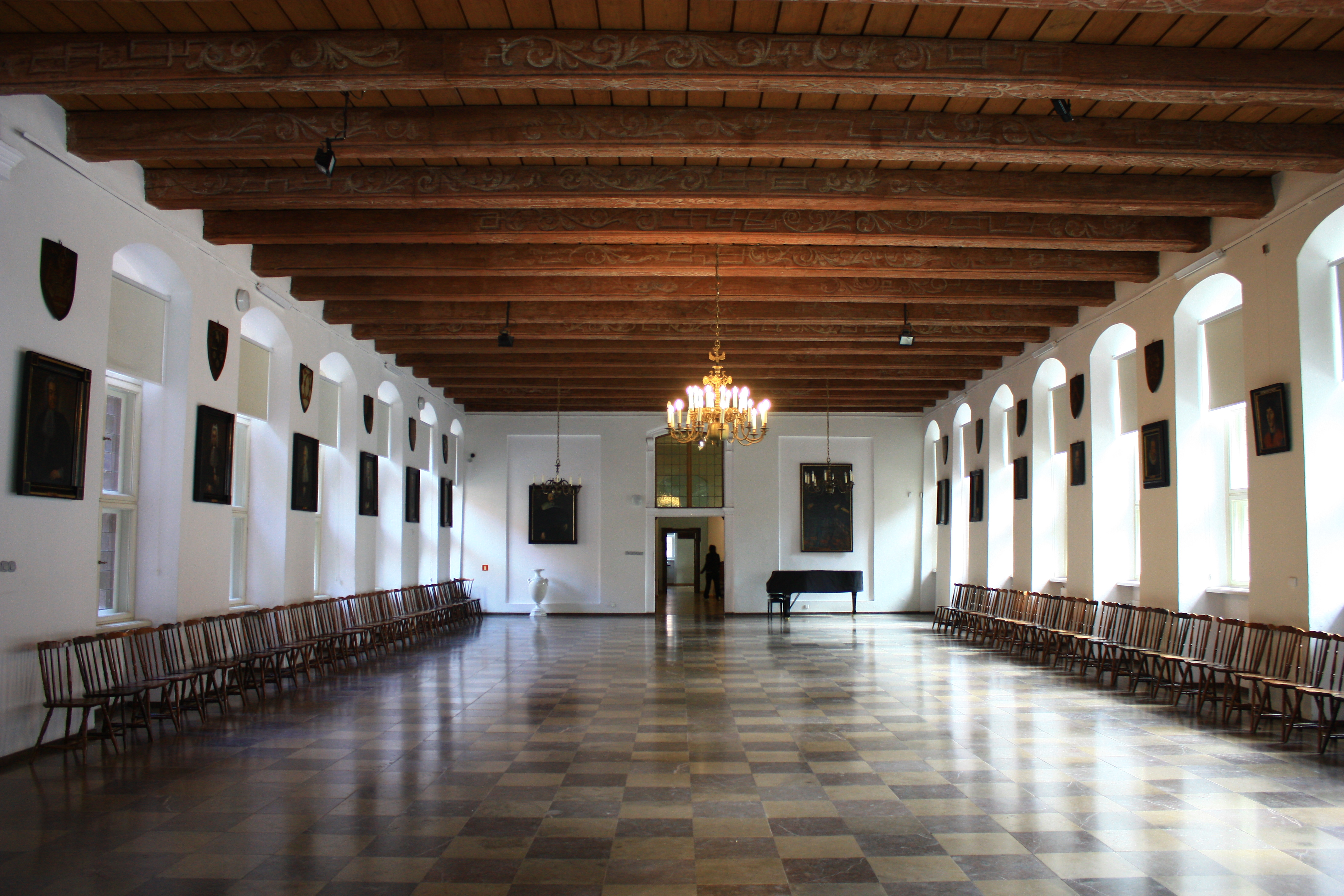
Sala wielka (mieszczańska) w Ratuszu Staromiejskim, pełniącym główną siedzibę Muzeum Okręgowego

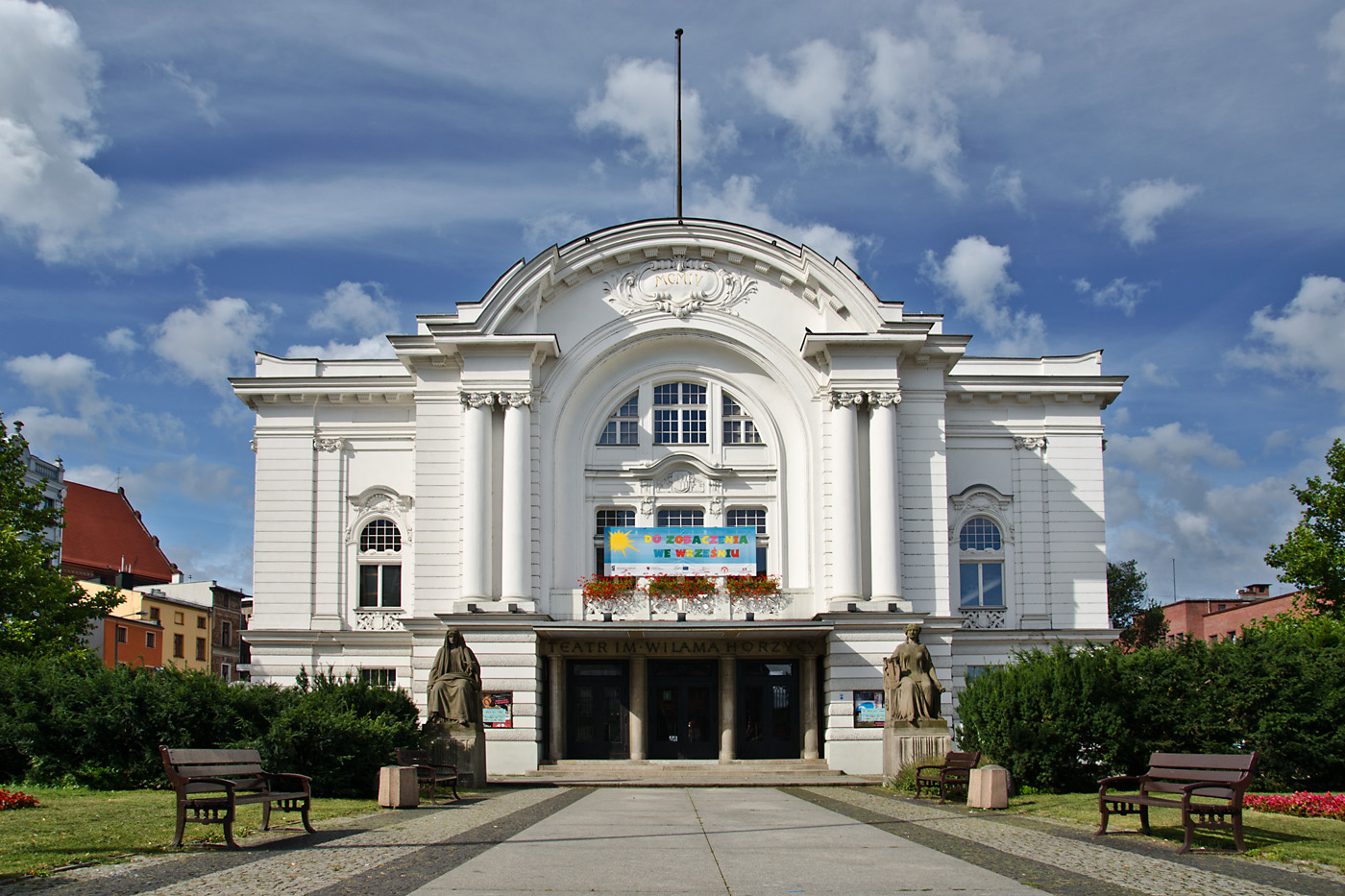
Teatr im. Wilama Horzycy

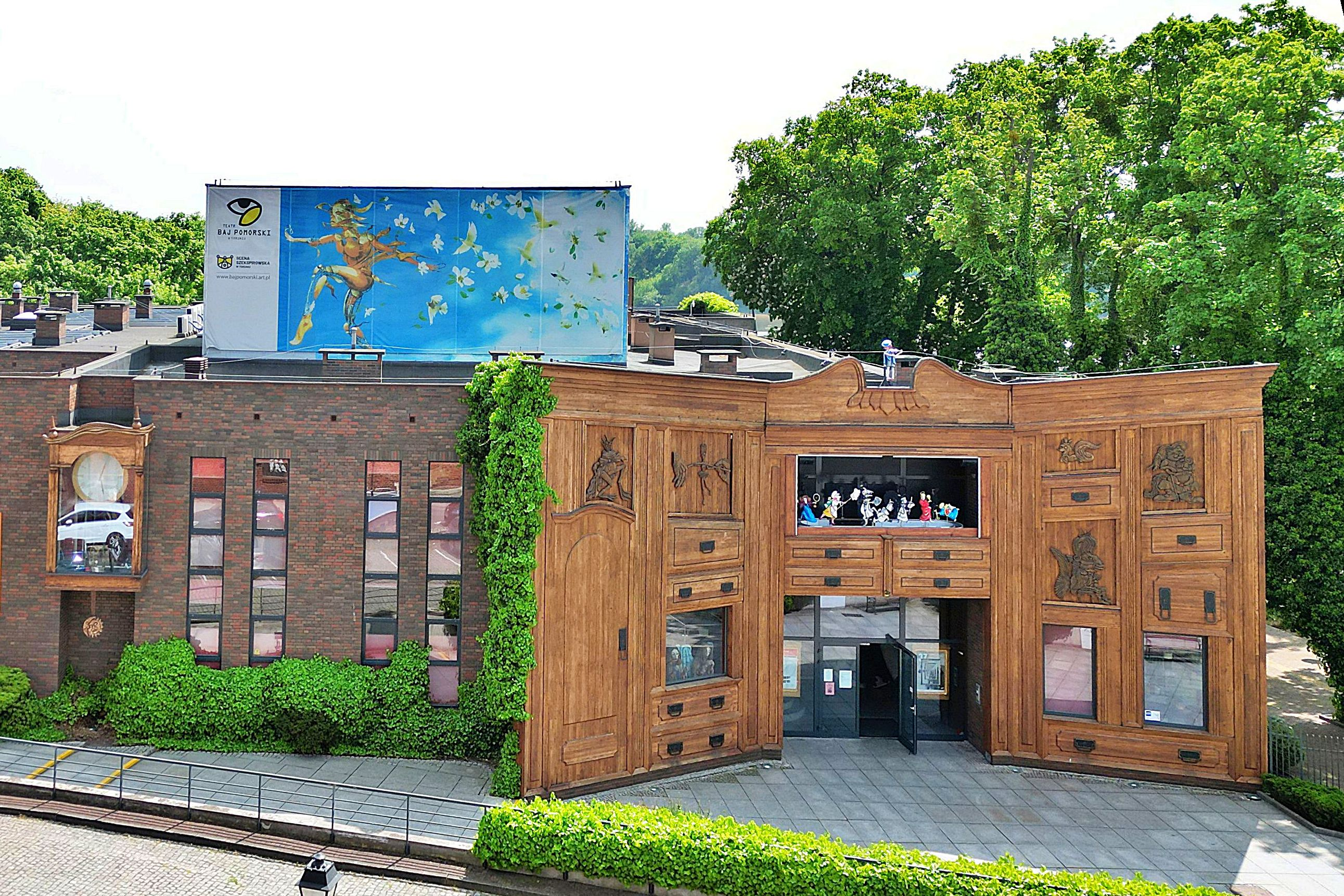
Teatr Baj Pomorski

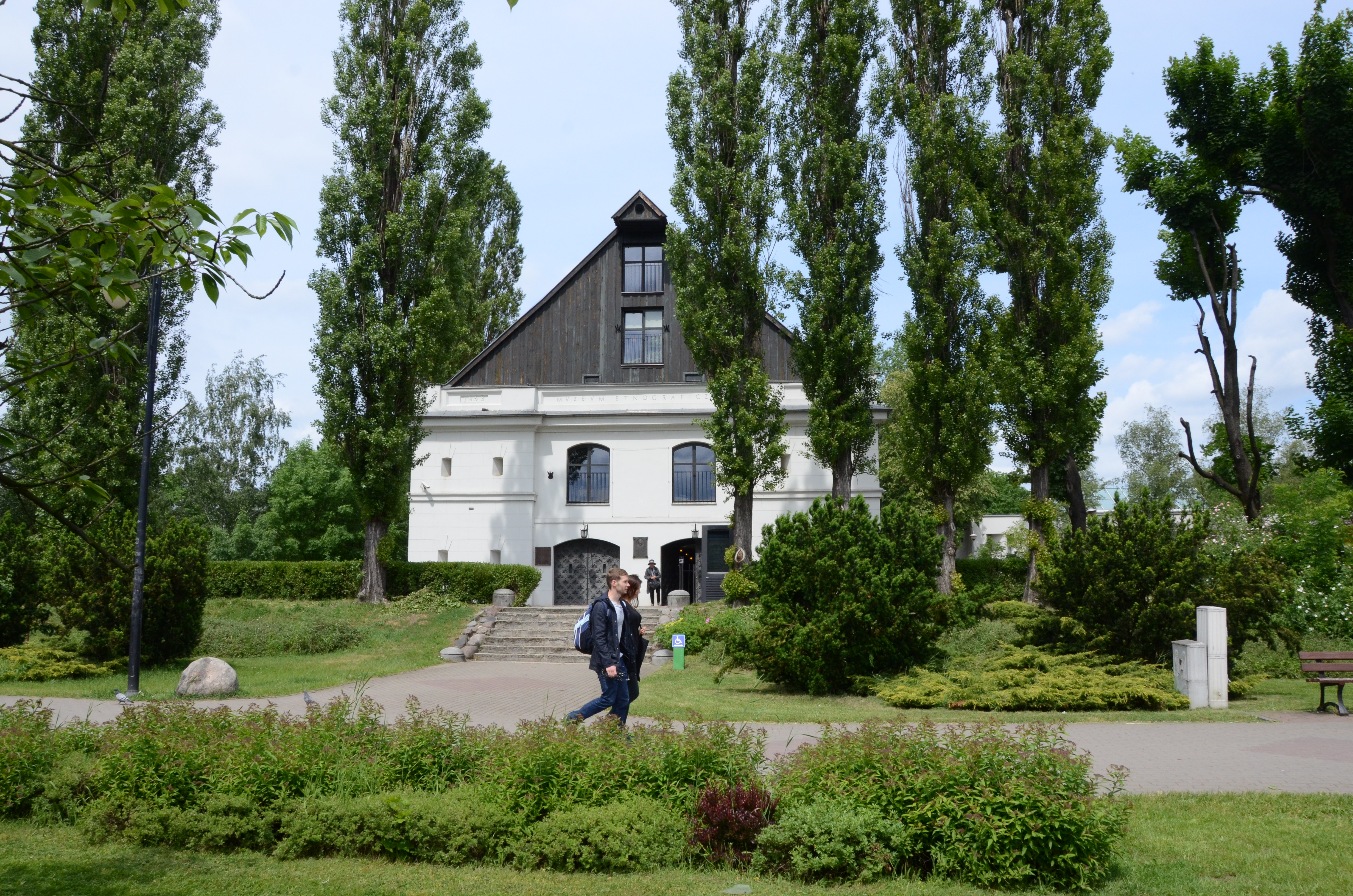
Muzeum Etnograficzne im. Marii Znamierowskiej-Prüfferowej

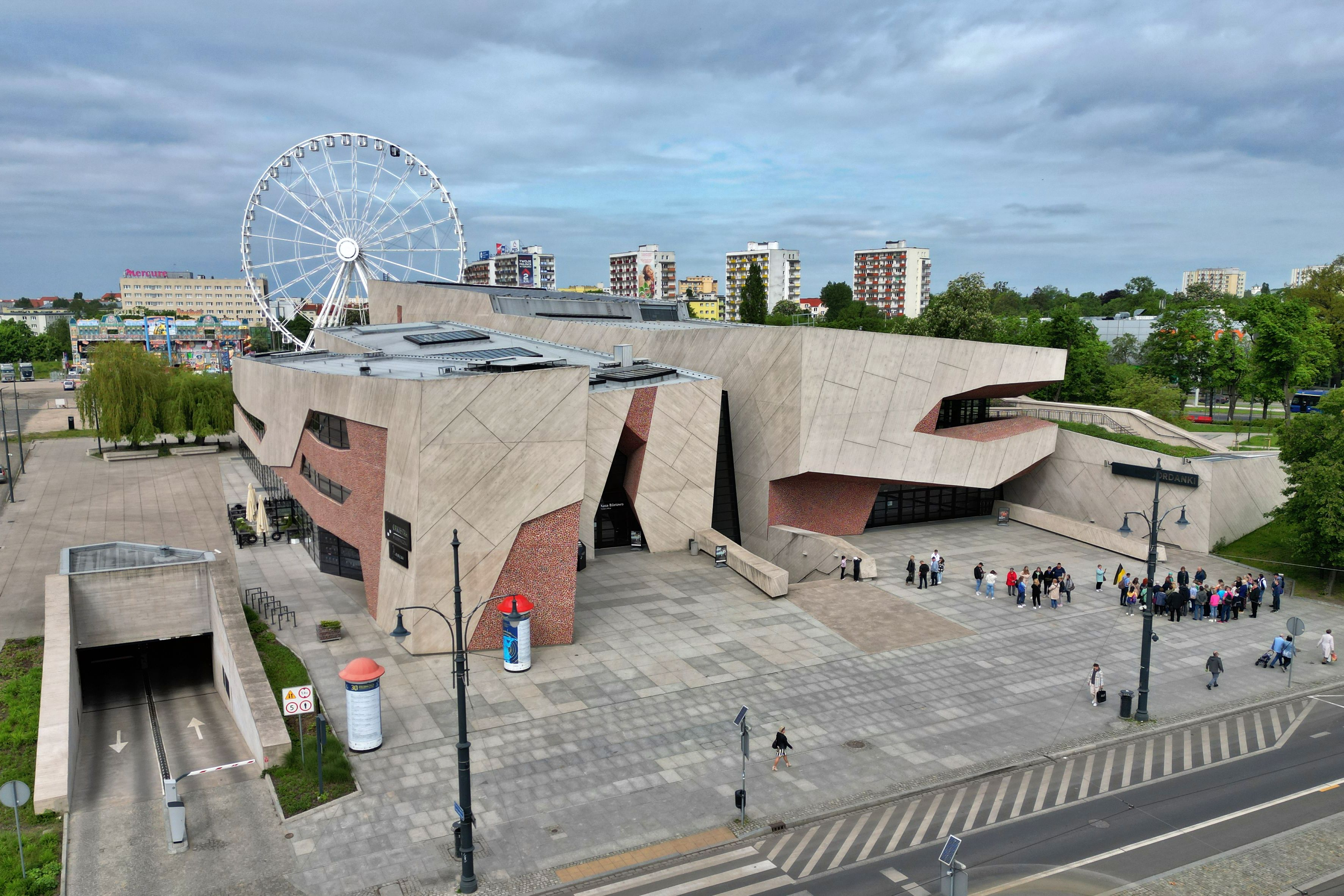
Centrum Kulturalno-Kongresowe Jordanki

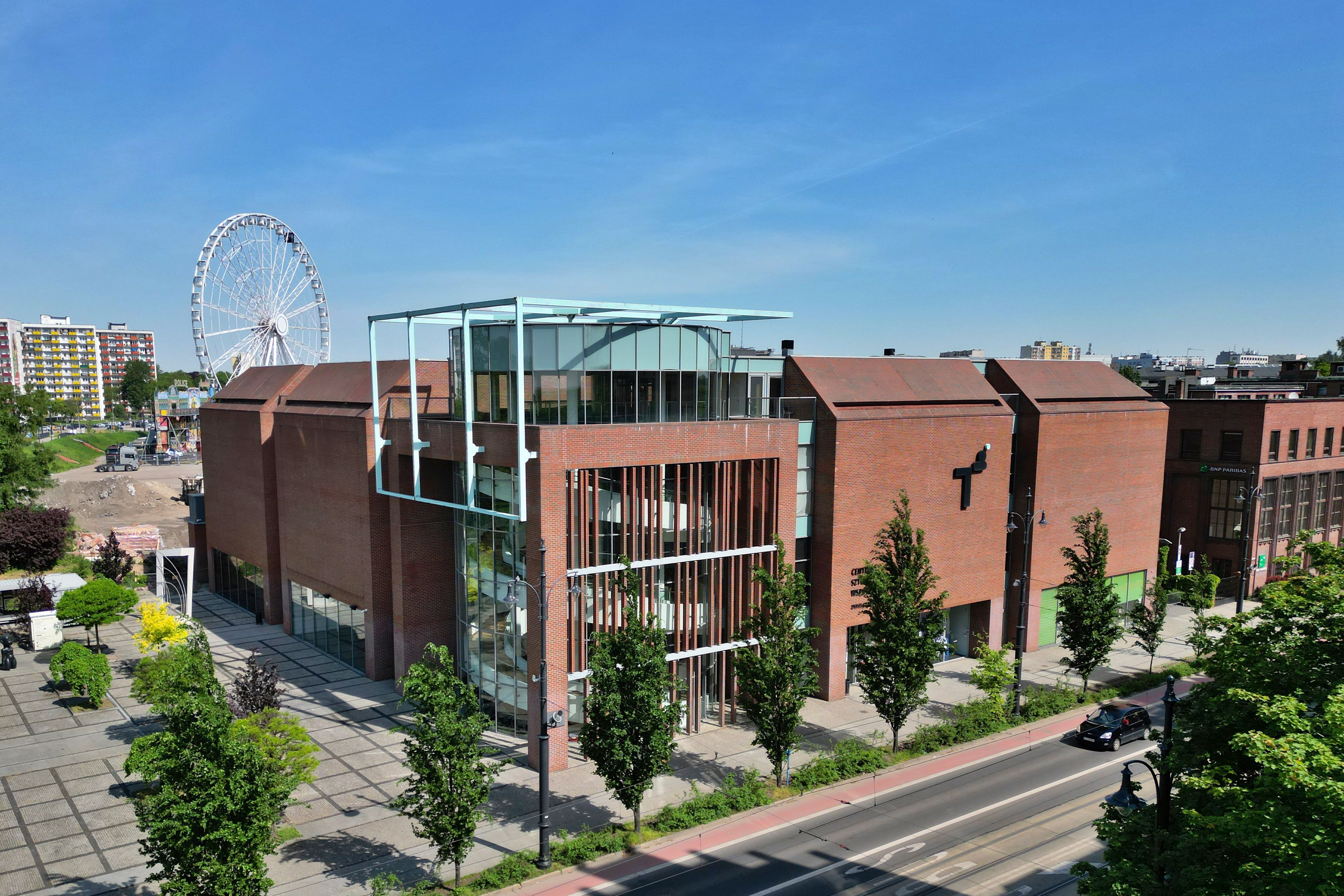
Centrum Sztuki Współczesnej Znaki Czasu

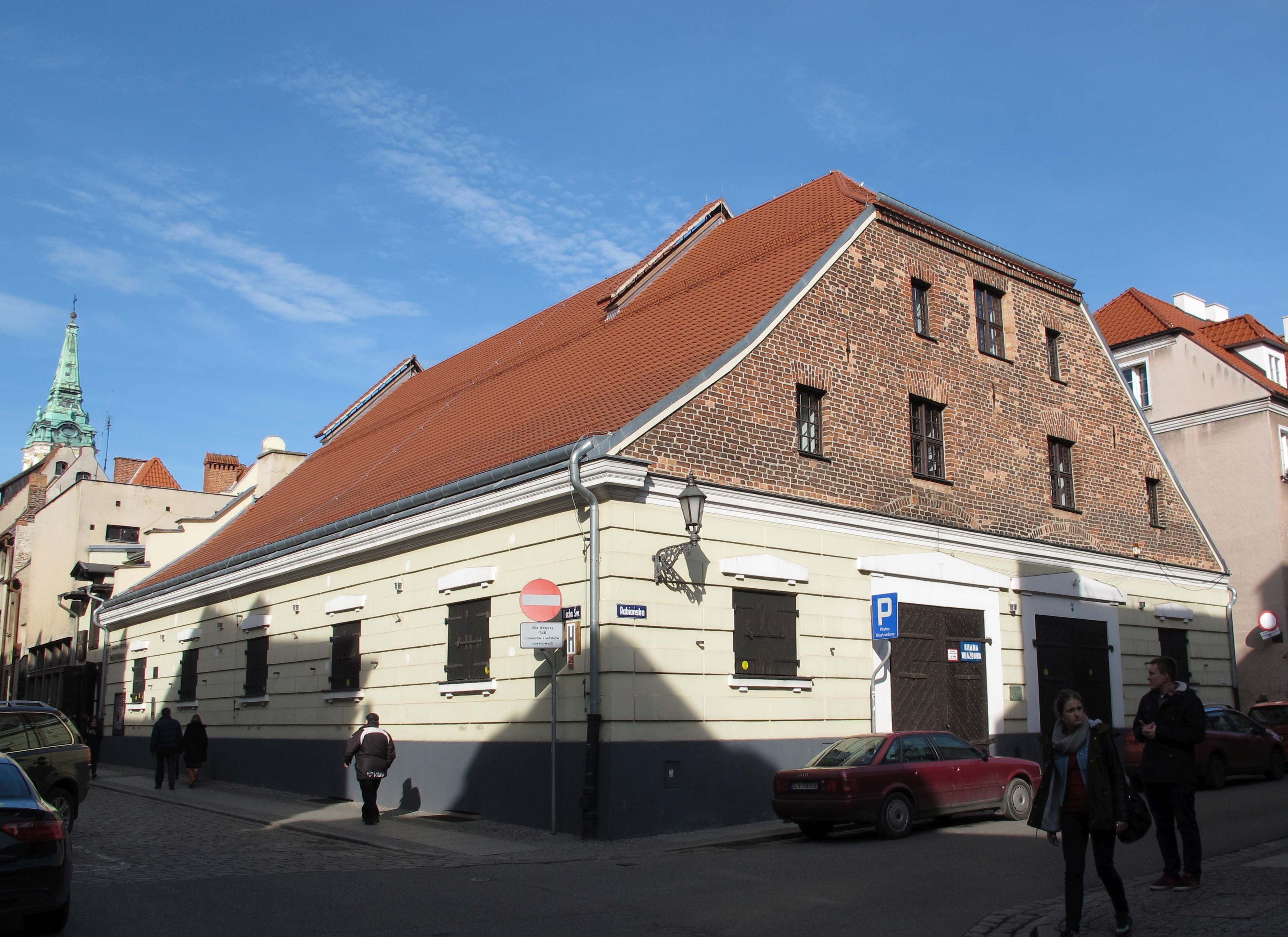
Galeria Sztuki Wozownia

Toruńska Orkiestra Symfoniczna

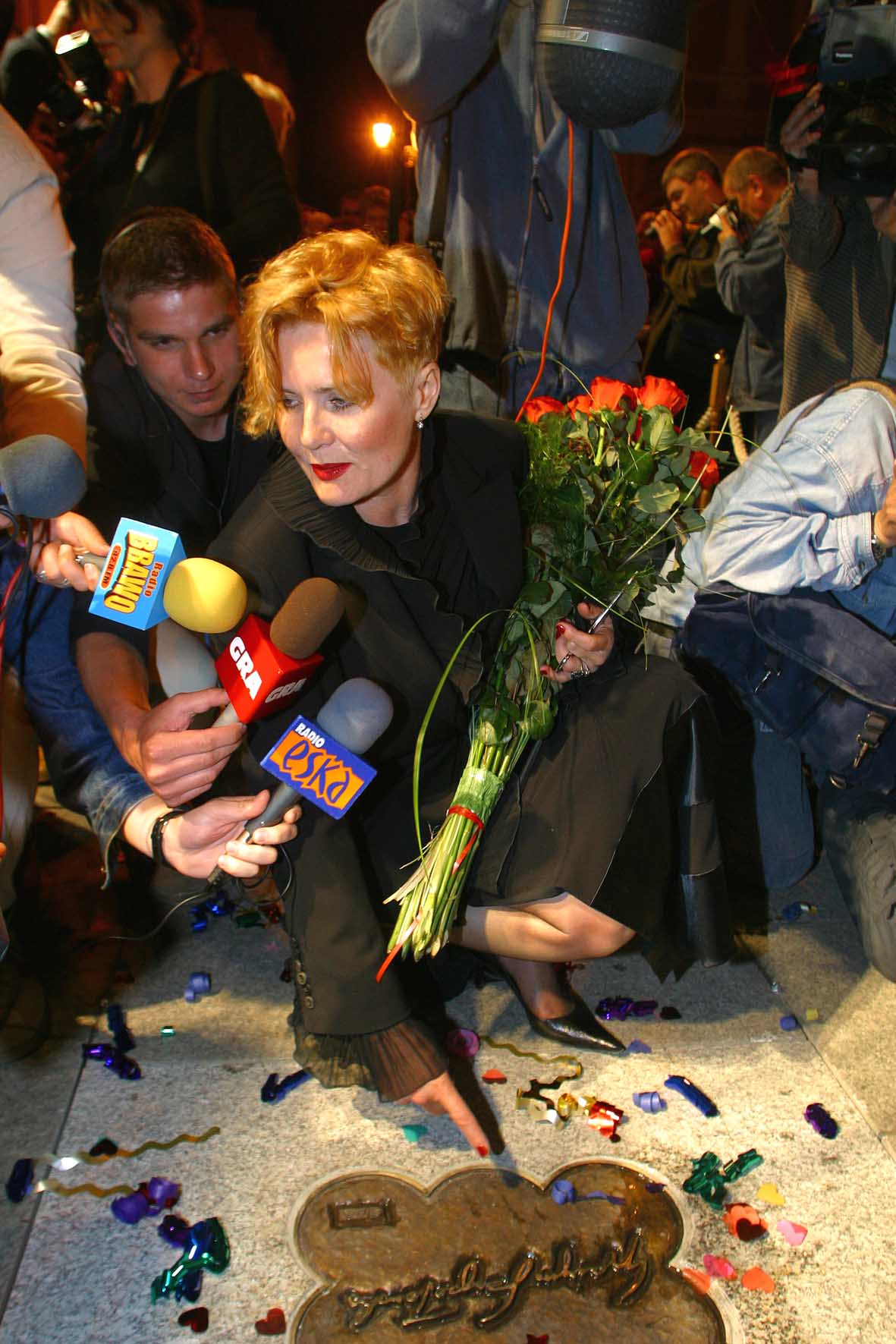
Grażyna Szapołowska otwierająca Piernikową Aleję Gwiazd, 2003

### Teatry
Tradycje teatralne sięgają XVI wieku. W tym czasie Gimnazjum Akademickie oraz kolegium jezuickie wystawiały własne sztuki.
W 1904 roku przy placu Teatralnym wzniesiono Stadttheater Thorn, będący najstarszym budynkiem teatralnym w Toruniu. Pierwotnie był to teatr niemiecki, który w swoim założeniu miał chronić kulturę niemiecką przed polską. Po powrocie Torunia do Polski utworzono w nim Państwowy Teatr Narodowy, będący pierwszym teatrem publicznym w Polsce. Pierwszą wystawioną sztuką była Zemsta Aleksandra Fredry. W 1960 roku teatr przyjął imię Wilama Horzycy, na cześć dyrektora teatru w latach 1945–1948.
Od 1946 roku przy ul. Piernikarskiej 9 działa Teatr Baj Pomorski, do 1992 roku noszący nazwę Państwowy Teatr Lalki i Aktora „Baj Pomorski”. Teatr powstał w 1945 roku w Bydgoszczy z inicjatywy Ireny Pikiel-Samorewiczowej, rok później został przeniesiony do Torunia.
W Toruniu działają również: Kujawsko-Pomorski Teatr Muzyczny, będący jedynym w województwie kujawsko-pomorskim teatrem prezentującym spektakle muzyczne), Teatr Wiczy (od 1991 roku, pierwotnie działający w Brodnicy), Teatr Vaška, Teatr Impresaryjny „Afisz”, Teatr „Scena Młodych Studio ’P’” (w ramach Młodzieżowego Domu Kultury). W latach 1950–2019 działał również Teatr Lalek „Zaczarowany Świat”.
W Toruniu organizowane są festiwale: Międzynarodowy Festiwal Teatralny „Kontakt” (co dwa lata), Alternatywne Spotkania Teatralne „Klamra”, Międzynarodowy Festiwal Teatrów Lalek „Spotkania”, Toruńskie Spotkania Teatrów Jednego Aktora (corocznie).

### Kina
Do ważniejszych kin w Toruniu należą: Cinema City (przy Czerwonej Drodze 1-6 oraz w centrum handlowym Toruń Plaza przy ul. Broniewskiego 90), CAMERIMAGE przy Rynku Nowomiejskim 28, Centrum w Centrum Sztuki Współczesnej Znaki Czasu przy ul. Wały gen. Sikorskiego 13 oraz Kino Studenckie „Niebieski Kocyk” przy ul. Gagarina 37a.

### Imprezy
Miasto jest organizatorem różnorodnych wydarzeń kulturalnych, koncertów i festiwali. Od 1991 roku odbywa się organizowany przez Teatr im. Wilama Horzycy Międzynarodowy Festiwal Teatralny „Kontakt”. Teatr niezależny reprezentuje Alternatywne Spotkania Teatralne „Klamra”, organizowany od 1993 roku. W 2002 roku rozpoczęto organizację festiwalu Tofifest, prezentującego kino niezależne. Od 1994 roku organizowane jest Międzynarodowy Festiwal Teatrów Lalek „Spotkania” (do 2007 roku: Międzynarodowe Toruńskie Spotkania Teatrów Lalek), będący jednym z najstarszych festiwali lalkarskich w Polsce. Podczas festiwalu prezentowane są spektakle teatralne dla dzieci i dorosłych.
Z imprez i festiwali muzycznych działają: Song of Songs Festival (w latach 1998–2010 i ponownie od 2017) Międzynarodowy Festiwal „Nova Muzyka i Architektura” (od 1996; organizowany przez Toruńską Orkiestrę Symfoniczną), Festiwal Muzyki i Sztuki Krajów Bałtyckich „Probaltica” (od 1994), Świętojański Festiwal Organowy (od 1985), CoCArt Music Festival (od 2008), Jazz Od Nowa Festival (od 2001), Toruń Blues Meeting (od 1990), Afryka Reggae Festival (najstarszy festiwal reggae w Polsce organizowany od 1991). Spośród wyżej wymienionych trzy ostatnie festiwale organizuje Akademickie Centrum Kultury i Sztuki „Od Nowa”. Ponadto w latach 2001–2019 w Toruniu i Bydgoszczy odbył się festiwal Harmonica Bridge, poświęcony harmonijce ustnej.
W Toruniu jest organizowany również Ogólnopolski Konkurs Poetycki „O liść konwalii” im. Zbigniewa Herberta. W 2023 roku odbyła się 36. edycja konkursu.
Spośród imprez naukowych od 2002 roku organizowany jest Toruński Festiwal Nauki i Sztuki.
W 1995 roku odbyła się pierwsza edycja Toruńskiego Festiwalu Książki. W 2022 roku wydarzenie zostało przemianowane na Toruński Festiwal Słów.
Sztuki plastyczne reprezentowane są przez: Międzynarodowe Triennale Grafiki „Kolor w grafice” (od 1982), Dzieło Roku (w zależności od źródeł odbył się w latach 60. XX wieku lub od 1974), a także Międzynarodowy Konkurs Twórczości Plastycznej Dzieci i Młodzieży „Zawsze zielono, zawsze niebiesko” (od 1980).
Ponadto w Toruniu odbywają się również Dni Torunia, będące cyklem wydarzeń kulturalnych prezentujących historyczny i kulturalny profil miasta. Pierwsze Dni Torunia odbyły się w okresie międzywojennym. Podczas Dni Torunia odsłaniane są nowe plakietki wchodzące w skład Piernikowej Alei Gwiazd. W ramach Dni Torunia w Bazylice katedralnej św. Jana Chrzciciela i św. Jana Ewangelisty odbywa się msza w intencji miasta.

### Muzea
Najstarszym muzeum w Toruniu jest Muzeum Okręgowe, założone w lipcu 1861 roku. Muzeum składa się z ośmiu oddziałów: Ratusza Staromiejskiego (będącego główna siedzibą Muzeum), Dom Mikołaja Kopernika, Muzeum Historii Torunia w Domu Eskenów, Muzeum Sztuki Dalekiego Wschodu w Kamienicy pod Gwiazdą, Muzeum Toruńskiego Piernika, Muzeum Podróżników im. Tony’ego Halika, Muzeum Twierdzy Toruń i Biblioteki Naukowej.
Pozostałe muzea to:
- Muzeum Etnograficzne[240]
  - skansen etnograficzny przy Muzeum Etnograficznym (jedyny w kraju skansen w centrum miasta)
  - oddział muzeum w Kaszczorku – Zagroda Rybacko-Rolnicza
  - oddział muzeum w Wielkiej Nieszawce
- Muzeum Inżynierii Komunalnej Torunia[241]
- Centrum Sztuki Współczesnej Znaki Czasu[242]
- Żywe Muzeum Piernika w Toruniu[238]
- Muzeum Uniwersyteckie w Toruniu[238]
- Muzeum Artylerii w Toruniu (od 2013 roku wchodząca w skład Muzeum Wojsk Lądowych w Bydgoszczy)[243]
- Muzeum Motoryzacji w Toruniu (przy Zespole Szkół Samochodowych w Toruniu)[244][245]
- Muzeum Fortyfikacji Pancernej Twierdzy Toruń[246]
- Fort IV[247]
- Muzeum Diecezjalne w Toruniu[238]
- Dom PRL-u[248]
- Muzeum Rycerzy i Żołnierzyków[249]

### Muzyka
Z inicjatywy Konfraterni Artystów 7 kwietnia 1921 roku w Toruniu powołano stowarzyszenie Pomorskie Towarzystwo Muzyczne. Jej zadaniem było upowszechnienie kultury muzycznej i edukacji artystycznej na Pomorzu. Dzięki staraniom Pomorskiego Towarzystwa Muzycznego 1 września 1921 roku przy ul. Mostowej 6 otworzono Konserwatorium Muzyczne. Pomorskie Towarzystwo Muzyczne miało swoje oddziały w innych miastach województwa pomorskiego. Działalność stowarzyszenia przerwała II wojna światowa. Pomorskie Towarzystwo Muzyczne reaktywowano we wrześniu 1945 roku. W 1998 roku zawiesiło działalność, pracę wznowiło w 2012 roku. Na przestrzeni lat Konserwatorium Muzyczne było przekształcane w nowe placówki, od 1990 roku działa ono jako Zespół Szkół Muzycznych im. Karola Szymanowskiego.
W 1936 roku w Toruniu powstała orkiestra symfoniczna. Ponadto tuż przed wybuchem wojny podjęto nieudaną próbę wybudowania Filharmonii Pomorskiej dla orkiestry. Działalność orkiestry przerwała II wojna światowej, po 1945 roku orkiestra została na chwilę reaktywowana. Ze względu na przeniesienie siedziby województwa pomorskiego do Bydgoszczy część muzyków z dawnej orkiestry opuściła Toruń. W 1978 roku powstała Toruńska Orkiestra Kameralna, którą w 2006 roku przekształcono w Toruńską Orkiestrę Symfoniczną. Od 2015 roku siedzibą Toruńskiej Orkiestry Symfonicznej jest Centrum Kulturalno-Kongresowe Jordanki.
W 1991 roku założono zespół kameralny Multicamerata.
Działalnością muzyczną w Toruniu prowadzi również Kujawsko-Pomorski Teatr Muzyczny, założony w styczniu 2014 roku.
Oprócz zespołów instrumentalnych w Toruniu działa kilka chórów, m.in.: Chór „Lutnia” (od 1898 roku), Chór Akademicki Uniwersytetu Mikołaja Kopernika (od 1979 roku), Toruński Chór Nauczycielski „Con Anima” (od 1985 roku).
Z Toruniem wywodzą się zespoły: Republika, Kobranocka, Bikini, Rejestracja, Nocna Zmiana Bluesa, Butelka, Sofa, Manchester, Ørganek. Z Toruniem związany jest także Sławek Uniatowski.

### Galerie
W Toruniu swoją siedzibę ma kilkanaście galerii. Najstarszą i największą jest działająca od 1950 roku Galeria Sztuki Wozownia prezentująca dzieła współczesnych artystów na ekspozycjach indywidualnych i zbiorowych oraz prowadzące wykłady i prezentacje na temat różnych dziedzin sztuk. W 1964 roku założono Galerię i Ośrodek Plastycznej Twórczości Dziecka, a w 2008 roku Centrum Sztuki Współczesnej „Znaki Czasu”, będące największym muzeum sztuki współczesnej w mieście. Ponadto w Toruniu znajdują się: Galeria Rusz, Galeria Domu Muz i Fotogaleria, Galeria Forum, Mała Galeria Fotografii ZPAF, Galeria Sztuki Wozownia, Galeria Omega im. Marka Hoffmanna, Wirtualna Galeria 21 Wieku, Galeria Miłość.

## Oświata i nauka
W Torunia działa 26 szkół podstawowych, Ogólnokształcąca Szkoła Muzyczna (I i II stopnia), dwie specjalne szkoły podstawowe, jedna szkoła podstawowa dla dorosłych, jedenaście liceów, osiem techników, sześć szkół branżowych, Szkoła Specjalna Przysposabiająca do Pracy, Liceum Ogólnokształcące dla Dorosłych i Szkoła Policealna dla Dorosłych. W Toruniu znajduje się 18 przedszkoli miejskich.

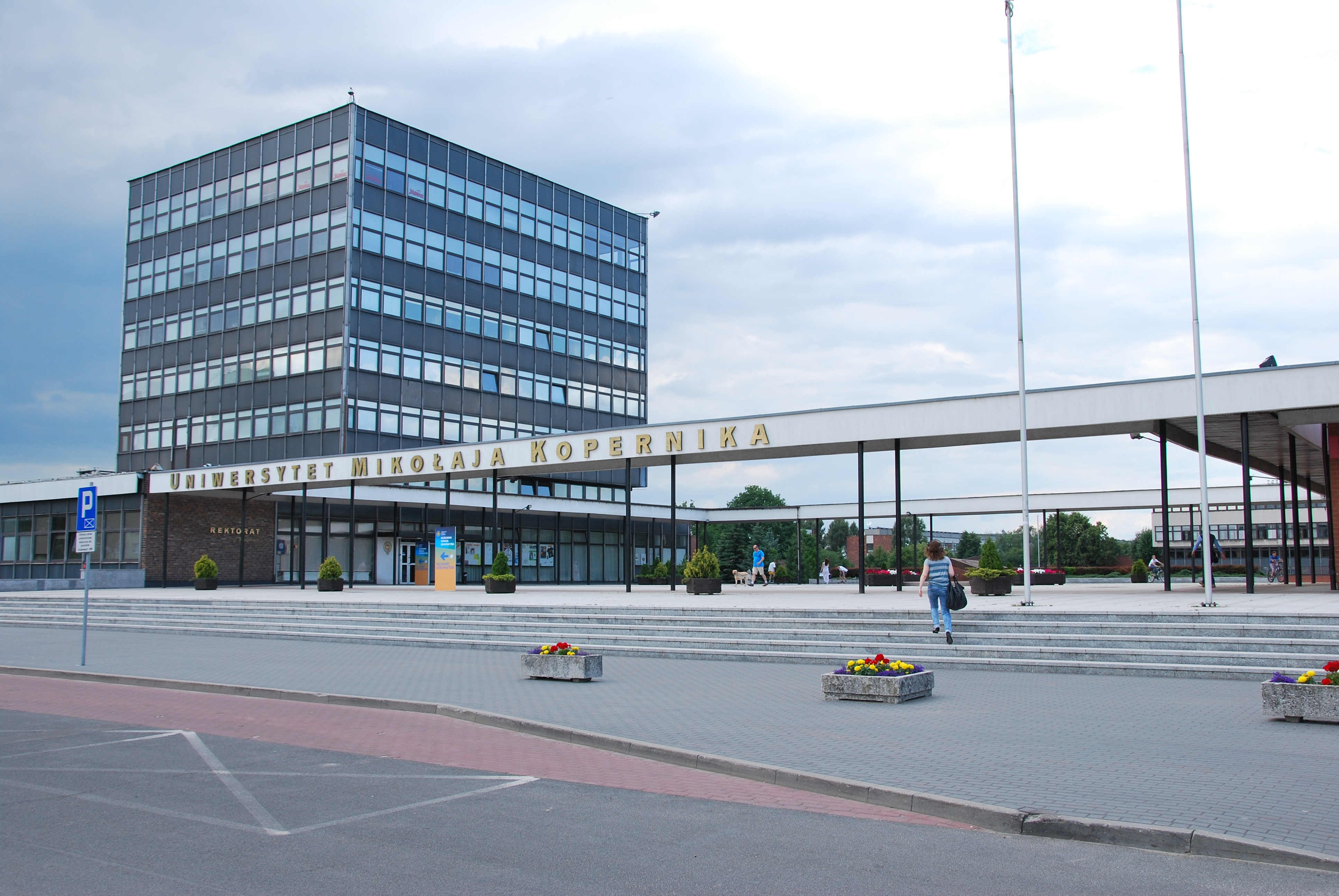
Rektorat Uniwersytetu Mikołaja Kopernika w Toruniu

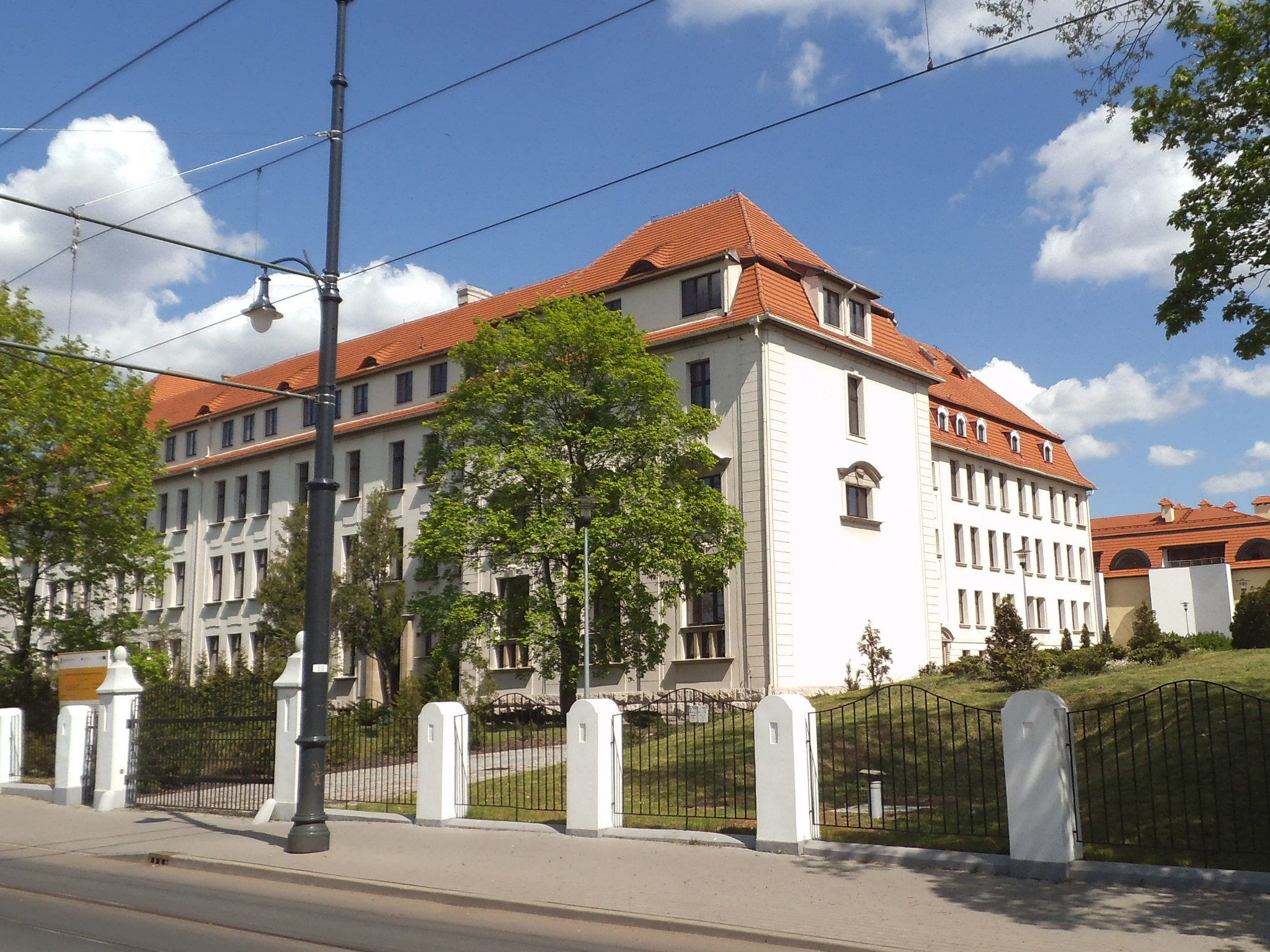
Wyższe Seminarium Duchowne

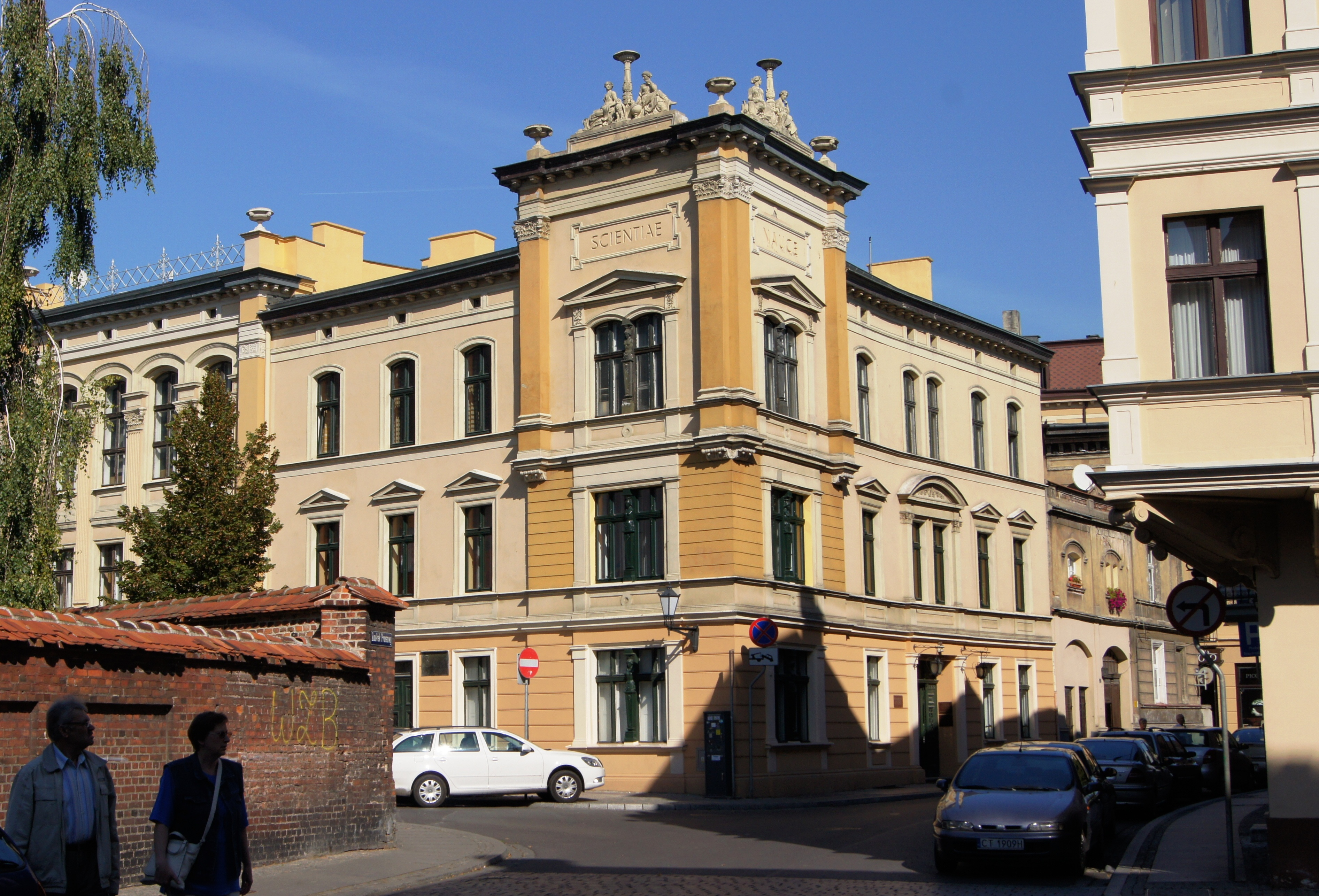
Siedziba Towarzystwa Naukowego w Toruniu

W 2019 roku w mieście działało pięć uczelni, publiczne Uniwersytet Mikołaja Kopernika w Toruniu oraz Wyższe Seminarium Duchowne Diecezji Toruńskiej, a także niepubliczne: Uniwersytet WSB Merito, Akademia Kultury Społecznej i Medialnej w Toruniu oraz Akademia Jagiellońska w Toruniu. Liczba studentów w roku akademickim 2019/20 wyniosła 31 138 (19 479 na studiach stacjonarnych, 11 659 na studiach niestacjonarnych), a absolwentów 7552 (4 909 na studiach stacjonarnych, 2643 na studiach niestacjonarnych). Liczba nauczycieli akademickich pełnozatrudnionych Uniwersytetu Mikołaja Kopernika w Toruniu w roku akademickim 2019/20 wynosiła 1980 osób: 768 profesorów, 36 docentów i adiunktów dr hab. oraz 1176 pozostałych pracowników (podane wartości uwzględniają również pracowników zatrudnionych w Collegium Medicum w Bydgoszczy).
W Toruniu mieszczą się siedziby następujących oddziałów Polskiej Akademii Nauk: Centrum Astronomicznego im. Mikołaja Kopernika, Instytutu Geografii i Przestrzennego Zagospodarowania im. S. Leszczyńskiego. Zakład Zasobów Środowiska i Geozagrożeń, Instytutu Badań Literackich PAN. Pracowni Słownika Polszczyzny XVI wieku. Ponadto od 1875 roku w Toruniu działa Towarzystwo Naukowe w Toruniu, zajmujące się rozwojem nauki i kultury w mieście i posiadające sześć wydziałów.

## Biblioteki

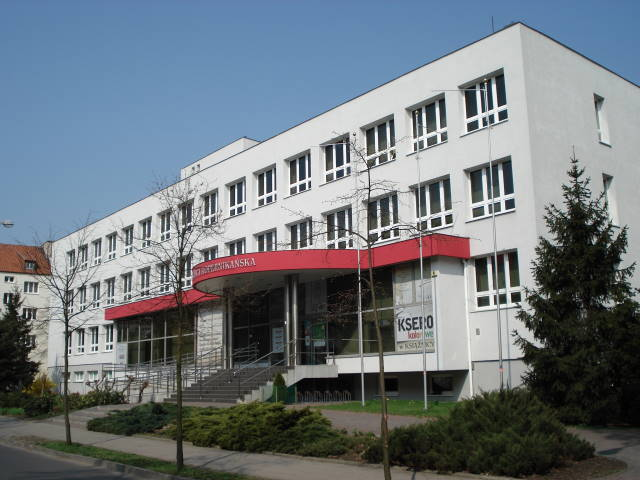
Siedziba Wojewódzkiej Biblioteki Publicznej – Książnicy Kopernikańskiej przy ul. Słowackiego

Najstarsze biblioteki w Toruniu mieścił się w szkole miejskiej przy kościele św. Janów oraz przy klasztorach franciszkanów i dominikanów. Biblioteki prowadzone przez zakonników były udostępniane uczniom szkół przyklasztornych oraz mieszczanom. W XVI wieku powstały biblioteki przy Gimnazjum Akademickim (w 1594), kolegium jezuickim i Radzie Miasta. Biblioteka Gimnazjum Akademickiego była pierwszą typową biblioteką publiczną w mieście. W XVII wieku biblioteka posiadała ok. 10 tys. woluminów. Bibliotekę zasilały dary, toruńskie drukarnie oddawały egzemplarz obowiązkowy na rzecz Biblioteki, Rada miejska regularnie kupował nowe książki dla Biblioteki. Podczas wojen napoleońskich większość zbiorów z Biblioteki Gimnazjum Akademickiego przepadło (prawdopodobnie w wyniku kradzieży). Zbiory biblioteki Gimnazjum Akademickiego znajdują się obecnie w Wojewódzkiej Bibliotece Publicznej – Książnicy Kopernikańskiej w Toruniu.
Głównymi działającymi obecnie bibliotekami w Toruniu są Biblioteka Uniwersytecka oraz Wojewódzka Biblioteka Publiczna – Książnica Kopernikańska w Toruniu. Książnica Kopernikańska powstała w 1923 roku. Od 1973 roku jej główna siedziba mieści się przy ul. Słowackiego. Biblioteka Główna Uniwersytetu Mikołaja Kopernika w Toruniu powstała w 1945 roku, działalność rozpoczęła w maju 1947 roku. Od 1973 roku mieści się w miasteczku akademickim na Bielanach. Biblioteka Główna wraz z bibliotekami wydziałowymi z Torunia i Bydgoszczy tworzą Bibliotekę Uniwersytecką, wspólną sieć biblioteczno-informacyjną.

## Media

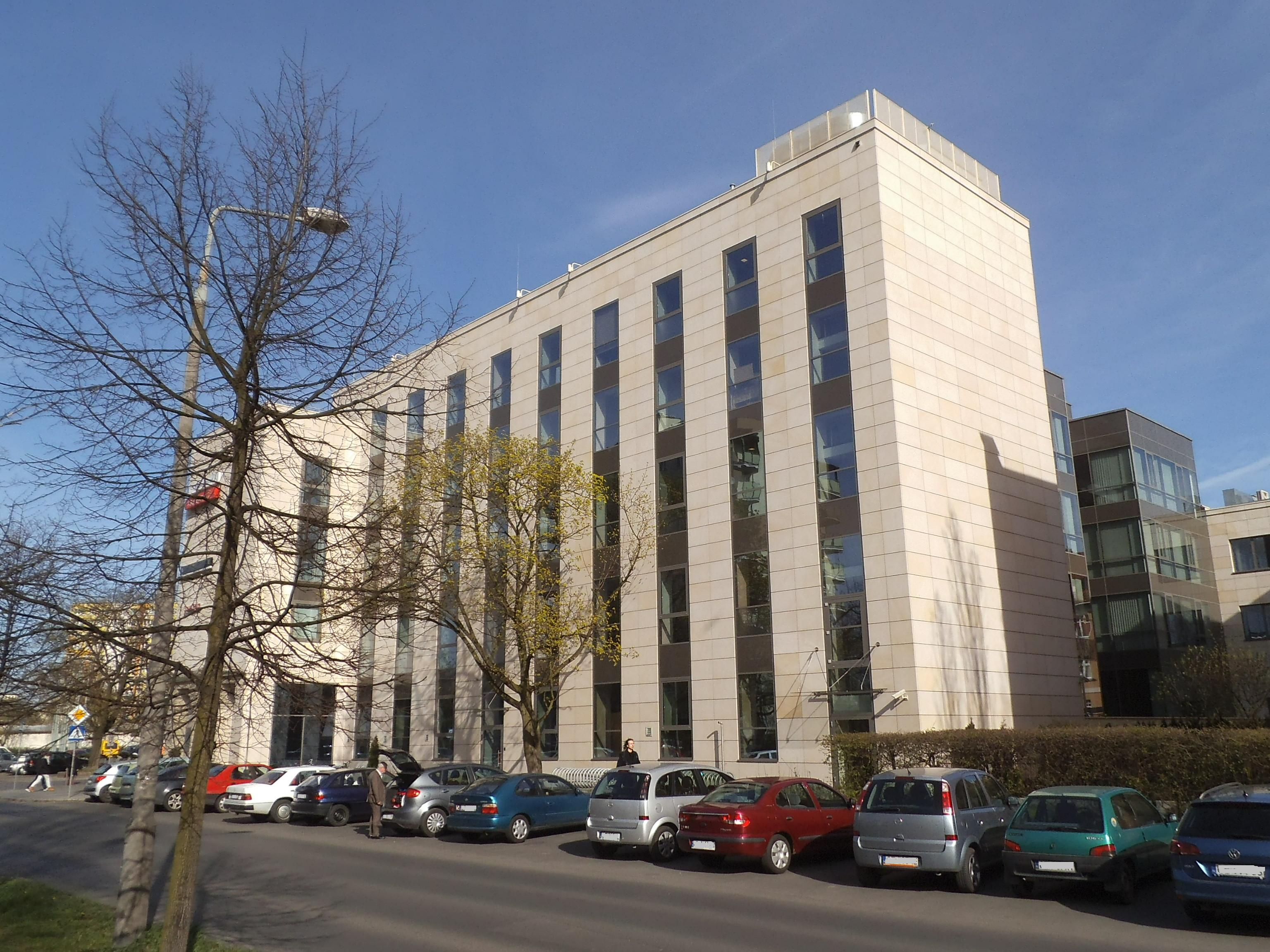
Biurowiec Orbita Business Park, w którym swoją siedzibę ma m.in. redakcja „Nowości”

W mieście znajduje się studio i biuro korespondenta telewizji TVN, a także siedziba Fundacji Lux Veritatis, do której należy Telewizja Trwam. W 2005 roku w Toruniu założono redakcję toruńską TVP S.A., stanowiącej część TVP3 Bydgoszcz. W 1991 roku Młodzieżowa Spółdzielnia Mieszkaniowa uruchomiła Telewizję Kablową Toruń, która rok później uruchomiła Telewizję Toruń. W 2016 roku Telewizja Toruń liczyła prawie 25. tys. abonentów oraz docierała do ok. 150 tys. torunian.
15 stycznia 1935 roku rozpoczęła działalność Pomorska Rozgłośnia Polskiego Radia. Od 1945 roku działała w strukturze Polskiego Radia w Bydgoszczy. Od lat 90. tradycje Rozgłośni Pomorskiej kontynuuje Polskie Radio Pomorza i Kujaw mające w Toruniu siedzibę przy ul. Ślusarskiej 5. Ponadto w mieście swoją siedzibę ma ogólnopolskie katolickie Radio Maryja. Toruń jest także siedzibą innych lokalnych rozgłośni radiowych m.in. Radio Gra i Radia Sfera UMK.
W mieście wydawany jest dziennik „Nowości Dziennik Toruński”.

## Opieka zdrowotna

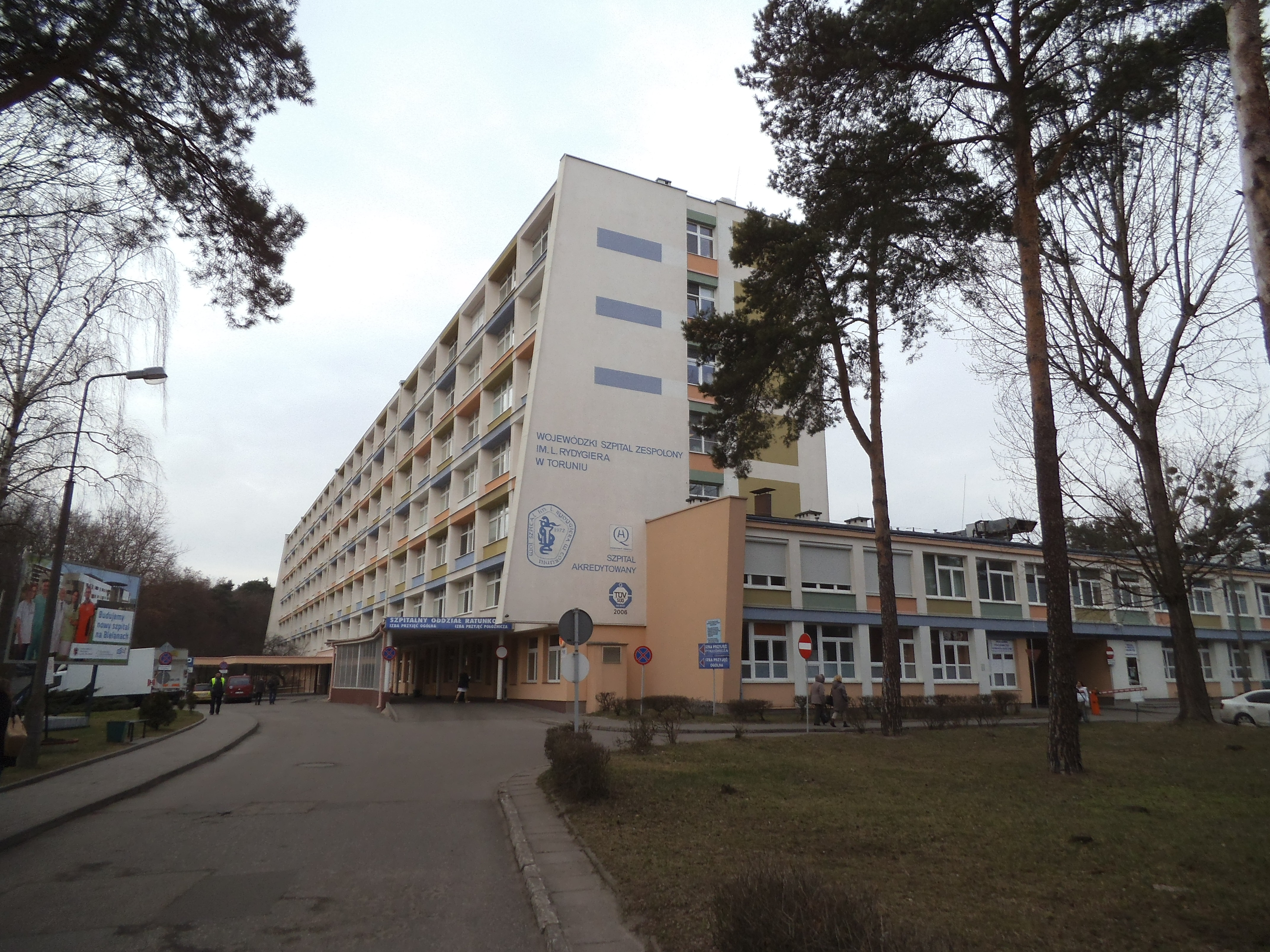
Wojewódzki Szpital Zespolony im. L. Rydygiera

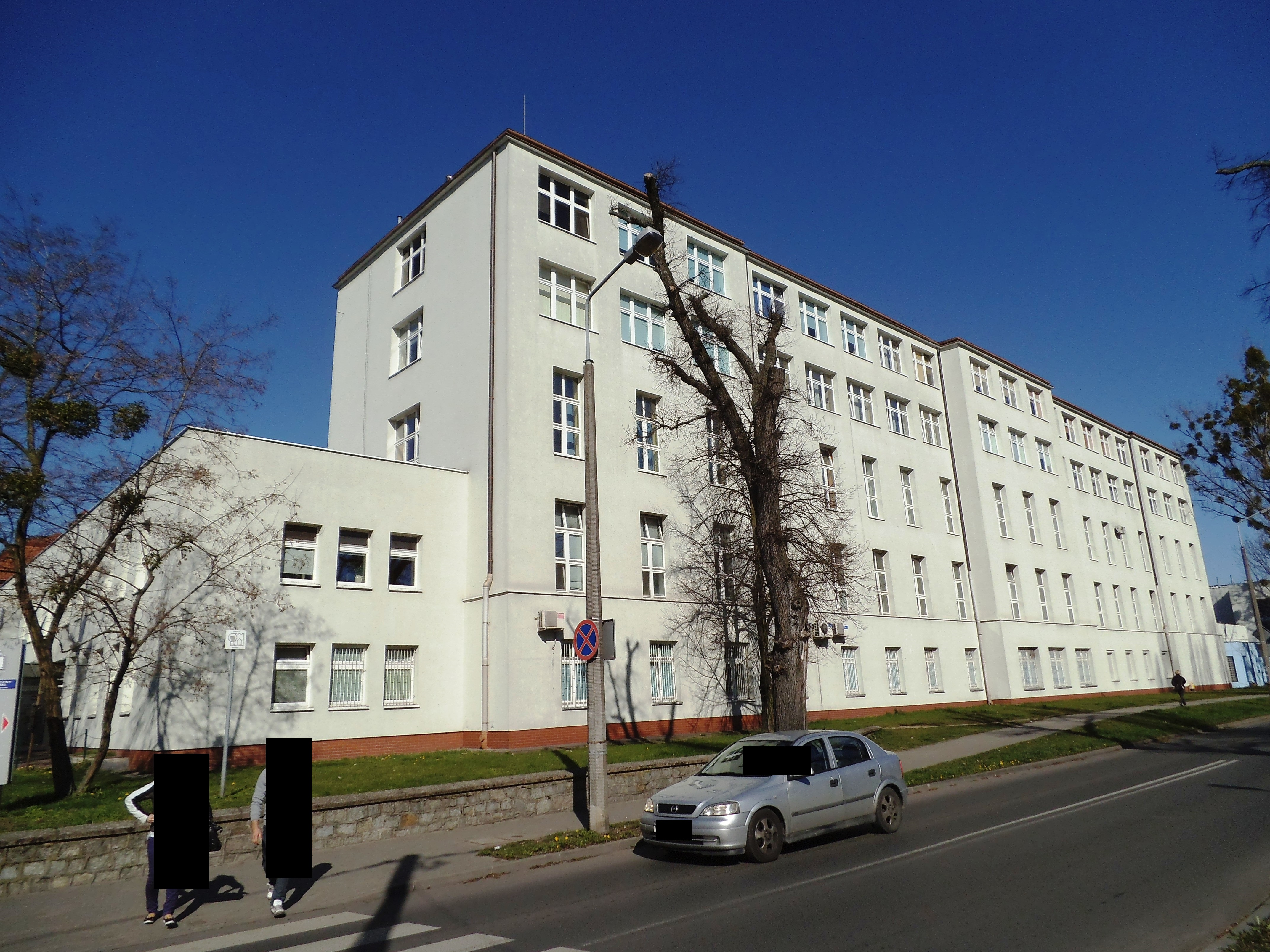
Specjalistyczny Szpital Miejski

Według Raportu o stanie miasta, w 2019 roku w Toruniu działały trzy szpitale: (Wojewódzki Szpital Zespolony im. Ludwika Rydygiera, Szpital Miejski im. Mikołaja Kopernika oraz MATOPAT Szpital Specjalistyczny Niepubliczny), 31 ośrodków podstawowej opieki zdrowotnej oraz 330 poradni specjalistycznych. Personel służby zdrowia składał się z 801 lekarzy, 119 lekarzy stomatologów, 1356 pielęgniarek i 184 położonych. Liczba aptek wyniosła 72. Ponadto w mieście znajduje się także Wojewódzki Ośrodek Lecznictwa Psychiatrycznego.
W 2019 roku stwierdzono 2134 zgonów. Ich główną przyczyną były choroby nowotworowe (31,5% zgonów) i choroby układu krążenia (30,5%). Stwierdzono schorzenia u 90 783 mieszkańców Torunia w wieku 0-18 i 729 941 mieszkańców powyżej 19 roku życia. Głównymi problemami zdrowotnymi dzieci i młodzieży była astma oskrzelowa, zniekształcenie kręgosłupa, otyłość oraz zaburzenia refrakcji i akomodacji oka. U osób dorosłych dominowały choroby układu mięśniowo-kostnego, choroby układu pokarmowego i obwodowego układu nerwowego.

## Bezpieczeństwo publiczne

### Policja
W Toruniu znajduje się Komenda Miejska Policji. Jej siedziba znajduje się przy ulicy Grudziądzkiej 17. Podlegają jej następujące komisariaty:
- Komisariat Policji w Chełmży (ul. Sądowa 2)
- Komisariat Policji w Dobrzejewicach (Dobrzejewice 65)
- Komisariat Policji Toruń Podgórz (ul. Poznańska 127/129)
- Komisariat Policji Toruń Rubinkowo (ul. Dziewulskiego 1)
- Komisariat Policji Toruń Śródmieście (ul. Polskiego Czerwonego Krzyża 2)
- Posterunek Policji w Złejwsi Wielkiej (ul. Słoneczna 10)

### Państwowa Straż Pożarna
W Torunia swoją siedzibę mają Komenda Miejska Państwowej Straży Pożarnej przy ul. Legionów 70/76 oraz Komenda Wojewódzka Państwowej Straży Pożarnej przy ulicy Prostej 32.

### Inne instytucje
Pozostałe instytucje to: Straż miejska, Wojewódzka Stacja Pogotowia Ratunkowego, Kujawsko-Pomorski Urząd Celno-Skarbowy, Rejonowe Wodne Ochotnicze Pogotowie Ratunkowe, placówka Żandarmerii Wojskowej podlegająca Oddziałowi Żandarmerii Wojskowej w Bydgoszczy, Posterunek Państwowej Straży Rybackiej w Toruniu podlegający Kujawsko-Pomorskiemu Urzędowi Wojewódzkiemu w Bydgoszczy, Nadleśnictwo Toruń i posterunek Straży Ochrony Kolei, podlegający Komendzie Regionalnej Straży Ochrony Kolei w Bydgoszczy.

## Garnizon toruński
Toruń jest siedzibą Garnizonu Toruń, który swoim zasięgiem obejmuje powiaty: aleksandrowski, golubsko-dobrzyński, lipnowski, rypiński, toruński i włocławski, część powiatu inowrocławskiego oraz miasta Toruń i Włocławek. w Toruniu swoje siedziby mają: Centrum Szkolenia Artylerii i Uzbrojenia, 1. Baza Materiałowo-Techniczna, 6. Samodzielny Oddział Geograficzny im. płk dypl. inż. Tadeusza Zieleniewskiego, Wojskowe Centrum Rekrutacji w Toruniu, Centrum Szkolenia Wojsk Obrony Terytorialnej, Archiwum Wojskowe. Ponadto Oddział Żandarmerii Wojskowej w Bydgoszczy posiada swoją placówkę w Toruniu.

## Religia

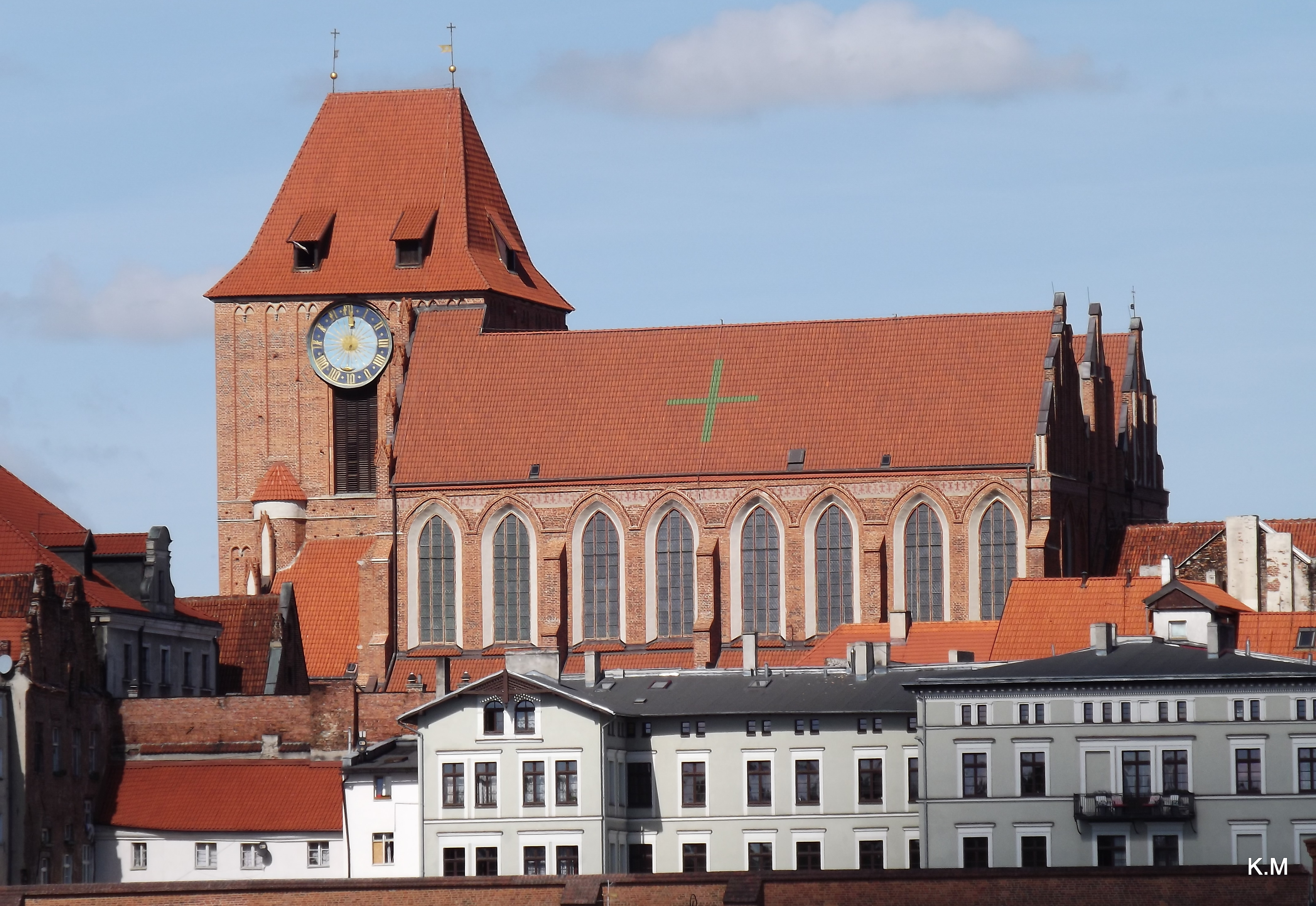
Bazylika katedralna św. Jana Chrzciciela i św. Jana Ewangelisty

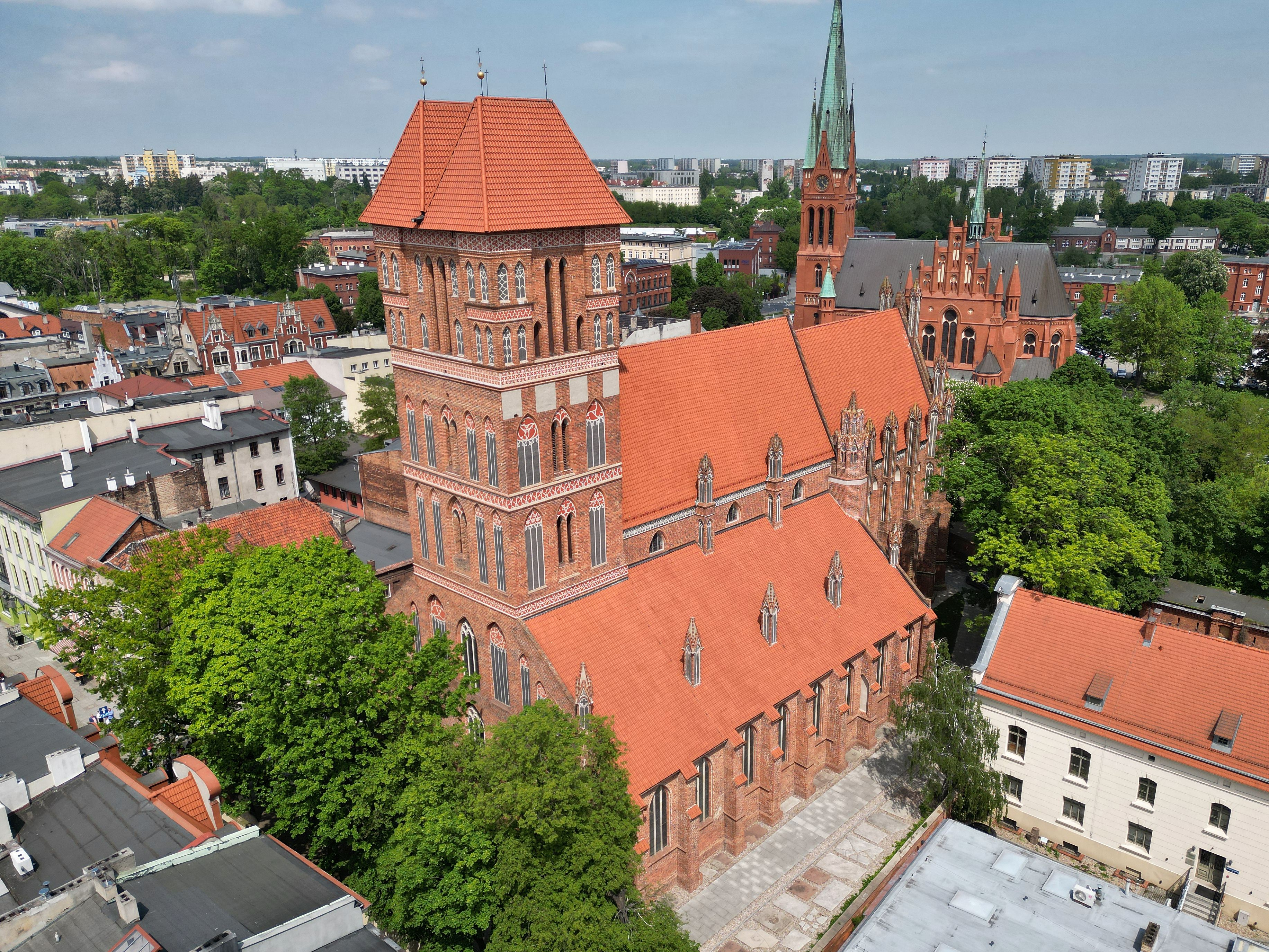
Kościół św. Jakuba

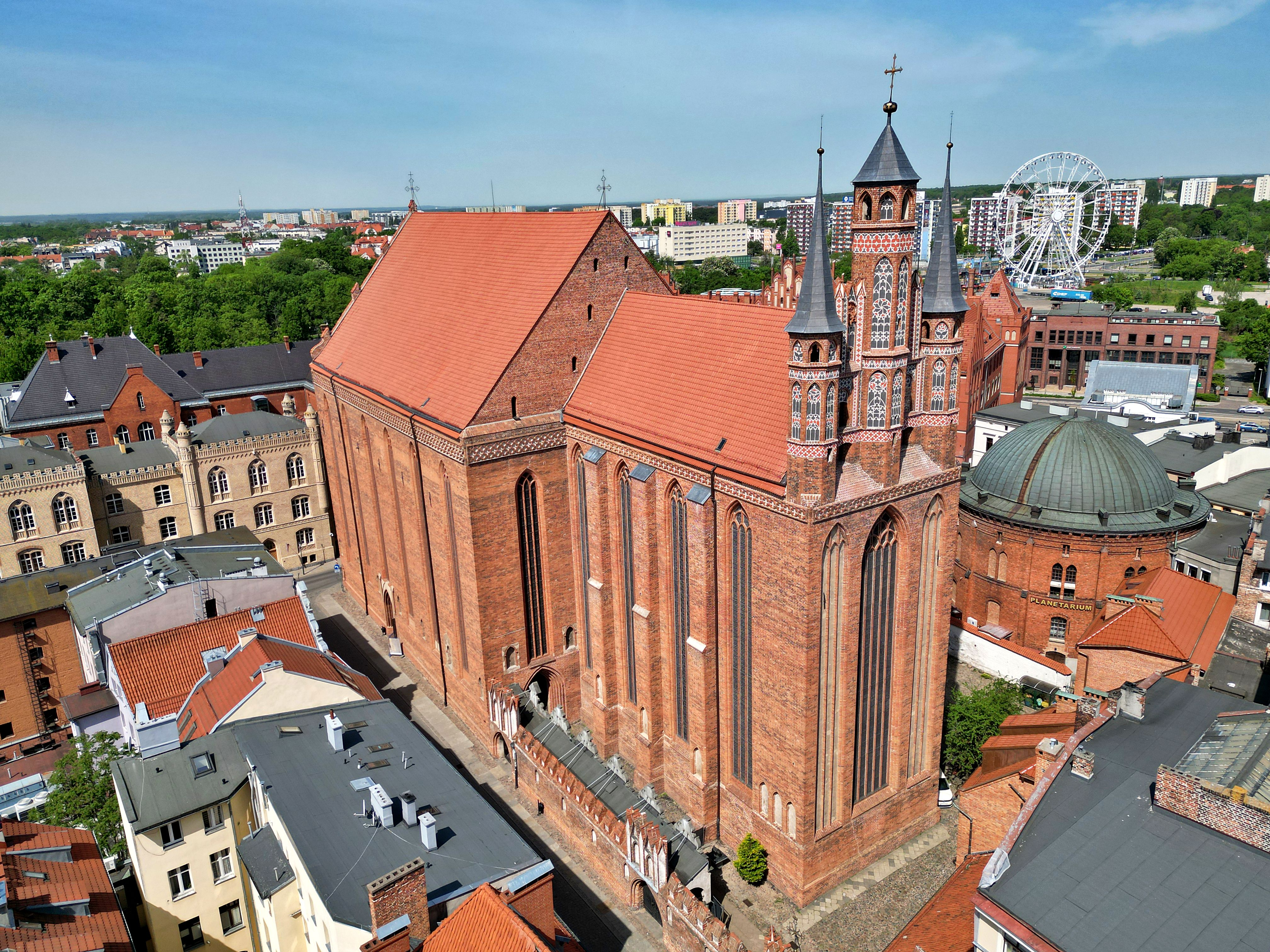
Kościół Wniebowzięcia Najświętszej Marii Panny

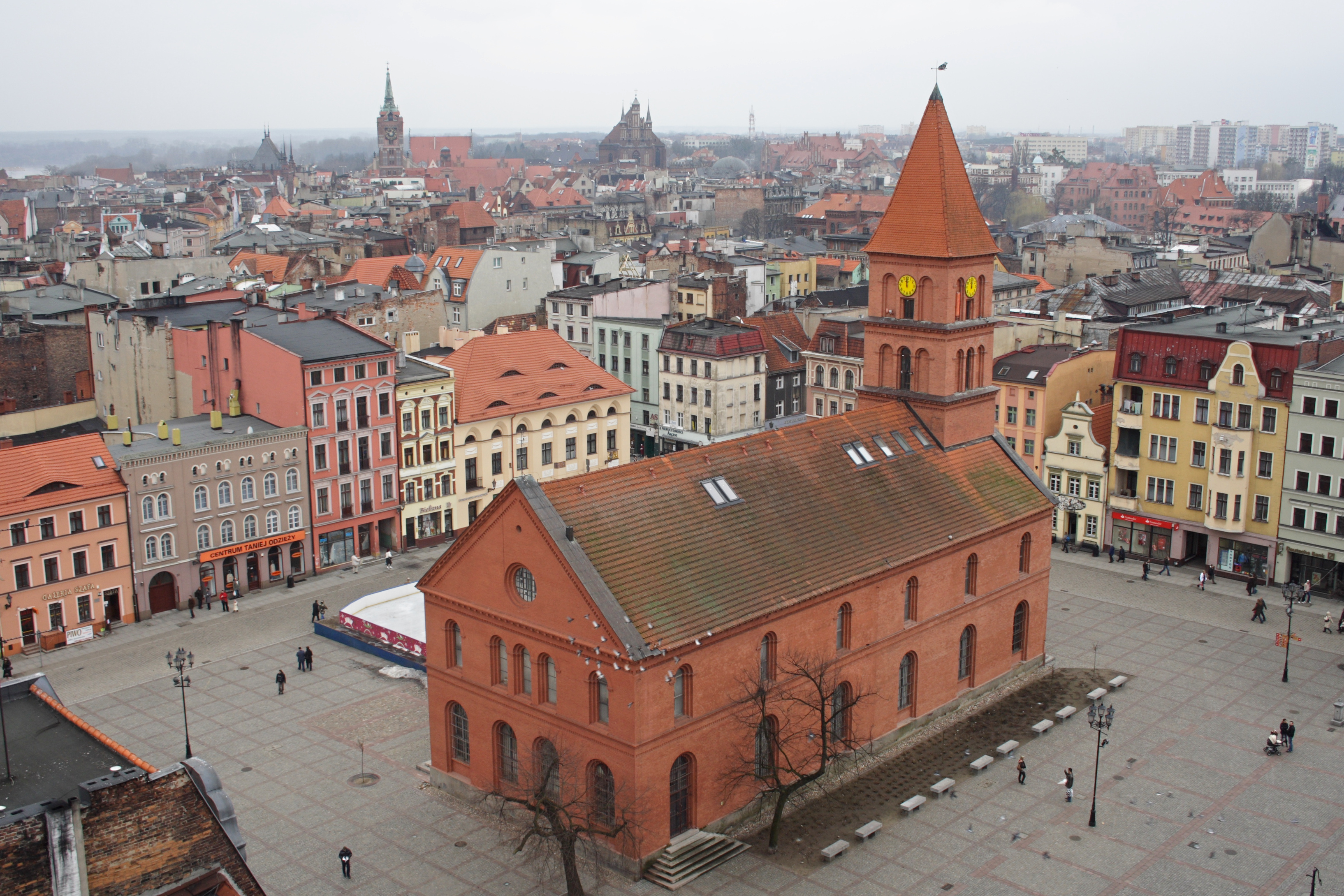
Dawny Kościół św. Trójcy

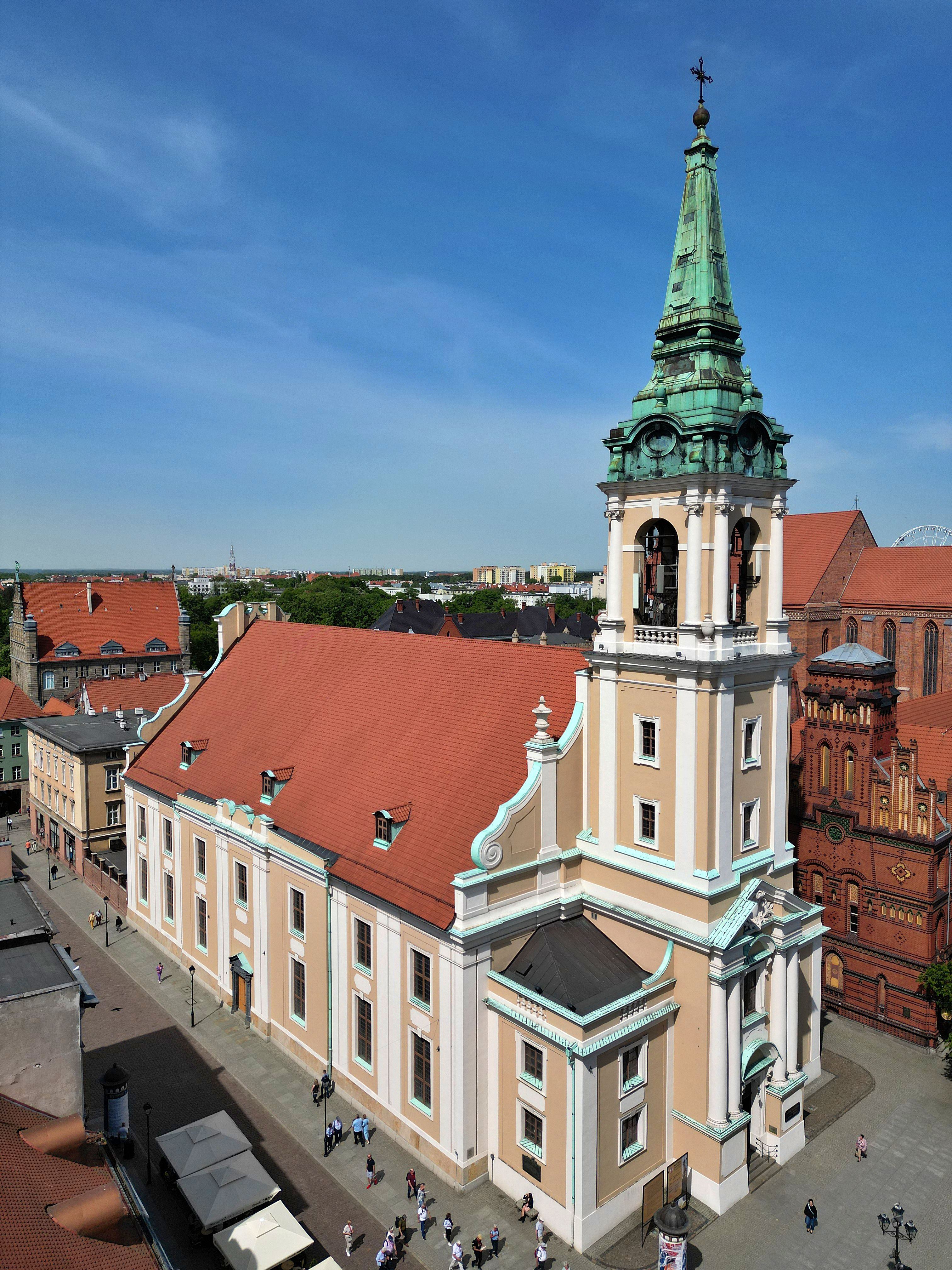
Kościół sw. Ducha

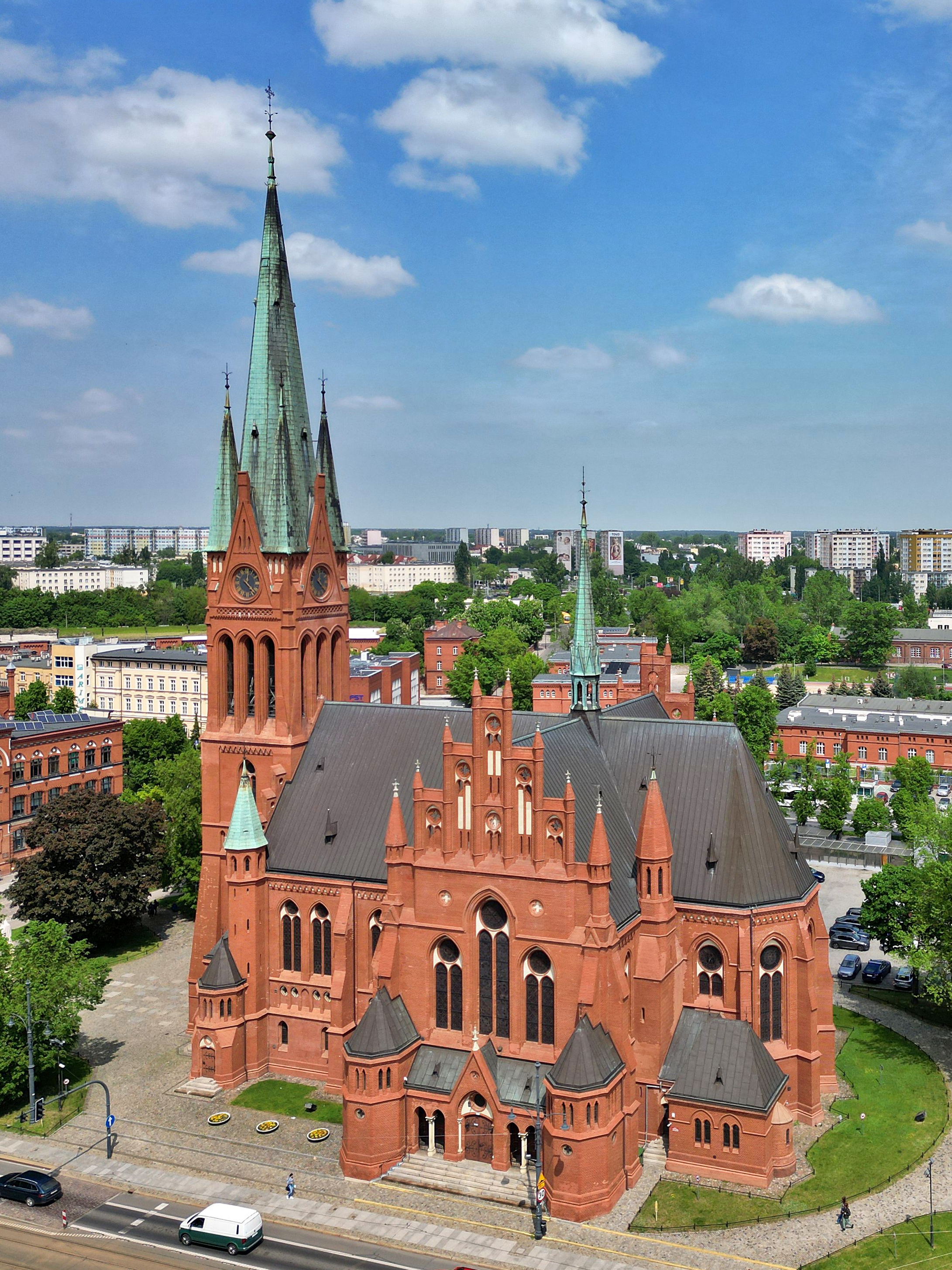
Kościół św. Katarzyny

Dominującą wspólnotą religijną w Toruniu jest Kościół katolicki. Od średniowiecza do 1992 roku Toruń znajdował się w dwóch diecezjach: do początku XIX wieku do diecezji chełmińskiej i włocławskiej, następnie do chełmińskiej i archidiecezji gnieźnieńskiej. Pierwsza parafia w Toruniu została prawdopodobnie założona w momencie wystawienia dokumentu lokacyjnego miasta. Główną świątynią w Stary Mieście był kościół św. Janów, a Nowym kościół św. Jakuba Apostoła Większego. Ponadto w mieście wzniesiono kościół Wniebowzięcia Najświętszej Marii Panny w Toruniu. W XIV wieku w Kaszczorku założono parafię Podwyższenia Krzyża Świętego.
Pierwsi ewangelicy pojawili się w Toruniu tuż po ogłoszeniu przez Marcia Lutra 95 tez w 1517 roku. 28 grudnia 1558 roku Zygmunt II August nadał luteranom przywilej religijny. Na przestrzeni lat Toruń stał się jednym z głównych ośrodków ewangelickich w Rzeczypospolitej. W 1595 roku w mieście przeprowadzono synod generalny protestantów, a w 1645 roku odbyło się spotkanie ekumeniczne protestantów i katolików Colloquium charitativum. Po III wojnie północnej doszło do pogorszenia relacji pomiędzy katolikami a protestantami. 17 lipca 1724 roku podczas tzw. tumultu toruńskiego doszło do zdemolowania kolegium jezuickiego przez ewangelików. Za niepowstrzymanie zamieszek burmistrz Torunia Jan Gotfryd Rösner oraz dziewięciu uczestników tumultu stracono. Zamieszki w Toruniu oraz wydane wyroki śmierci spotkały się z krytyką w Europie.
W czasach nowożytnych do kościołów ewangelickich należała głównie ludność pochodzenia niemieckiego i lepiej usytuowana. Do kościoła katolickiego przynależeli ubożsi torunianie. Podczas zaboru pruskiego ewangelikami byli głównie niemiecka ludność, zaś katolikami polska. W 1831 utworzono parafię Wniebowzięcia Najświętszej Marii Panny. Ludność ewangelicka przynależała do trzech zborów: przy kościele przy Rynku Staromiejskim (Stare Miasto), przy kościele św. Trójcy (Nowe Miasto i podmiejskie wsie Rudak i Stawki) oraz przy kościele św. Jerzego (przedmieścia Torunia zamieszkałe przez ludność polskojęzyczną; kościół św. Jerzego rozebrano w 1811 roku). W 1897 roku oddano do użytku kościół garnizonowy św. Katarzyny dla żołnierzy garnizonu toruńskiego wyznania protestanckiego. W 1907 roku oddano do użytku kościół nowy kościół św. Jerzego.
Obok katolików i ewangelików od XVII wieku w Toruniu mieszkają wyznawcy prawosławia. Ponadto w mieście żyła ludność żydowska, stanowiąca znikomy procent mieszkańców Torunia (22 rodziny żydowskie w 1808 roku, 147 po 1920 roku). Żydzi modlili się w synagodze przy ul. Szczytnej. W 1836 roku w Toruniu osiedlili się staroluteranie, a w 1899 roku w mieście pojawili się pierwsi baptyści. Na początku XX wieku w Toruniu pojawili się również adwentyści Dnia Siódmego, który w 1904 roku utworzyli swój zbór.
Zmiany w strukturze religijnej nastąpiły po powrocie Torunia do Polski w 1920 roku. Miasto opuściło większość Niemców wyznania ewangelickiego. Wzrost liczby katolików przyczynił się do budowy nowych kościołów (kościół Chrystusa Króla). Po przyłączeniu Podgórza miasto powiększyło się o parafię św. Apostołów Piotra i Pawła (założonej pod koniec XVI wieku). Ludność prawosławną zdominowali Rosjanie i Ukraińcy. W 1920 roku założono prawosławną parafię św. Mikołaja. Część emigrantów z Ukrainy stanowili grekokatolicy, którzy modlili się w kościele garnizonowym, który po powrocie Torunia do Polski przeszedł pod zarząd Kościoła katolickiego. W Toruniu ukształtowały się cztery parafie ewangelickie. Trzy (staromiejska, nowomiejska i św. Jerzego) wchodziły w skład Ewangelickiego Kościoła Unijnego i zrzeszały ludność niemiecką. Polscy ewangelicy należeli do założonej w 1921 roku parafii Ewangelicko-Augsburskiej. Po 1921 roku w mieście pojawili się pierwsi emisariusze Polskiego Narodowego Kościoła Katolickiego, którzy wkrótce założyli parafię polskokatolicką Narodzenia Najświętszej Maryi Panny
Po II wojnie światowej udział katolików w strukturze wyznaniowej Torunia jeszcze bardziej się umocnił. Po wojnie erygowano szereg nowych parafii bądź też wraz z przyłączaniem kolejnych miejscowości do Torunia w granicach miasta znajdowały się wcześniej erygowane parafie: Opatrzności Bożej (1946), św. Józefa (1950), św. Antoniego (założona w 1937, w Toruniu od 1951), parafia Matki Bożej Zwycięskiej (1976), św. Michała Archanioła i bł. ks. Bronisława Markiewicza, Miłosierdzia Bożego i św. Faustyny Kowalskiej (1990), św. Maksymiliana Kolbego (1980), Matki Bożej Królowej Polski (1981), Najświętszego Ciała i Krwi Chrystusa (1987), Niepokalanego Poczęcia Najświętszej Maryi Panny (1982), Matki Bożej Łaskawej (1983), Matki Bożej Nieustającej Pomocy (1995), Najświętszej Maryi Panny Częstochowskiej (1996), bł. Marii Karłowskiej (1999), bł. Stefana Wincentego Frelichowskiego, św. Andrzeja Apostoła (2016). 25 marca 1992 roku Toruń znalazł się w granicach diecezji toruńskiej, a kościół św. Janów otrzymał status świątyni katedralnej.
W 1945 roku kościół św. Szczepana przeszedł na własność parafii Ewangelicko-Augsburskiej. W Toruniu znajduje się greckokatolicka parafia bł. Iwana Ziatyka, powołana w 1990 roku. Do parafii należy cerkiew konsekrowana 24 września 2023 roku.
W mieście działa również kaplica św. Jana Marii Vianneya, należąca do reprezentującego tradycjonalizm katolicki Bractwa Kapłańskiego Świętego Piusa X.
Obok Kościoła Ewangelicko-Augsburskiego w Toruniu działają następujące kościoły protestanckie:
- Chrześcijańska Wspólnota Ewangeliczna – placówka misyjna w Toruniu[356]
- Kościół Adwentystów Dnia Siódmego w RP – Zbór Kościoła Adwentystów Dnia Siódmego[357]
- Kościół Boży w Polsce – Kościół „Chrystus dla Wszystkich” w Toruniu, Kościół Boży „Hesed” w Toruniu[358]
- Kościół Boży w Toruniu[359]
- Kościół Chrześcijan Baptystów w RP – zbór „Exodus” w Toruniu, zbór „Filadelfia” w Toruniu, placówka K5N w Toruniu[360]
- Kościół Chrześcijan Pełnej Ewangelii „Obóz Boży” – Kościół „Metanoia”[361]
- Kościół Ewangelicko-Augsburski w RP – Parafia Ewangelicko-Augsburska w Toruniu[362]
- Kościół Ewangelicznych Chrześcijan w RP – Zbór Kościoła Ewangelicznych Chrześcijan w Toruniu[363]
- Kościół Zielonoświątkowy w RP – Kościół w Toruniu, Kościół Dla Torunia „Freedom”[364][365]
- Mesjańskie Zbory Boże (Dnia Siódmego) – punkt misyjny w Toruniu podległy zborowi w Warszawie[366]
- Zbór Braterski w Toruniu[367]
- Towarzystwo Przyjaciół w Toruniu[368].

W 2015 roku utworzono Stowarzyszenie „Kałdus”, przynależące do rodzimowierstwa słowiańskiego.
W Toruniu działają ośrodki należące do Buddyjskiej Wspólnoty „Zen Kannon”, Misji Buddyjskiej – Trzy Schronienia (Sakya Dechen Choling) oraz Związku Buddyjskiego Bencien Karma Kamtsang.

## Cmentarze

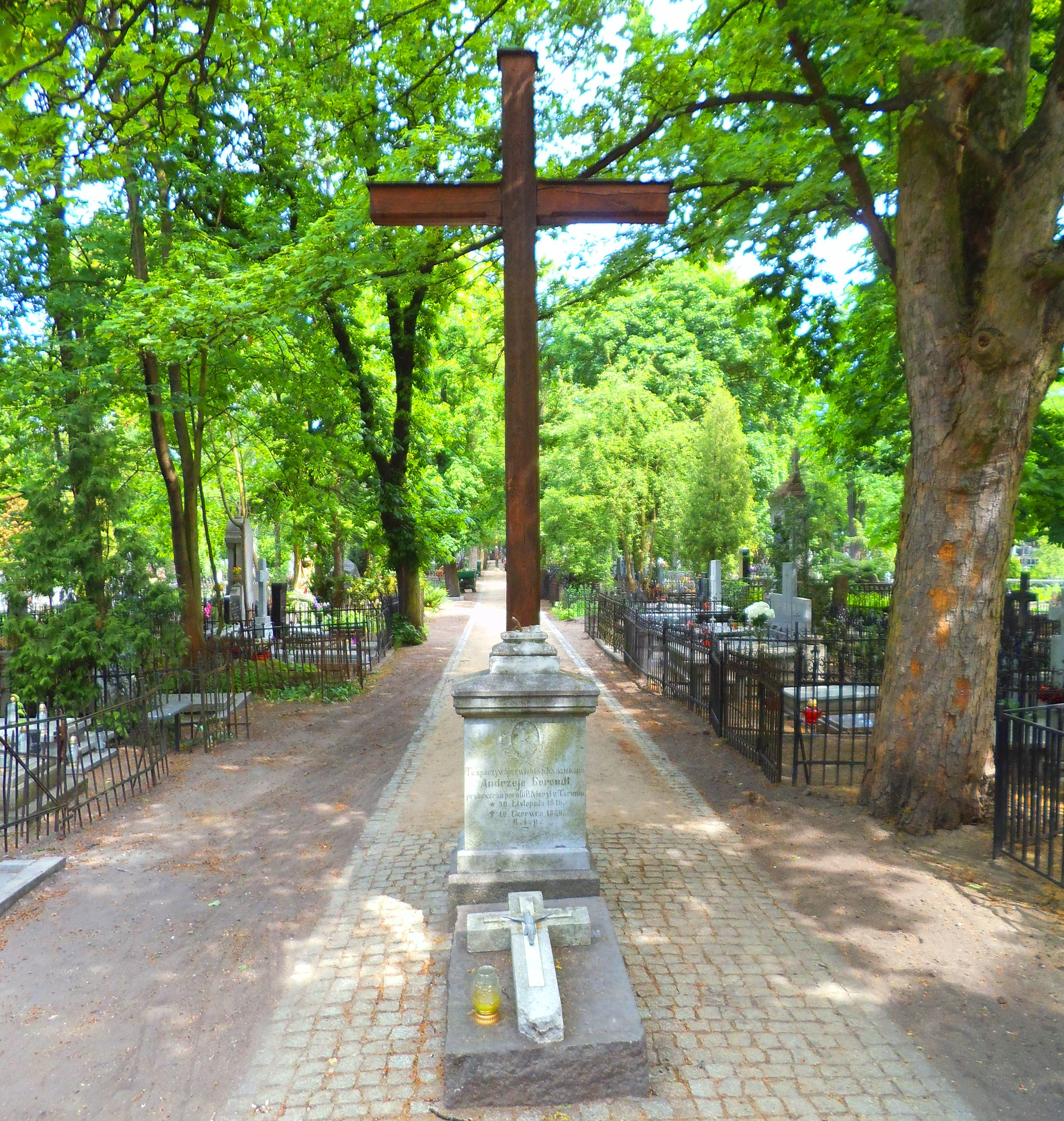
Cmentarz św. Jerzego

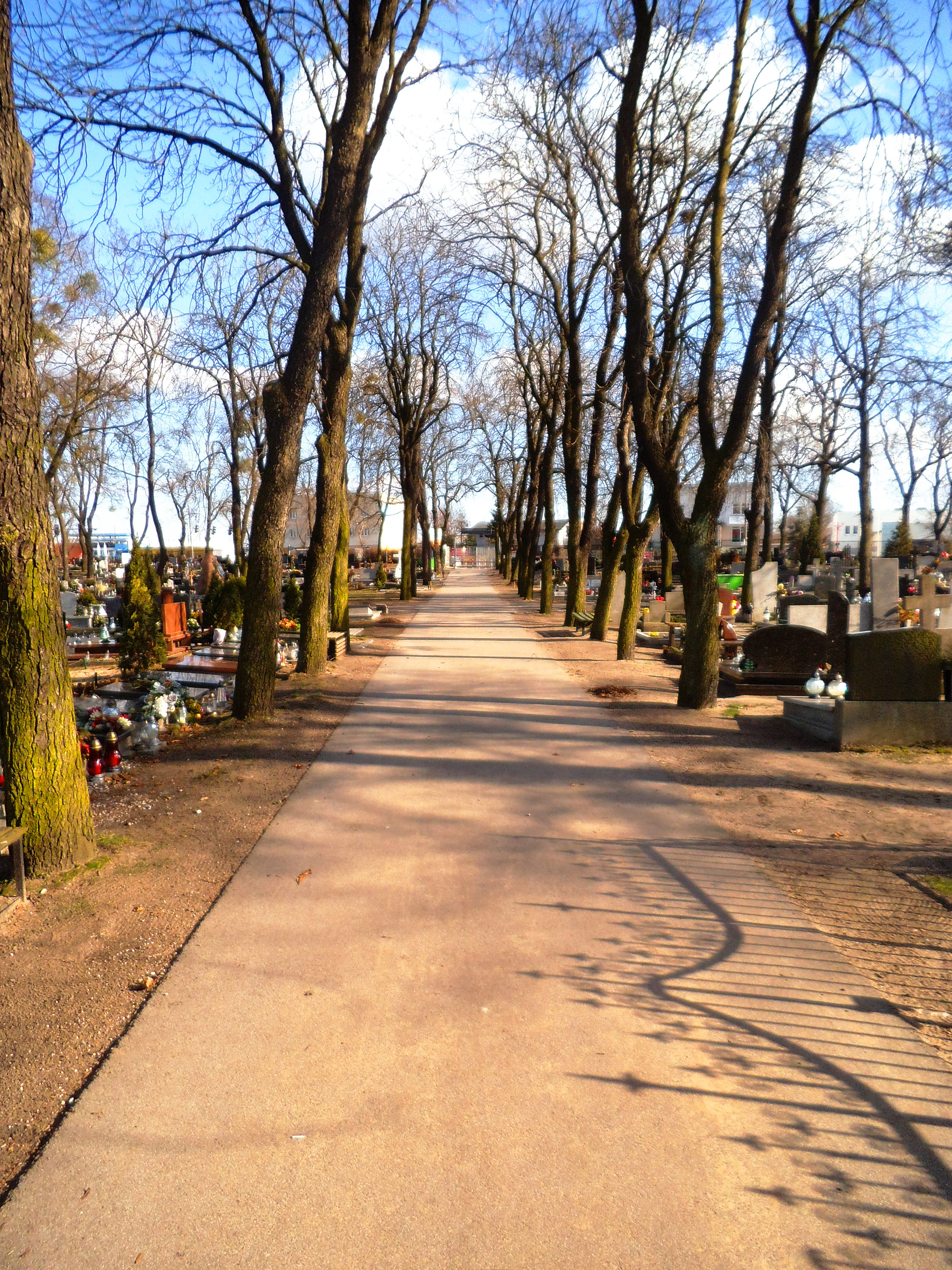
Cmentarz Komunalny nr 2 im. Ofiar II Wojny Światowej

W Toruniu znajduje się kilkanaście cmentarzy. Są one położone zarówno na prawym, jak i lewym brzegu Wisły. W średniowieczu zmarli byli w przyległych do kościołów placach bądź też w podziemiach kościoła, następnie biedniejsi mieszkańcy byli chowani na cmentarzach przy kaplicach. Początkowo w Toruniu istniały tylko cmentarze katolickie, w XVI wieku założono pierwsze nekropolie dla ludności protestanckiej. Wiele dawnych cmentarzy zostało zlikwidowanych podczas budowy Twierdzy Toruń.
Najstarszą zachowaną nekropolią w Toruniu jest cmentarz św. Jerzego, w której są chowani torunianie zasłużeni dla miasta.
W prawobrzeżnym Toruniu znajdują się następujące cmentarze (w nawiasie data założenia, nieczynne cmentarze oznaczono kursywą): Komunalny nr 1 (1839), Komunalny nr 2 (1891), Centralny Cmentarz Komunalny (1976), św. Jerzego (1811), św. Jakuba (1817 – część ewangelicka, 1838/1839 – część katolicka), św. Barbary (1842), Podwyższenia Krzyża Świętego (1848), Matki Bożej Królowej Polski (przypuszczalnie I poł. XIX wieku), św. Antoniego (pomiędzy 1892 a 1909), Najświętszej Marii Panny (1919), Matki Bożej Nieustającej Pomocy (1999).
W lewobrzeżnym Toruniu znajdują się następujące cmentarze (w nawiasie data założenia, nieczynne cmentarze oznaczono kursywą): św. św. Piotra i Pawła (1813), bezimienny przy ul. Poznańskiej 146/148 (1937), Cmentarz Opatrzności Bożej (1947), ewangelicki przy ulicy Rudackiej (koniec XVII wieku), ewangelicki przy ul. Poznańskiej (1845), Cmentarz ewangelicki przy ul. Łącznej, tzw. nowy ewangelicki przy ul. Poznańskiej (przypuszczalnie po 1868 lub między 1898–1902).
Do czasów współczesnych nie zachowały się cmentarze: św. Jerzego (w sąsiedztwie kościoła św. Jerzego, w miejscu, gdzie znajduje się skrzyżowanie Szosy Chełmińskiej z Czerwoną Drogą), św. Wawrzyńca (użytkowany jeszcze na początku XIX wieku), żydowski (założony przed 1724 rokiem, zlikwidowany w 1975), staroluterański (istniejący w latach 1854–1992), benedyktynek (istniejący w latach 1667–1837, Cmentarz Elsnerów (istniejący w latach 1811–1866), Bawarczyków (założony w 1813 roku), Boża Męka (istniejący w latach 1811–1924), Garnizonowy (istniejący w latach 1816–1839), żydowski na Podgórzu (założony prawdopodobnie w XVIII wieku, zlikwidowany w XIX wieku) oraz komunalny przy ulicy Turkusowej (istniejący w latach 1912–1945).
Od 2003 roku 1 listopada Towarzystwo Miłośników Torunia i władze miasta organizuje kwestę, której celem jest ratowanie najbardziej zniszczonych, a cennych nagrobków na Cmentarzu św. Jerzego.

## Pomniki i miejsca pamięci

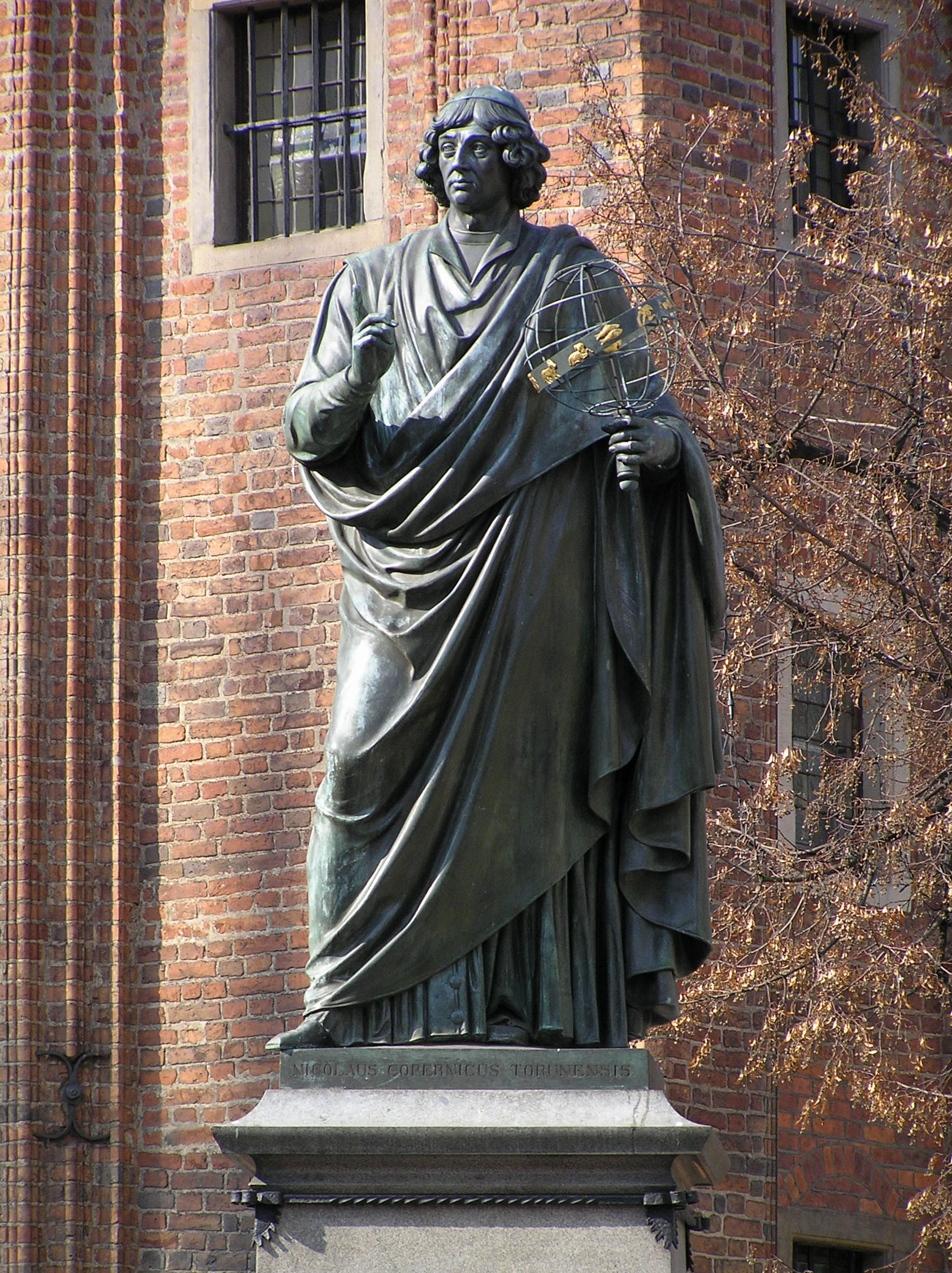
Pomnik Mikołaja Kopernika

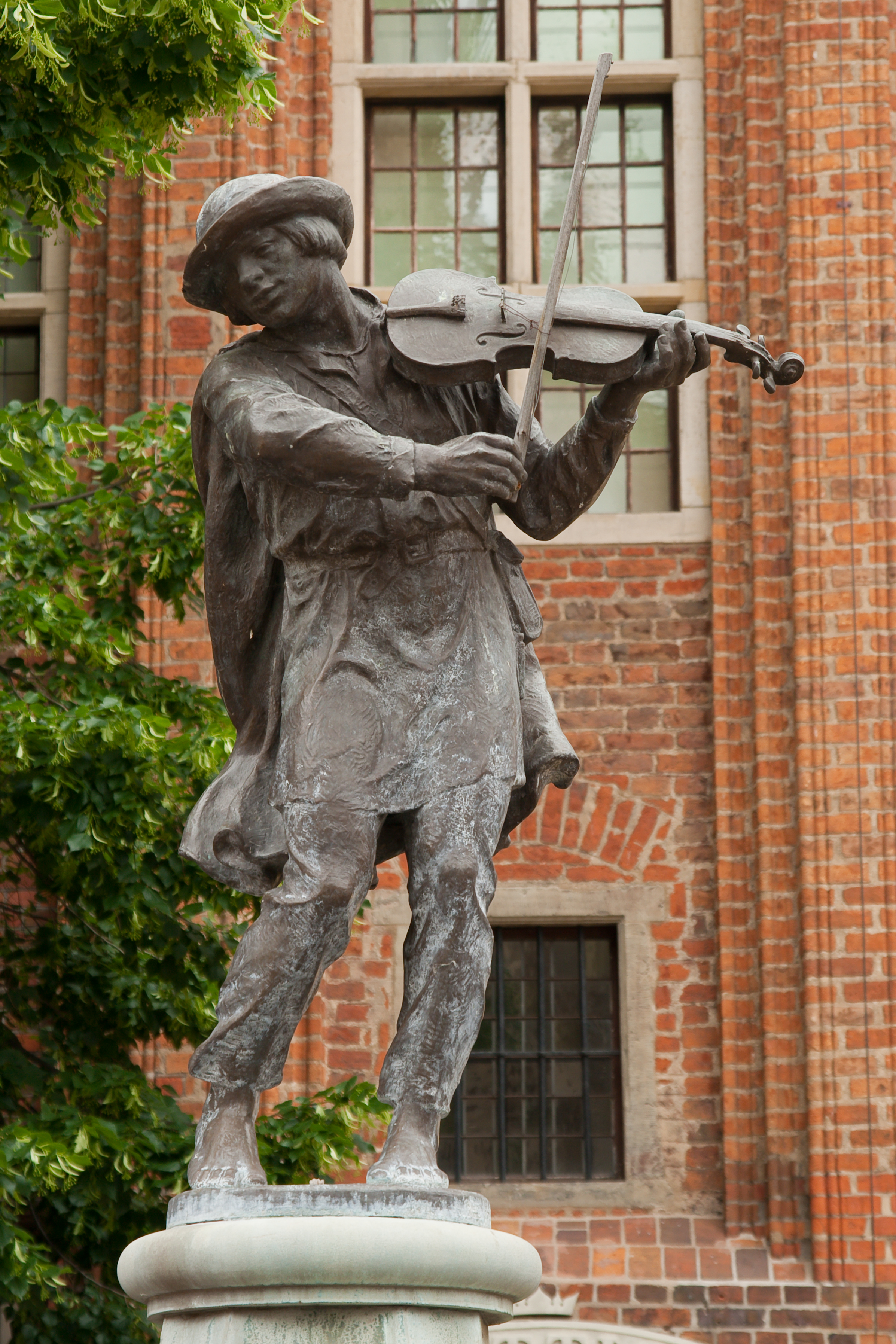
Rzeźba flisaka na fontannie

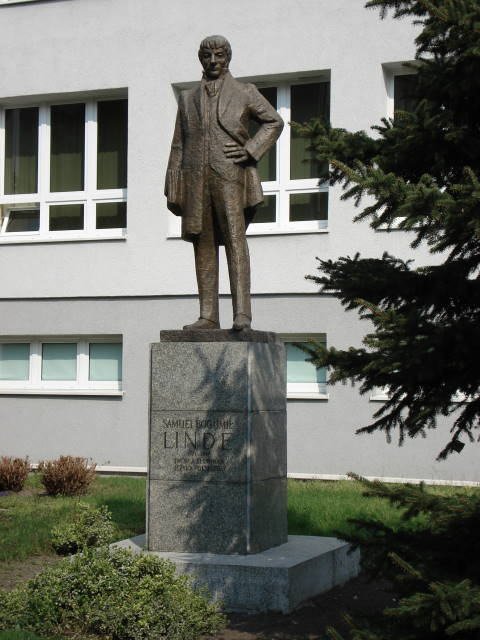
Pomnik Samuela Lindego

Na terenie Torunia znajduje się szereg pomników, rzeźb, kamieni pamiątkowych, tablic oraz instalacji artystycznych. Pierwszym znanym pomnikiem w historii Torunia była kolumna upamiętniająca tumult toruński z 1724 roku. Przypuszczalnie przed 1760 roku przy ul. św. Anny odsłonięto również Studnię Kopernika. Mieściła się ona w sąsiedztwie domniemanej kamienicy, w której miał się urodzić Mikołaj Kopernik. 25 października 1853 roku na Rynku Staromiejskim odsłonięto pomnik Mikołaja Kopernika. Część pomników i tablic pamiątkowych postawionych przez władze pruskie zdemontowano lub zburzono po 1920 roku).
Do ważniejszych pomników w Toruniu należą:
- pomnik Mikołaja Kopernika autorstwa Christiana Friedricha Tiecka, odsłonięty 25 października 1853 roku[411];
- Fontanna flisaka na Rynku Staromiejskim, odsłonięta 28 czerwca 1914 roku[412];
- Ławka Schillera, znajdująca się w parku na Bydgoskim Przedmieściu przy ul. Rybaki, odsłonięta w 1909[413] lub 1910 roku[414];
- Zespół pomnikowy Miejsce kaźni „Barbarka” na Barbarce, stopniowo odsłaniany od lat 50. XX wieku do 1976 roku[415];
- pomnik gen. Józefa Bema, położony na terenie Centrum Szkolenia Artylerii i Uzbrojenia, przed główną bramą wejściową od ul. Jana III Sobieskiego, odsłonięto 11 października 1959 roku[416];
- pomnik poległych żołnierzy i jeńców Armii Czerwonej przy drodze krajowej nr 15, na północ od Węzła Nieszawka, odsłonięty w 1969 roku[417];
- pomnik Artylerii Polskiej przy pl. Artylerii Polskiej, odsłonięty w 1972 roku[418];
- pomnik Samuela Bogumiła Lindego postawiony przed siedzibą Wojewódzkiej Biblioteki Publicznej – Książnicy Kopernikańskiej przy ul. Słowackiego, odsłonięty 20 grudnia 1976 roku[419];
- Zespół pomnikowy polskich artylerzystów, położony na placu Towarzystwa Miłośników Torunia, odsłonięty 12 października 1980 roku[420][421];
- pomnik Józefa Piłsudskiego, znajdujący się przy zachodniej części placu Rapackiego, odsłonięty 15 sierpnia 2000 roku[422];
- Instalacja pamiątkowa twórczości Zbigniewa Lengrena, znajdująca się u zbiegu ul. Chełmińskiej i Rynku Staromiejskiego, odsłonięta w 2005 roku[423];
- pomnik Kargula i Pawlaka, znajdujący się na skwerze u zbiegu ul. Chełmińskiej i Czerwonej Drogi, odsłonięty w 2006 roku[424];
- pomnik ks. Stefana Wincentego Frelichowskiego, znajdujący się na placu ks. Stefana Wincentego Frelichowskiego, odsłonięty 25 marca 2007 roku[425];
- pomnik Jana Pawła II, znajdujący się przy skrzyżowaniu ul. Wały gen. Sikorskiego i al. Jana Pawła II, odsłonięty w 2007 roku[426];
- pomnik bł. ks. Jerzego Popiełuszki, znajdujący się przy al. Jana Pawła II, odsłonięty w 2011 roku[427];
- Pomnik Władysława Raczkiewicza, postawiony przed gmachem Urzędu Marszałkowskiego, odsłonięty w 2010 roku[428];
- pomnik Józefa Hallera położony u zbiegu ulicy Piastowskiej i placu św. Katarzyny, odsłonięty w 2012 roku[429][430];
- pomnik gen. Elżbiety Zawackiej, położona przy ul. Podmurnej 93, odsłonięta w 2014 roku[431];
- pomnik Żołnierzy Wyklętych, położony na skwerze przy Muzeum Etnograficznym, odsłonięty w 2014 roku[432];
- Pomnik Ofiar Zbrodni Pomorskiej 1939, znajdujący się w Parku Pamięci, odsłonięty w 2018 roku[433].

## Sport

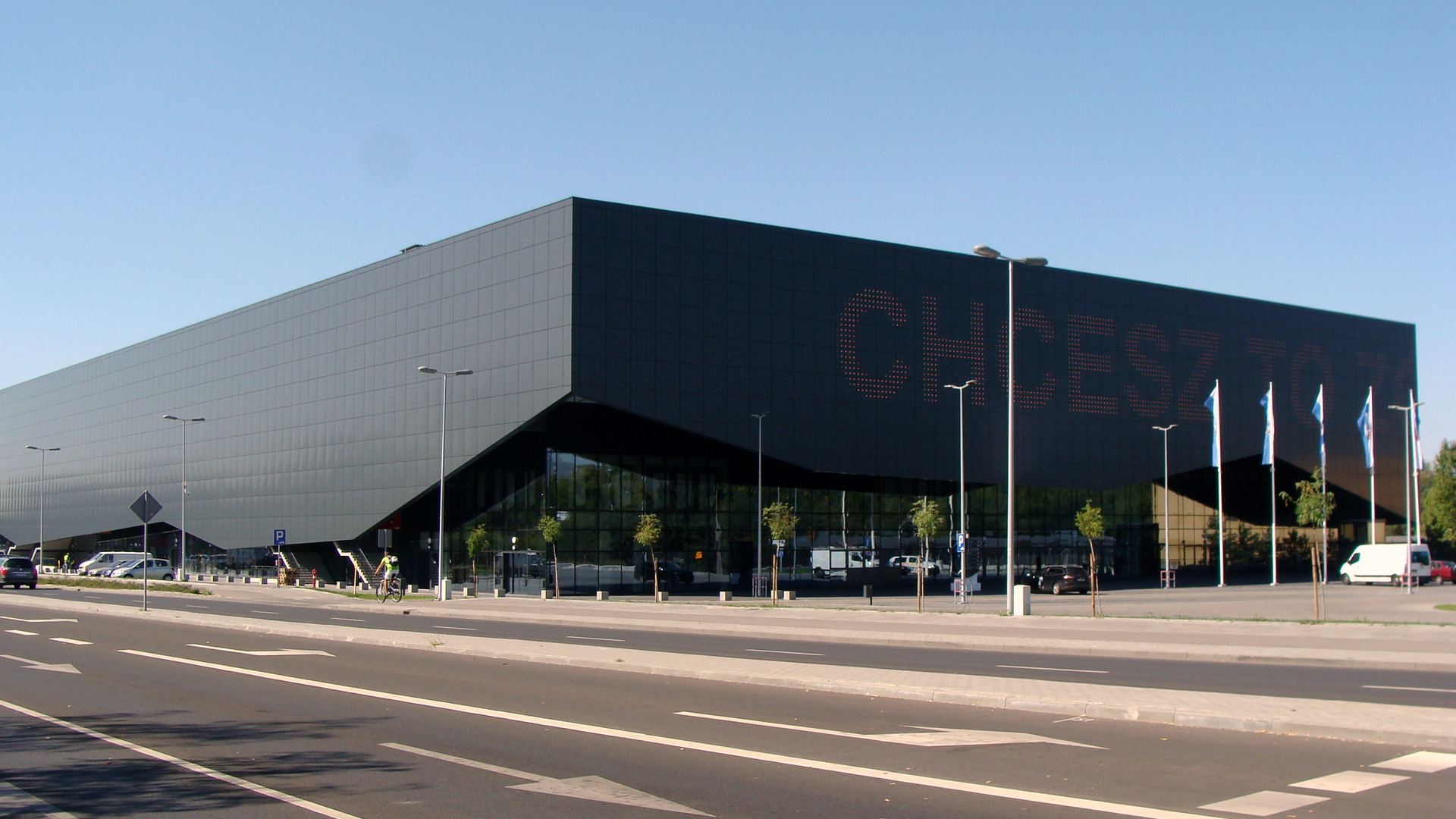
Arena Toruń widziana od strony wschodniej

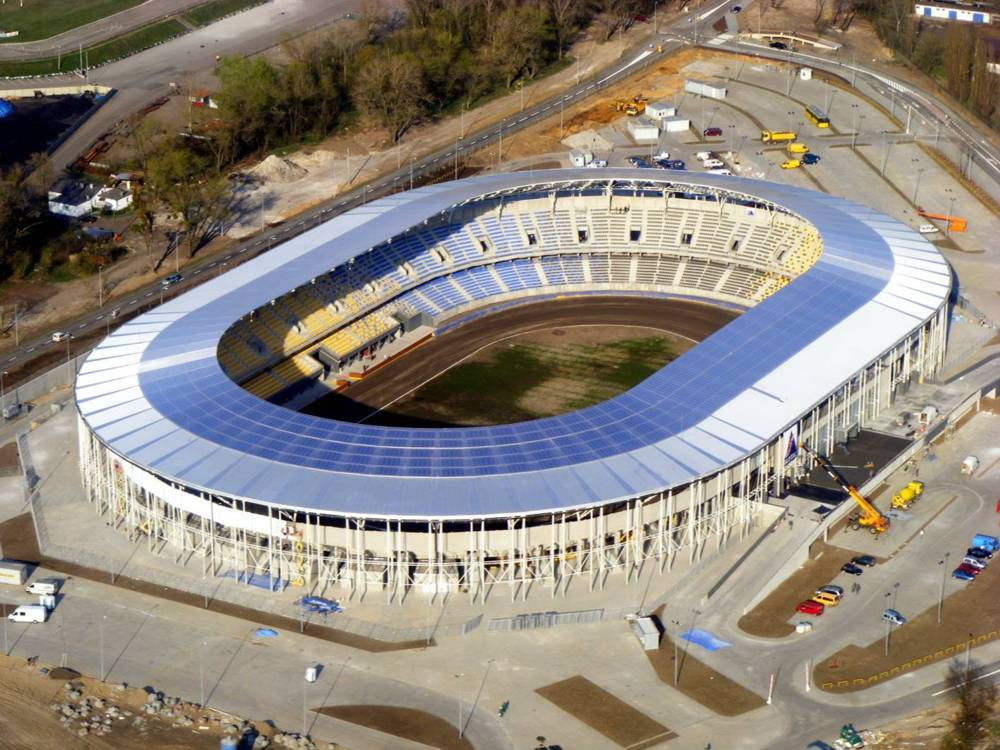
Motoarena Toruń im. Mariana Rosego

Co roku w Toruniu odbywa się ok. 180 imprez sportowych, organizowanych przez Gminę Miasto Toruń, polskie związki sportowe (przy wsparciu Gminy) oraz przez toruńskie stowarzyszenia kultury fizycznej. W Toruniu działa prawie 200 instytucji, stowarzyszeń i klubów sportowych. Upowszechnianiem sportu, rekreacji i turystyki zajmuje się Miejski Ośrodek Sportu i Rekreacji. W 2019 roku Toruń uzyskał tytuł Europejskiego Miasta Sportu 2019, nadany przez ACES Europe.
Ważniejszymi obiektami sportowymi w Toruniu są:
- hala sportowo-widowiskowa Arena Toruń – jedyna hala sportowa w Polsce dostosowana do rozgrywania pełnego programu dyscyplin lekkoatletycznych w zawodach krajowych i międzynarodowych[434]. Została oddana do użytku w 2014 roku[435]. W 2019 roku w Arenie Toruń odbyły się: Mistrzostwa Świata LA Masters, Mistrzostwa Świata w Szermierce Juniorów i Kadetów, Meeting Lekkoatletyczny Copernicus Cup, Halowe Mistrzostwa Polski LA Juniorów i Seniorów, drużyny koszykarskiej Polskiego Cukru Toruń. Arena Toruń jest użytkowana również do wydarzeń kulturalnych[434];
- stadion żużlowy Motoarena Toruń im. Mariana Rosego – drugi co do wielkości obiekt sportowy w mieście, oddany do użytku w maju 2009 roku[436]. W Toruniu istnieje również kryte lodowisko Tor-Tor im. Józefa Stogowskiego[437]. Lodowisko powstało w 1960 roku, natomiast w 1986 roku obiekt został zadaszony[438].

Ważniejsze kluby sportowe:
- Klub Sportowy Toruń S.A. – żużel
- Klub Sportowy Toruń Hokejowa Spółka Akcyjna – hokej na lodzie mężczyzn
- Twarde Pierniki S.A. – męska drużyna koszykówki
- Miejski Międzyszkolny Klub Sportowy Katarzynki – żeńska drużyna koszykówki
- Football Club Toruń – futsal
- Energa Klub Tenisa Stołowego Manekin Toruń – tenis stołowy mężczyzn
- Klub Sportowy Pomorzanin – hokej na trawie mężczyzn, piłka nożna
- Akademicki Związek Sportowy UMK Toruń – wioślarstwo, koszykówka mężczyzn, siatkówka kobiet, siatkówka mężczyzn, futsal
- Toruńskie Anioły spółka z o.o. – siatkówka mężczyzn
- Klub Sportowy Angels Toruń – futbol amerykański
- Fundacja Akademia Futbolu Elana – piłka nożna
- Międzyszkolny Klub Sportowy Axel – łyżwiarstwo figurowe
- Miejski Klub Lekkoatletyczny Toruń – lekkoatletyka
- Toruński Klub Curlingowy – curling
- Toruńskie Stowarzyszenie Żużlowe – speedrower
- Toruńska Liga Unihokeja – unihokej
- Toruński Klub Kolarski Pacific – kolarstwo
- Toruński Klub Karate Tradycyjnego Kumade – karate
- Toruńska Akademia Futsalu – futsal
- Klub Sportowy Gotyk – tenis stołowy
- Klub Wysokogórski Toruń – wspinaczka
- Sekcja Walki Kimura – sztuki walki

## Miasta partnerskie
Miasta partnerskie Torunia:
- Filadelfia – umowa z Toruniem od 1976 roku[440]
- Getynga – umowa z Toruniem od 1978 roku[440]
- Lejda – umowa z Toruniem od 1988 roku[440]
- Hämeenlinna – umowa z Toruniem od 1989 roku[440]
- Čadca – umowa z Toruniem od 1996 roku[440]
- Swindon – umowa z Toruniem od 2003 roku[440]
- Łuck – umowa z Toruniem od 2008 roku[440]
- Novo mesto – umowa z Toruniem od 2009 roku[440]
- Guilin – umowa z Toruniem od 2010 roku[440]
- Angers – umowa z Toruniem od 2016 roku[441]
- Kowno – umowa z Toruniem od 2018 roku[442]
- Bryan – umowa z Toruniem od 2025 roku[443]
- College Station – umowa z Toruniem od 2025 roku[443]
- Ferrara – umowa z Toruniem od 2025 roku[443]

Dawne miasta partnerskie Torunia:
- Królewiec – umowa z Toruniem w latach 1995–2022[440][444] (rozwiązana 3 marca 2022 roku w związku z inwazją Rosji na Ukrainę[444][445])